# Szíriai polgárháború
A szíriai polgárháború 2011 márciusában kezdődött, eleinte kormányellenes demonstrációkkal, a tunéziai események hatására. Az emberek a politikai elit autoritárius hatalomgyakorlása ellen tiltakozva vonultak utcára, de a demonstrálók kezdetben csak reformokat követeltek, nem rezsimváltást. A rendfenntartók erőszakos beavatkozása miatt a tüntetések zavargássá fajultak, majd a rendőrség éles lőszerrel lőtt az emberekre, a lázongások gyorsabb elfojtása érdekében pedig harckocsikat is bevetettek.
Novembertől a Rijád el-Aszad tábornok vezetésével megalakult SZSZH indított gerillaháborút a hadsereg ellen. A kezdetben kizárólag könnyűfegyverekkel rendelkező lázadók a szomszédos arab országok és Törökország hathatós támogatásával jelentős katonai erővé nőtték ki magukat, 2012 őszéig már az ország több települését ellenőrzésük alá vonták. A helyzetet azonban tovább bonyolította, hogy 2012 nyarán az ország északkeleti részén lakó kurdok milíciái is beavatkoztak a harcba, Aleppóig nyomulva előre. A kurd lázadók egyszerre kerültek összetűzésbe a kormányerőkkel és az SZSZH-val. Mindemellett a konfliktusnak erősen szektariánus jelleget ad az a tény is, hogy a helybéli keresztények és alaviták a többségben alavitákból álló Aszad-rezsimet támogatják, míg a lázadók többsége a szunnita lakosság soraiból kerül ki. A szélsőségesebb felkelők rendszeresen hajtanak végre támadásokat a keresztény és alavita közösség ellen, míg a hadsereg és a kormányt támogató Sabiha milícia az ellenzéket támogató szíriai települések lakossága közt rendez időnként kisebb-nagyobb vérfürdőket.
2012 júniusának közepére az ellenzék és a kormányerők közötti harc annyira kiszélesedett, hogy az ENSZ vezető személyei és az Egyesült Államok a felkelést már szabályos polgárháborúnak minősítették.
A többségében szunnita felkelőket hivatalosan Szaúd-Arábia, Katar, az Öböl-menti államok, Törökország, az Egyesült Államok, az Egyesült Királyság és Franciaország támogatják. Nem állami szinten iraki szunniták, csecsenek, afgánok, nyugat-európai dzsihádisták harcolnak az oldalukon. E széles koalíciót főként Aszad megbuktatásának terve kapcsolja össze, de a vélemények eltérőek a későbbi rendezéssel kapcsolatban, nem utolsósorban az Iszlám Állam felemelkedése miatt.
A kormányerők támogatása ennél jóval korlátozottabb, 2015 előtt elsősorban Irán és a libanoni Hezbollah nyújtott segítséget, ugyanakkor az Irak lakosságának közel 70%-át kitevő síiták szimpátiájára is számíthatnak. A 2015-ben kezdődő orosz beavatkozás, ugyanakkor nagy segítség a területei jelentős részeit elveszítő Aszad-kormányzatnak.

## Előzmények

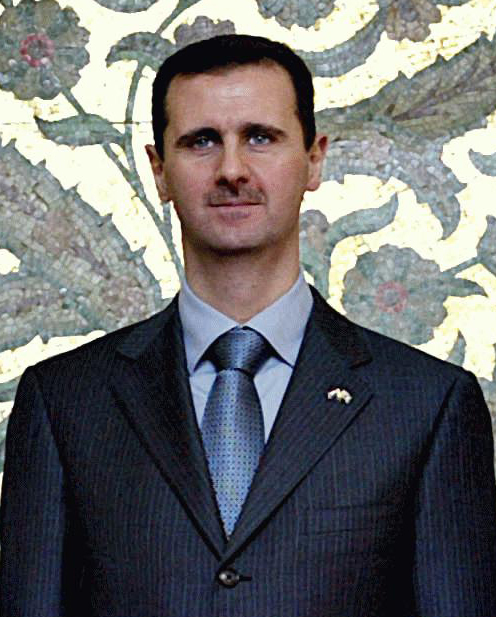
Bassár el-Aszad

Szíria 1944-ben nyilvánította ki függetlenségét Franciaországtól, amelynek azt megelőzően gyarmata (mandátumterülete) volt, de igazi függetlenségét csak 1946-ban a francia hadsereg teljes kivonulása után nyerte el. Két évtizeddel később, 1963-ban a Baasz Párt vette át a hatalmat az ország felett, majd 1966-ban puccsszerűen kizárták a többi pártot a kormányzásból, később azonban az 1967-es hatnapos háborúban elszenvedett vereség és az addig Szíriához tartozó Golán-fennsík izraeli megszállása belső ellentéteket okozott a Baasz Párton belül is, így 1970-ben az ún. Javító forradalom keretében az addigi védelmi miniszter, Háfez el-Aszad vette át a hatalmat, diktatórikus hatalmat építve ki.
Háfez el-Aszad harminc évig irányította az országot, mikor 2000-ben elhalálozott, fia, Bassár el-Aszad vette át a hatalmat. Az ő elnökségének első éveiben enyhített az állam diktatórikus berendezkedésén és jelentős mértékben javított az ország külpolitikai helyzetén is. Szabadon bocsátotta a politikai foglyokat és nagyobb szabadságot adott a médiának, de rövid idő múlva ezeket az intézkedéseit visszavonta, a korlátozott reformokat csak gazdasági téren folytatta. Al-Aszad uralmának elnyomó jellegét növeli, hogy az országban 1963 óta érvényben van egy rendkívüli állapotot elrendelő törvény, amely hatalmi visszaélésekre ad lehetőséget: erre hivatkozva a rendszer ellenségeit rutinszerűen bebörtönözhetik. Az emberek elkeseredését tovább fokozta a munkanélküliség ugrásszerű növekedése is, valamint vallási feszültségek is súlyosbítják a kormány viszonyát az ország lakosságával. Aszad elnök és a körülötte csoportosuló hatalmi elit a síiták alavita ágához tartoznak, a lakosság nagyobb része azonban szunnita. A felkelés során az ellenzékiek legnagyobb része is a szunniták köréből került ki, ellenben Aszadnak a muszlim vallás síita ágához való tartozásnak köszönhetően sikerült elnyernie a legnagyobb síita ország, Irán támogatását.
A szíriai lázadásnak további erős vallási színezetet ad az a tény, hogy a lakosság mintegy 10%-át kitevő keresztény lakosság nem csatlakozott a kormányellenes felkeléshez, sőt egy jelentős részük nyíltan támogatja az Aszad-rezsimet. Ennek legfőbb oka, hogy Aszad biztosította a keresztények számára a teljeskörű vallásszabadságot, sőt számos keresztény személy magas pozíciókat tölthetett be az Aszad-rezsim idején. A tüntetések során viszont a demonstrálók néhány radikálisabb ága alavita- és keresztényellenes transzparenseket is felmutatott, ezzel előre elriasztva a keresztények többségét a tüntetések támogatásától.
A polgárháború során ismét felszínre került az ország kurd kisebbségének problémája is. A kurd számít az ország legnagyobb etnikai kisebbségének, közel kétmillió fővel, mely az összlakosság 9%-át teszi ki. A népesség legnagyobb része az ország északi részén él, legjelentősebb városaik Kamisli (Qamişlo), Haszaka (Hesîçe) és Ajn al-Arab (Kobanê).
A szíriai kurd lakosságot számtalan diszkriminatív intézkedés sújtotta Háfez és Bassár el-Aszad uralma alatt. A hatóságok betiltották a kurd zászló használatát, a kurd nyelv használatát hivatalos ügyek intézésekor, illetve a kurd gyermekek kizárólag arab nevet kaphattak. A kurdok helyzetét tovább nehezítette, hogy 1962-ben több mint 20%-uk elvesztette szíriai állampolgárságát, egy, a nemzetközi jogot sértő rendelet értelmében, többségük azóta sem vált állampolgárrá.
Kormányellenes tüntetésekre már sor került 2004-ben is, az ország északkeleti részén fekvő Kamisli városában, ekkor a rendfenntartókkal vívott harcban 30 tüntető vesztette életét. Az egy évvel későbbi tüntetésben három személy halt meg.

## Az első tüntetések

A kezdeti tüntetések helyszínei

A legelső tüntetésekre 2011 január végén került sor, de ezek még korántsem voltak nagy horderejűek és egyelőre a rendőrség sem lépett fel erőszakos módszerekkel a tüntetőkkel szemben. Az első erőszakos tömegoszlatásra február 2-án került sor, amikor a rendőrség egy 20 főből álló csoportot vert szét Damaszkuszban, akik szimpátiatüntetést tartottak a Mubarak rendszerét megdöntő tüntetők mellett.
Bassár Al-Aszad elnök január 31-én, hogy a tüntetéseknek elejét vegye, a The Wall Street Journalnak adott interjújában bejelentette, hogy fontos gazdasági és politikai reformokat fog bevezetni. Egyúttal kinyilvánította rokonszenvét az arab országokban zajló tüntetésekkel és felszólította az országok vezetőit, hogy tegyenek eleget a tömegek követeléseinek.
Az elnök nyilatkozata ellenére azonban elkezdődött a Twitter és Facebook internetes közösségi oldalakon a tüntetések szervezése. A szervezők kijelentették, hogy nem az elnök személye ellen van kifogásuk, hanem az autoriter országvezetési stílus, a korrupció és a "vagyon nem igazságos elosztása" miatt tiltakoznak. Utóbbi alapja, hogy Bassár el-Aszad rezsimje nagyméretű privatizációba kezdett az eseményeket megelőző években, ami a korrupcióval párosodva óriási magánvagyonok felhalmozódásához vezetett, míg az átlagemberek életszínvonalát a 2008 óta tartó monetáris válság erősen megviselte. Február 4-re meghirdették a harag napját, amely azonban elbukott, mivel senki sem jelent meg az utcákon. Ajman Abdel Núr szerint ez annak köszönhető, hogy a szíriaiak nem voltak hozzászokva az interneten szervezett tüntetésekhez, másrészt pedig az ellenzéki csoportok is túlzottan megosztottak voltak.
Február 18-án Damaszkuszban sor került egy nagyobb demonstrációra. Ekkor mintegy 1500 ember gyűlt össze, egy helybeli üzlettulajdonos brutális megverése miatt tiltakozva. Erőszak alkalmazására nem került sor, a belügyminiszter megígérte az ügy kivizsgálását.
Február 22-én mintegy 200 főnyi csoport vonult a líbiai nagykövetség elé, tiltakozva Moammer Kadhafi erőszakos fellépéséért a líbiai tüntetők ellen, és egyúttal követelték a nagykövettől az ország elhagyását. A rendfenntartók szétverték a tüntetést, 14 személyt letartóztattak, de később szabadon engedték őket.

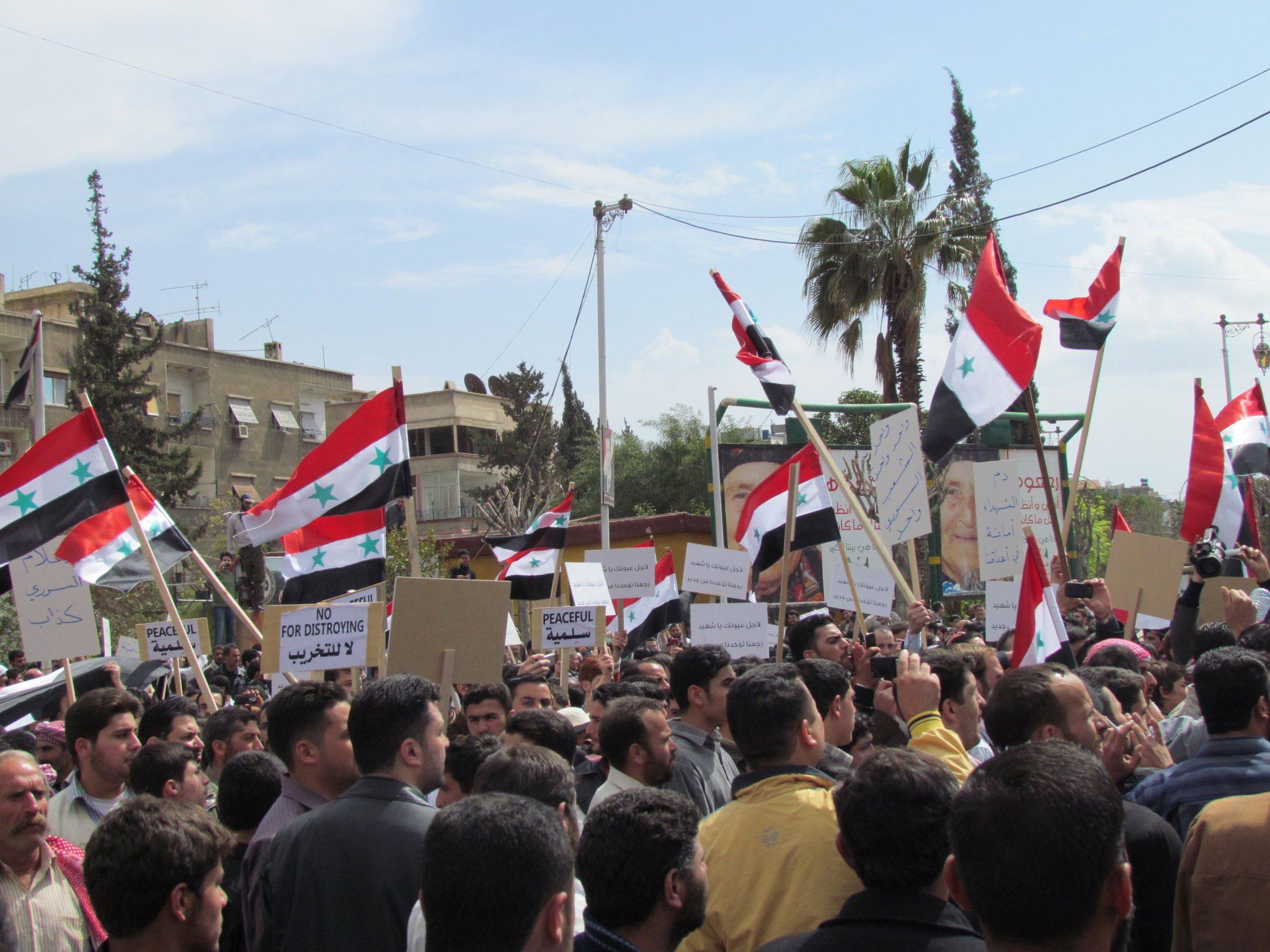
Tüntetők Damaszkuszban április 8-án

## A felkelés

Szíria 1963, a baaszista puccs előtti zászlaja, melyet az SZNT és az SZSZH is jelképének választott

A konfliktus március 6-án tovább súlyosbodott, amikor az ország déli részén található Dara városában a hatóságok letartóztattak 15 gyereket, akik a rendszer bukását követelő graffitikkel írták össze a falakat. Tiltakozásul tüntetések kezdődtek, melyben a rendfenntartók a tömegbe lőttek, melynek következtében négy ember meghalt. Ugyanezen a napon az al-Dzsazíra Szíria a következő dominó a sorban? címmel jelentetett meg cikket, melyben kijelentik, hogy "a fiatal és jól képzett szíriai rétegek akarják maguknak és megérdemlik a szabadság ízét", majd Ribal al-Aszad, a régebb óta az Egyesült Államokban élő, rendszerkritikus Aszad-családtag kommünikéjét közölték.
Március 11-én hajnalban azonosítatlan elkövetők éles lőszert használva a sötétség leple alatt támadtak a darai Omari-mecset mellett éjszakára letáborozó tüntetőkre. A lövöldözésben legkevesebb 5 ember halt meg, többek között egy orvos, egy ápoló és egy mentősofőr is. A tüntetők szerint az orvlövészek végeztek az áldozatokkal; a kormány ezt tagadta. Március 15-ére a kormányellenes tüntetések átterjedtek több más városra is, többek között Damaszkuszra, Homszra és Banijaszra.
Március 25-ig Darában már 44 embert gyilkoltak meg a biztonsági erők. Ugyanezen a napon a várostól 40 km-re fekvő Szanamejnben a biztonsági erők sortüze 20 emberrel végzett. A Darában demonstrálók ledöntötték a volt elnök, Háfez el-Aszad szobrát. Időközben egyéb nagyvárosokban is zavargások zajlottak, ezek közül Homszban és Latakiában is életét vesztette egy-egy tüntető.
A szíriai kormány reformok bevezetését ígérte, valamint Bassár el-Aszad elnök elrendelte a letartóztatott tüntetők szabadon bocsátását is, egyúttal pedig ígéretet tett arra, hogy bíróság elé állítják azokat, akik részt vettek a darai tüntetők meggyilkolásában.
Március 26-ára a szíriai ellenzék egyes tagjai Facebookon keresztül népfelkelésre szólították fel az embereket. Időközben a kormány katonai egységeket vezényelt Latakiába, valamint el-Aszad elnök hívei is tüntetéseket tartottak az ország nagyvárosaiban. Március 27-én két újabb tüntető halt meg Latakiában. A hatóságok szerint a gyilkosságot „fegyveres banditák” követték el, a tüntetők szerint azonban a két személyt katonák lőtték le.
Március 29-én a zavargások hatására Muhammad Nádzsi al-Otari miniszterelnök lemondott és feloszlatta kormányát. Egy nappal később el-Aszad elnök beszédet tartott, amelyben összeesküvésnek nevezte a szíriai eseményeket, de egyúttal általános reformokat ígért és a szíriai tüntetők haláláért felelős személyek bíróság elé állítását. Az "összeesküvés" jelző elleni tiltakozás gyanánt már másnap újabb tüntetésre került sor Latakiában, a katonák pedig tüzet nyitottak a tömegre. A lövöldözésben újabb 25 ember halt meg. Április 1-jén újabb nagyarányú tüntetésekre került sor Szíria több nagyvárosában. A rendfenntartók ismét a tömegbe lőttek, tíz ember halálát okozva (nyolcan Damaszkuszban, ketten Darában vesztették életüket).
Április 3-án a szíriai elnök Ádel Szafar addigi mezőgazdasági és agrárreformügyi minisztert bízta meg kormányalakítással.
Április 8-án újabb nagyarányú tüntetésekre került sor Szíria nagyvárosaiban. A karhatalom ismét a tömegbe lőtt, Darában mintegy 25 ember meghalt. A kormány továbbra is tagadta, hogy a rendfenntartó erők állnának a mészárlás mögött, a hivatalos közlemények szerint fegyveres bandák támadásai okozták az emberek halálát. Április 15-én ismét több tízezer fős tüntetésekre került sor Damaszkuszban és Szíria nagyvárosaiban. A damaszkuszi tüntetők a futballban használatos jelzést, sárga lapot lobogtatva figyelmeztették a kormányt, a rendőrség azonban ismét közbeavatkozott, könnygázzal és gumibottal feloszlatva a tömeget.
Április 17-én letette az esküt az új kormány, ennek alkalmából el-Aszad elnök bejelentette, hogy pár nap múlva feloldja a rendkívüli állapotot, és újabb politikai reformokra tett ígéretet. Ennek ellenére még aznap tüntetés kezdődött Homszban, ahol a kormányerők újra éles lőszerrel lőttek a demonstrálók közé, 17 ember halálát okozva. Másnap újabb tüntetésekre került sor, melynek következtében újabb négy tüntető vesztette életét.
Április 19-én egy – állítólag – titkosrendőrök által halálra kínzott törzsi vezető temetése után újabb tüntetés kezdődött Homszban. A rendőrség a tömegbe lőtt, legkevesebb 20 ember halálát okozva, valamint lelőttek egy katonát is, aki nem volt hajlandó tüzet nyitni.
Április 21-én az elnök feloldotta a csaknem ötven éve érvényben levő szükségállapotot, amelynek eltörlése a tüntetők fő követelése volt. A szíriai nagyvárosokban azonban ennek ellenére sem értek véget a tiltakozások, az ellenzékiek többsége már el-Aszad távozását követelte. Az elnök hivatalos proklamációjában lehetőséget ígért békés demonstrációk tartására is, ezért április 22-re "óriás méretű" demonstrációt hirdetett meg a szíriai ellenzék, a kormányígéret komolyságának tesztelésére. A rendőrség azonban továbbra is a szokásos módon lépett fel a tüntetők ellen, éles lőszerrel a tömegbe lőve. A nap folyamán összesen 103 tüntető vesztette életét.

### Letartóztatások és nyomásgyakorlás
A szíriai rendőrség már a tüntetések kezdeti szakaszában több neves ellenzéki személyt letartóztatott. Az események eszkalálódását követően a letartóztatások nagyobb méreteket öltöttek, a szíriai kormány a vonatkozó jogszabályt is módosította, lehetővé téve a hatóságoknak, hogy minden gyanúsítottat nyolc napig fogságban tarthassanak vádemelés nélkül is. Ezt a jogszabályt különösen akkor alkalmazták jelentős mértékben, mikor április végén a hadsereg a lázadás fészkeinek számító városok ellen offenzívát indított. Az érintett városok több száz férfi lakosát helyezték vizsgálati fogság alá.
A letartóztatott politikai aktivistákat és ellenzéki civileket fogva tartóik rendszeresen kínozták. A Human Rights Watch által gyűjtött adatok szerint a szíriai titkosszolgálatok 27 "kínzóközpontot" működtetnek országszerte, a fogva tartottak száma pedig több tízezerre tehető. Néhány, a börtönökből kiszabadult ellenzéki elmondásai alapján az emberjogi szervezet legalább húsz alkalmazott kínzási módot jegyzett fel, ilyenek például az emberek bottal és sodronnyal való verése, savval leöntése, körmük kitépése vagy akár nemi erőszaknak való kitétele. Különösen nagy port kavart amikor 2011 júniusában a szíriai hatóságok Darában halálra kínoztak egy 13 éves fiút. A kisfiú holttestéről videó felvételt is készítettek, melyen a fiút ért ütések és lövések nyomai is látszanak.
A kormány a belföldi médiára is teljes körű nyomást gyakorolt a rendfenntartók által alkalmazott erőszak eltussolására. Néhány újságírót, akik szimpatizáltak a tüntetőkkel, letartóztattak. A hivatalos propaganda (mindenekelőtt a hivatalos állami hírügynökség, a SANA) az ellenzékieket kollektíven "fegyveres bandáknak" és terroristáknak nevezi, az egész konfliktust pedig "külföldről kezdeményezett összeesküvésnek" tekinti. A kormány több esetben is korlátozta a mobilszolgáltatást és az internetet. Amikor augusztus 14-én a hadsereg támadást indított Latakia kikötőváros ellen, a települést az offenzíva ideje alatt teljesen lekapcsolták a távközlési hálózatról.
Mindkét fél propaganda gépezete előszeretettel tett közzé olyan – másik felet lejáratni akaró – videofelvételeket, melyekről később kiderült, hogy más országokban zajló konfliktusok idején készültek.

### A kormány engedményei
A kormány – a demonstrációk visszaszorítása érdekében – politikai és gazdasági reformokat helyezett kilátásba. Mindenekelőtt márciusban csökkentették a sorkatonai szolgálat idejét, valamint el-Aszad elnök menesztette a korrupciós botrányairól hírhedt darai kormányzót is. A kormány ígéretet tett továbbá politikai foglyok szabadon bocsátására, az adók csökkentésére, a közalkalmazottak fizetésének növelésére, a sajtószabadságra és új munkahelyek teremtésére, mindazonáltal ezen ígéretek egyikét sem valósították meg.
A kormány tett néhány engedményt a többségi szunnita lakosság irányába is. Engedélyezték a nikáb használatát a szunnita rítust követő tanárok számára, illetve bezárták az ország egyetlen kaszinóját, melyet a konzervatív muszlimok többsége az "iszlámhoz nem méltónak" tekintett.
A legjelentősebb engedmény azonban a már közel ötven éve érvényben levő szükségállapot eltörlése volt. El-Aszad elnök emellett egy nyilatkozatban engedélyezte a békés tüntetések tartását is, ennek ellenére a rendfenntartók továbbra is erőszakkal léptek fel az utcára vonulók ellen, éles lőszert is használva.

## Hadműveletek az ellenzéki városok ellen
Április 25-én a biztonsági erők 33 személyt lőttek agyon Dzsabla és Dúma városokban. Ugyanaznap a hadsereg páncélos alakulatokkal offenzívát indított a felkelés fészkének tartott Dara ellen, melyet megszállt. A katonákkal szemben helybéli fegyveresek vették fel a harcot, az összecsapásokban legkevesebb 50 fegyveres és civil vesztette életét, illetve 25 katona meghalt, további 177-en megsebesültek. A BBC értesülései szerint az ostrom alatt 81 dezertőr katonát végeztek ki. Banijaszban szolidaritási tüntetést tartottak a darai ellenzéki tüntetők mellett, a rendfenntartók itt azonban kivételesen nem avatkoztak közbe.
Április 30-án a hadsereg megrohamozta és elfoglalta a kormányellenes tüntetések központjának számító darai al-Omari mecsetet. A tüntetők vezetőjét, Ahmed asz-Szajaszin imámot nem sikerült elfogni, de az imám fiát és hat további embert megöltek.
Május 6-án egy újabb mészárlás hatására, amelynek során Homszban legkevesebb hatan meghaltak, az ENSZ szankciókat vezetett be a szíriai vezetés több tagja ellen, így Bassár el-Aszad elnök ellen is. Az érintett politikusok külföldi bankszámláit zárolták és utazási korlátozást alkalmaztak velük szemben.
Május 5-re a hadsereg nagyrészt elfojtotta a darai lázongást, így a tankok és katonák többségét kivonták a városból, majd Banijasz szunniták által lakott negyedeibe küldték őket, amelyek a helyi kormányellenes tüntetések központjának számítottak. A tüntetők élőláncot vontak a negyedek köré, így próbálva megakadályozni a katonai műveletet. 2011. május 14-én a nemzetközi tiltakozások hatására a szíriai kormány bejelentette, hogy visszavonják a katonai alakulatokat a megszállt Darából és Banijaszból, valamint megígérte, hogy párbeszédet kezd a tüntetőkkel.
Június 1-jén Aszad aláírta az általános amnesztiáról szóló rendeletet és bejelentette, hogy létrehozzák a nemzeti párbeszéd bizottságát, amelynek feladata lesz a alkotmánymódosítás előkészítése. Ennek ellenére már június 4-én nagyarányú vérengzésre került sor, amikor Hamában a rendfenntartók és mesterlövészek támadtak a tüntetőkre, 34 ember halálát okozva.
Június elején Dzsiszr-es-Szugúrban a kormány közlése szerint a felkelők közel 120 rendőrrel és biztonsági emberrel végeztek. Erre válaszul a hadsereg újabb hadműveletbe kezdett. A város környéki falvakat nehéztüzérséggel bombázták, a várost magát helikopterekkel és harckocsikkal lőtték. Két nap alatt több mint négyezer lakos a szomszédos Törökországba menekült át, számos katona dezertált és a biztonsági erők mintegy 50 tagja átállt a felkelők oldalára. Az alig nyolc napos katonai hadműveletben azonban a hadsereg győzelmet aratott, a harcokban legkevesebb 172 lázadó és civil vesztette életét.
Június 19-én a szíriai emigrációs ellenzék létrehozta a Szíriai Nemzeti Tanácsot, melynek a tanács szóvivője szerint célja, hogy összefogja az ellenzéki erőket a rezsim megbuktatására valamint egy szalonképes ellenzéki szervezet létrehozása, mely kivívhatja magának a nemzetközi közvélemény támogatását el-Aszad megbuktatására.
Július 11-én a kormánypárt mellett demonstrálók megtámadták és megrongálták az Egyesült Államok szíriai nagykövetségét, valamint megkíséreltek bejutni Franciaország nagykövetségére is, de ezt a biztonsági őrök megakadályozták. A tüntetők az ellen tiltakoztak, hogy a két ország nagykövetei az ellenzék egyik legfontosabb városába, Hamába utaztak és itt éles hangon elítélték a kormányerők brutális fellépését az ellenzéki tüntetőkkel szemben. A nagykövetség megrongálása miatt az Egyesült Államok kifejezte tiltakozását és kártérítést követelt a szíriai kormánytól.
Július 15-én sor került a szíriai forrongások addigi legnagyobb tüntetésére, melynek során több tízezren vonultak az utcára a rezsim bukását követelve. A rendfenntartók ismét a tömegbe lőttek, legkevesebb 17 ember halálát okozva és több százat megsebesítve.

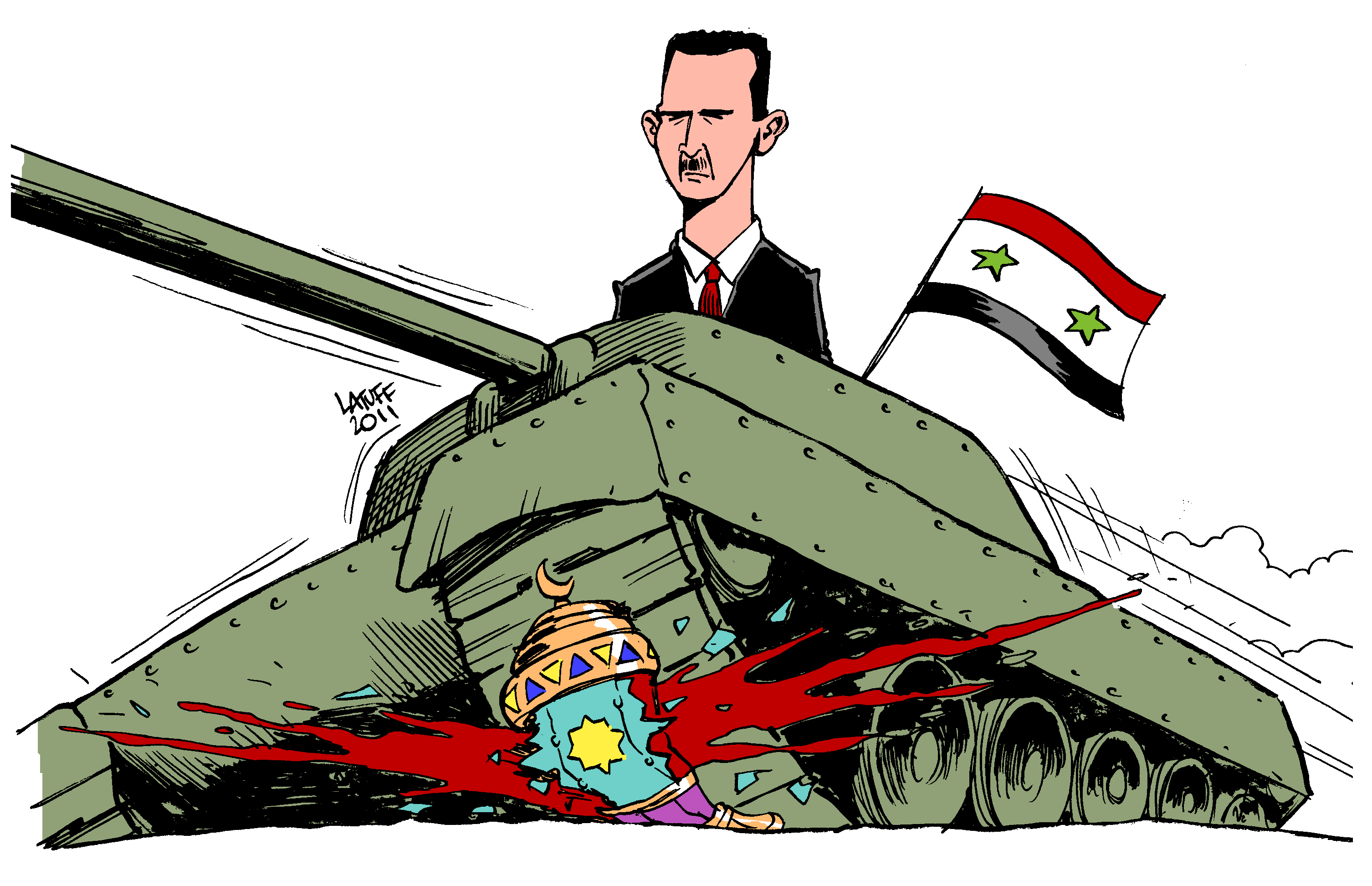
Carlos Latuff Ramadáni mészárlás című karikatúrája

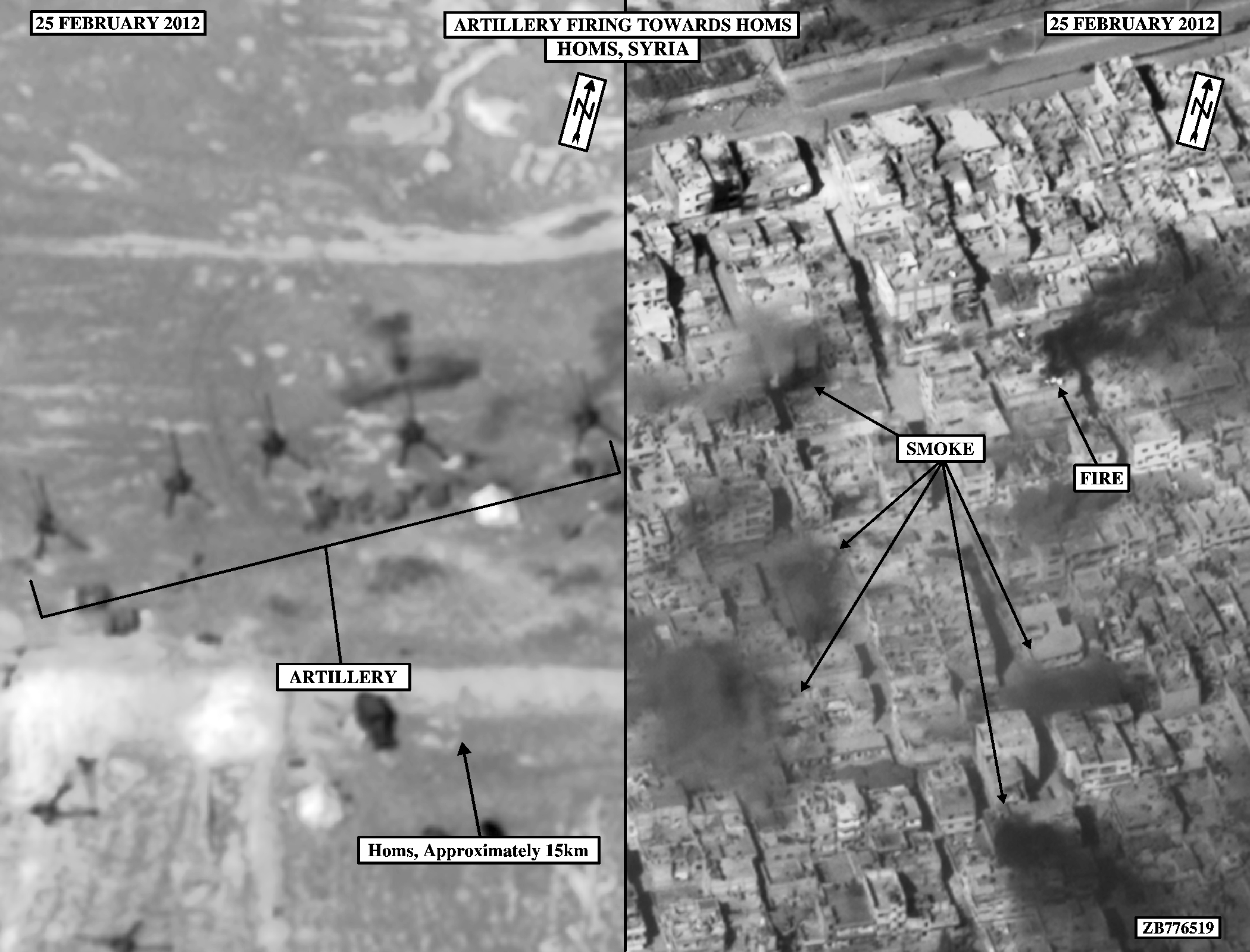
Tüzérségi támadás Homszban február 25-én egy amerikai drón által készített légi felvételen

Július 31-én a hadsereg tankokkal intézett támadást az ellenzék központjának számító Hamá ellen. A tankok és gépfegyveres katonák válogatás nélkül lőttek az emberekre, az épületek tetejéről pedig mesterlövészek támadták a tömeget. Az ellenállók barikádokat emeltek – amelyeket azonban a tankok áttörtek – és kőzáporral, Molotov-koktélokkal, valamint könnyűfegyverekkel próbálták meg felvenni a harcot. Az egy hónapos ostromnak – amely a hadsereg ideiglenes győzelmével végződött – 216 halálos áldozata volt.
2011 augusztusának első hetében a hadsereg nagy erejű offenzívát indított a felkelők kezén levő városok ellen. A legnagyobb horderejű támadás Dajr ez-Zaur ellen indult, melyet felfegyverzett törzsi harcosok (majd később a Szabad Szíriai Hadsereg katonái) védtek a kormánycsapatokkal szemben, a harcokban több mint 200 ember vesztette életét. A lázadóknak 2012. augusztus 13-án egy MiG–23 vadászgépet is sikerült lelőniük, ez volt az első alkalom a Szíriai Légierő számára, hogy harcban elvesztett egy repülőgépet, a jom kippuri háború (1973) óta. Mikor a szíriai páncélosok megszálltak több, a török határ mellett fekvő települést is, Szaúd-Arábia, Kuvait és Bahrein tiltakozásként visszahívta nagykövetét az országból. Törökország is tiltakozását fejezte ki a történtek miatt, de a diplomáciai kapcsolatok megszakítására ekkor még nem került sor.
Augusztus 14-én a hadsereg harckocsikkal indított támadást Latakia kikötőváros ellen, a városra két hadihajó is tüzet nyitott. A települést ugyanakkor lekapcsolták a távközlési hálózatról is. Az alig hat napos sikeres offenzívának 52 halálos áldozata volt.
Szeptember 25-én atrocitás érte Franciaország szíriai nagykövetét, Éric Chevalliert, akit egy rendszerpárti milíciához tartozó fiatalok kővel és tojással dobáltak meg, miközben egy Bassár el-Aszad elnököt éltető szöveget skandáltak.
Ugyanaznap néhány átállt katonatiszt Rijád el-Aszad repülős tábornok vezetésével létrehozta a Szabad Szíriai Hadsereget. Időközben ismeretlenek feltörték hét nagyobb szíriai város és több kormányhivatal honlapját, amelyre megtámadott ellenzékiekről készült videókat és a kormányt bíráló üzeneteket töltöttek fel.
Az amerikai nagykövet, Robert Stephen Ford egy ellenzéki vezetővel találkozott, aki a felkelők nevében kijelentette, hogy elutasítják a nemzetközi erők katonai segítségét, legyen szó a NATO-ról, az Egyesült Államokról, vagy akár Törökországról. A találkozó után kormánypárti tüntetők támadtak a nagykövet gépkocsijára, tojásokkal és kövekkel dobálva meg. Hillary Clinton külügyminiszter tiltakozását fejezte ki a történtek miatt és követelte, hogy a szíriai kormány tegyen eleget a diplomáciai képviseletek védelmének, a nemzetközi kötelezettségeknek megfelelően. Az ismételt támadásokra hivatkozva azonban a nagykövet október 24-én elhagyta Szíriát, egyúttal az ellen is tiltakozva, hogy a szíriai hatóságok korlátozták mozgásszabadságát.
Október 6-án a szíriai hadsereg menekülő ellenzékieket üldözve betört Libanon területére és egy menekültet agyonlőtt.
Október 7-én ismeretlen hovatartozású fegyveresek saját házában megölték Mesál Tamo kurd aktivistát. Az ellenzéki vezető temetésén a biztonsági erők a tömegbe lőttek, két embert megölve, többeket megsebesítve. Az eset miatt felháborodva, Berlinben szolidaritási tüntetést tartottak, melynek során több mint harminc tüntető betört az ország szíriai nagykövetségére, miközben társaik festékbombákkal dobálták az épületet. A szíriai nagykövet segítséget kért a német rendőrségtől, akik a behatolókat kikísérték az épületből, az incidensben senki sem sebesült meg.
A szíriai tüntetések október közepére alábbhagytak, de miután elterjedt a híre, hogy a líbiai felkelők végeztek Moammer Kadhafi diktátorral, új erőre kaptak. 2011. október 28-án szíriai katonák 40 ellenzéki tüntetőt öltek meg és tankokkal kezdték lőni Homsz központját. A homszi felkelők az utcára vonulva követelték, hogy az ENSZ Szíriát is repüléstilalmi övezetté nyilvánítsa. Az ENSZ főtitkár és az Arab Liga is ismételten elítélte a civilek elleni erőszak alkalmazását, válaszul el-Aszad elnök a felkelés kitörése óta először nyilatkozott egy nyugati újságnak, a Sunday Telegraphnak, melyben nem várt következményekkel fenyegette meg a nyugati országokat, egy szíriai katonai beavatkozás esetére. Kijelentette, hogy Szíria "nem Egyiptom, nem Tunézia és nem Jemen", a nyugati beavatkozás pedig legalább olyan súlyos konfliktust idézne elő, mint Afganisztánban. Az elnök elismerte, hogy a felkelés kezdete óta valóban "sok hibát" követtek el, de szerinte most már kizárólag terroristák ellen harcolnak – akik a Muszlim Testvériséggel és az Al-Káidával vannak összeköttetésben – de már közel vannak győzelem kivívásához.
December 22-én a szíriai hadsereg körbevette a török határ melletti Kfar Ovajd falut, majd tankokat, rakétavetőket és nehézgéppuskákat használva vérengzést rendeztek a lakosok között, összesen 110 személy életét kioltva.
Miután az Arab Liga kijelentette, hogy egy megfigyelő delegációt küld az országba, a hadsereg gyors offenzívába kezdett az ellenállás letörésére. December 23-án heves támadást indítottak Homsz ellen, ahol az ágyúkkal, gránátvetőkkel és gépfegyverekkel végrehajtott támadásban három nap alatt legkevesebb 20-an haltak meg. December 27-én, az 50 fős megfigyelőcsoport érkezése napján az ellenzék Homszban egy több mint tízezer fős tüntetést szervezett, a tömeget a rendfenntartók könnygázzal igyekeztek feloszlatni. A megfigyelők időközben találkoztak Homsz tartomány kormányzójával, majd a város azon körzeteit látogatták meg, ahol korábban a legsúlyosabbak voltak a harcok a lázadók és a rendfenntartók között.
December 30-án Szíriában összesen 74 településen, több mint negyedmillió ellenzéki tüntető vonult utcára. A szíriai biztonsági erők legkevesebb 12 tüntetővel végeztek, a lövöldözésben pedig ellenzéki források szerint 5 rendfenntartó vesztette életét. Időközben a Hamász palesztin szervezet megkezdte kivonulását az országból, arra hivatkozva, hogy az elnök elleni lázadással bizonytalanná vált az ország belpolitikai helyzete, másrészt pedig a szíriai kormány által támogatott Hamász nem szeretné ha nevét összekapcsolnák a tüntetőket sújtó megtorlással.
2012. február 3-án offenzíva indult a felkelők fellegvárának számító Homsz város ellen, melyben a kormányerők nehéztüzérséget és tankokat is bevettek, sőt február 15-én két vadászrepülőgép mért csapásokat városbeli célpontokra, lebombázva a helybeli olajfinomító üzemét ellátó vezetéket is. Február 15-én a hadsereg páncélozott harcjárművek fedezetével behatolt Damaszkusz egyik belső negyedébe, ahol házkutatásokat tartottak és embereket vettek őrizetbe. Február 16-án ismét a déli Dara város lett a kormánycsapatok katonai műveleteinek célpontja. A hadsereg harckocsik támogatásával ostrom alá vette a Szabad Szíriai Hadsereg által ellenőrzött városrészeket, akik jórészt Kalasnyikov gépkarabélyokkal viszonozták a tüzet. Február 22-én Homszban legkevesebb 30 fő vesztette életét a tüzérségi támadásokban, köztük a The Sunday Times-nak tudósító Marie Colvin amerikai és Rémi Ochlik francia újságíró is, akiknek tartózkodási helyét tüzérségi lövedékekkel lőtték szét. Habár az ellenzék szerint a külföldiek tudatos támadásnak estek áldozatul, a szíriai kormány visszautasította a vádat. Február 25-én a hadsereg a hosszas tüzérségi előkészítés után szárazföldi offenzívát indított Homsz ellen. A Szabad Szíriai Hadsereg közölte, hogy a Homszra nehezedő nyomás enyhítésére az ország más részein fokozzák az ellenállást.
2012 március elején a szíriai hadsereg taposóaknákat telepített a Szíriából menekülők által használt főbb útvonalakra, Libanon és Törökország felé. A Human Rights Watch az akció azonnali beszüntetésére szólította fel a kormányt, amely azonban válaszra sem méltatta az emberjogi szervezetet.

## A szerveződő ellenzéki mozgalmak

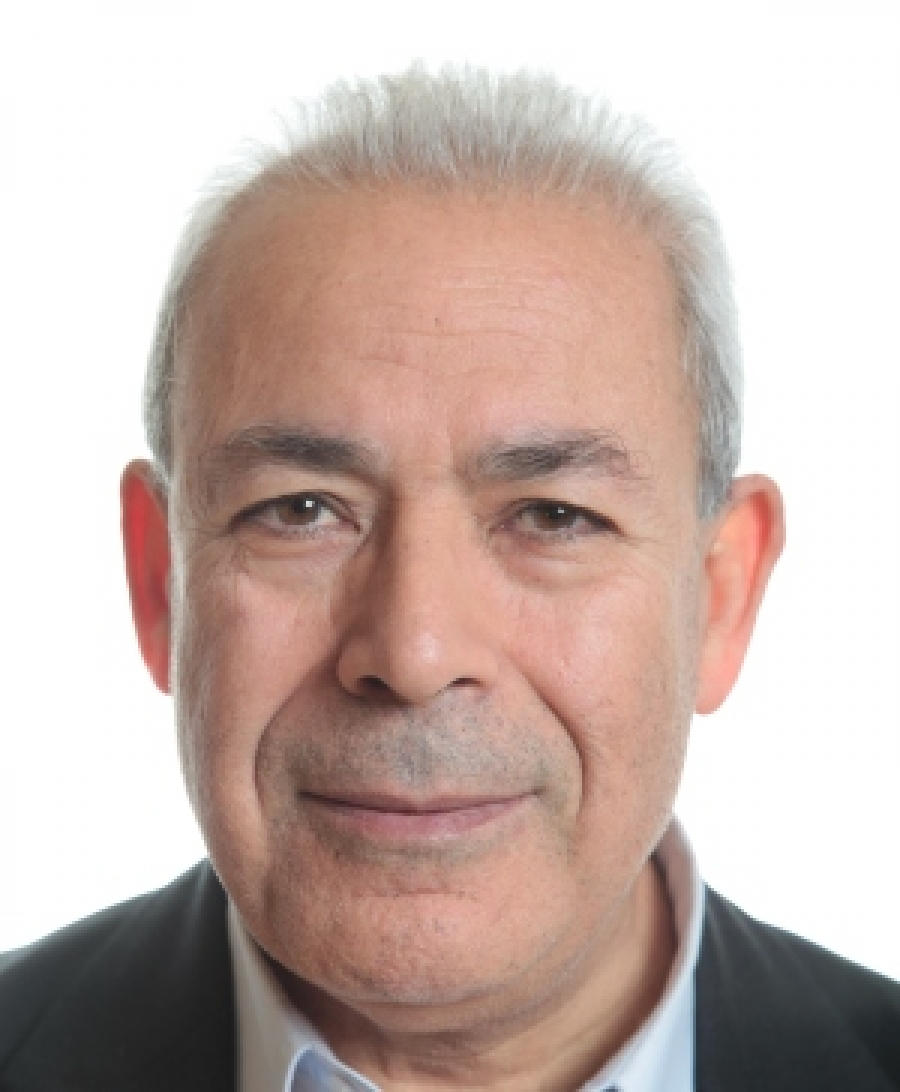
Burhán Galiún, az SZNT első elnöke (2011–2012)

A szíriai nemzeti koalíciót elismerő államok

A felkelés kitörését követően megkezdődött az ellenzéki mozgalmak aktivitása is, egy, a líbiaihoz hasonló nemzeti tanács létrehozására, mely sikerrel vehetné fel a tárgyalásokat a külföldi államokkal a felkelés támogatásáért.
A kezdeti periódusban több kisebb ellenzéki szervezet is létezett, melyek végül egyesülve létrehozták a Szíriai Nemzeti Tanácsot, melynek megalakulását 2011. augusztus 23-án jelentették be, Isztambulban. A szervezet magában egyesítette a legtöbb szíriai ellenzéki szervezetet, valamint a Szírián kívüli politikai száműzötteket, a tanács élére Burhán Galiún professzort nevezve ki. Egy belső konfliktust követően azonban Galiún 2012. május 17-én lemondott pozíciójáról, helyette a kurd Abdulbászet Sziedát választották meg június 10-én.
2012 novemberéig nyolc állam ismerte el hivatalosan is az SZNT-t tárgyalópartnernek, köztük az Amerikai Egyesült Államok is. A polgárháborút megnyerő líbiai Átmeneti Nemzeti Tanács 2011. október 19-én az SZNT-t a szíriai állam egyedüli hivatalos képviselőjévé nyilvánította. 2012. november 9-én Abdulbászet Szieda lemondott a nemzeti tanács vezetéséről, helyére egy keresztény politikust, George Szabrát választották meg a szervezet elnökévé.
2011 nyarán megalakult a Nemzeti Koordinációs Bizottság egy Demokratikus Változásért (NKBDV) nevű szervezet, melyet az ellenzéki Hasszán Abdel Azim alapított. A bizottság sokáig az SZNT riválisának számított, elsődleges céljának a rezsimmel való békés megegyezést tekintette, ennek is köszönhető, hogy a konfliktus militarizálódásának következtében jelentősen csökkent a befolyása. Az SZNT és az SZSZH is az Aszad-rezsim titkolt támogatásával vádolta meg a szervezetet. Ennek ellenére, az Öböl Menti Együttműködési Tanács (GCC) hathatós közbenjárásával megegyezés jött létre az SZNT és az NKBDV között, melynek eredményeként 2012. november 11-én Dohában megalapították a Szíriai Forradalmi és Ellenzéki Erők Nemzeti Koalícióját (röviden Szíriai Nemzeti Koalíció), elnökké Moaz al-Hátib egykori imámot téve meg. A tanácsot már másnap elismerte Szíria egyedüli hivatalos képviselőjévé Bahrein, az Egyesült Arab Emírségek, Katar, Kuvait, Omán illetve Szaúd-Arábia.

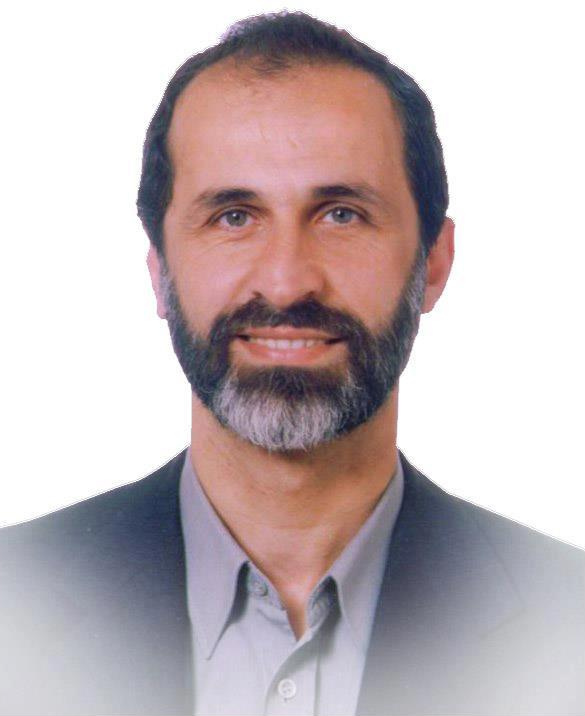
Moaz al-Hátib, az SZNK első elnöke (2012–2013)

Két nappal később Franciaország is elismerte a szervezetet Szíria hivatalos képviselőjének, majd november 15-én Törökország, 19-én Olaszország, hosszas tárgyalások után pedig 20-án az Egyesült Királyság részéről történt meg az elismerés. Wiliam Hague külügyminiszter egy sajtókonferencián kijelentette, hogy az ellenzék megsegítésére egy katonai akciót sem tart kizártnak, de – mint fogalmazott – a helyzet megoldásában a diplomáciának kell dominálnia. Laurent Fabius francia külügyminiszter november 15-én fegyverek szállítását helyezte kilátásba. December 12-én Barack Obama amerikai elnök is elismerte a koalíciót Szíria hivatalos képviselőjének.
Az új koalíció létrejötte azonban nem aratott osztatlan sikert a szíriai fegyveres csoportok között. Míg az SZSZH üdvözölte az egységes ellenzéki szervezet létrejöttét, addig Aleppóban 14 iszlamista fegyveres alakulat, köztük a jelentős létszámot kitevő Al-Nuszra Front és a Tavhíd Brigád tagjai egy videóüzenetben szembehelyezkedtek a nemzeti koalícióval, majd kinyilvánították szándékukat, miszerint Szíriából egy iszlamista államot kell létrehozni, a saría törvénykezés alapján. December 24-én ezek a csoportosulások egy közös koalíciót hoztak létre, Szíriai Iszlám Front néven, melynek fő mozgatóelvének az iszlám vallást tették meg.
2013. március 18-án a Szíriai Nemzeti Koalíció (SZNK) miniszterelnököt választott a szervezet élére Hasszán Hitto személyében. Habár Hittot a 48 szavazó közül 35 támogatta, az SZSZH nem volt hajlandó elismerni miniszterelnökként. Nem sokkal később, március 24-én az ellenzéki képviselők közötti egyenlőtlenségekre hivatkozva Moaz al-Hátib bejelentette lemondását a koalíció éléről. Utódjául George Szabrát, az SZNT elnökét választották meg április 22-én az ellenzéki mozgalmakat tömörítő szervezet élére ideiglenes jelleggel.

### Kurd ellenzéki szervezetek
A szíriai kurdok aktivizálódásában a legfontosabb szerepet a Demokratikus Egyesülés Pártja (PYD) töltötte be, melyet 2003-ban hoztak létre illegalitásban kurd aktivisták, a Kurd Munkáspárt (PKK) támogatásával. Mindazonáltal 2012 nyarán a párt elnöke, Száleh Muszlim Mohammed egy, a török kormánynak címzett beszédében tagadta, hogy a PKK-val együttműködne a szervezet, mint fogalmazott: "a két párt közt csak ideológiai hasonlóság van."
A PYD a konfliktus kitörését követően a Nemzeti Koordinációs Bizottság egy Demokratikus Változásért szervezethez csatlakozott, míg riválisa, a 2011. október 26-án Irakban létrejött Kurd Nemzeti Tanács az SZNT-vel lépett koalícióra. A két kurd szervezet közti kezdeti ellenségeskedésnek (melynek során a KNT még Mesál Tamo kurd aktivista meggyilkolásával is megvádolta a PYD-et) végül egy 2012. július 12-én Erbílben aláírt megegyezés vetett véget, melynek során létrejött a Kurd Legfelsőbb Bizottság, mely a két szervezet tevékenységét igyekszik összehangolni. Az erbíli megegyezés eredményeképpen állították fel a Népi Védelmi Alakulatokat (YPG), mely a bizottság fegyveres szárnyaként vesz részt a kormányellenes harcokban. A szervezet 2012 nyarán 4000-4500 fegyveressel rendelkezett.

## Terrorizmus a konfliktus alatt

### Iszlamista szervezetek

Az Al-Nuszra Front zászlaja

Az Iszlám Állam zászlaja

Az országban harcoló lázadók közé iszlamista szervezetek is beszivárogtak. Ezek egy része bizonyítottan szoros kapcsolatban állt az Al-Káidával, főként annak az iraki szárnyával. Ezek az iszlamista szervezetek elsősorban egy, az iszlám vallási törvénykezésen, a saríán alapuló állam felépítéséért fogtak fegyvert. 2012 februárjában maga Ajmán az-Zavahiri, az Al-Káida jelenlegi vezetője szólította fel szimpatizánsait az Aszad-rezsim elleni harcra, de egyúttal figyelmeztette őket, hogy tartózkodjanak Törökország és a Nyugat segítségének igénybevételétől. Június 12-én az al-Kaida újabb videófelvételt tett közzé, melyen a szervezet második számú vezetője, Abu Jahja al-Líbi (akit egy amerikai drón Pakisztánban megölt, egy héttel a felvétel közzététele előtt) Aszadot zsarnoknak nevezte, kormányát pedig bűnös rezsimnek és felszólította a szervezet szíriai tagjait a harc folytatására, valamint az iraki, jordániai és török tagokat arra buzdította, hogy keljenek szíriai "testvéreik" segítségére. Ennek megfelelően, rendszeresen érkeztek is az országba dzsihádista harcosok, főként Irakból, Líbiából, Tunéziából és Szaúd-Arábiából. A CIA információi szerint ezek az iszlamisták a főként Katarból és Szaúd-Arábiából érkező fegyverszállítmányok révén jutnak utánpótláshoz. Az Al-Káida szíriai jelenlétét az is alátámasztja, hogy a kormányerők és lázadók közti harcok idején az Idlib kormányzóság területén több településen is kitűzték az Al-Káida zászlaját.
A Szíria területén tevékenykedő iszlamista szervezetek közül a két legjelentősebb az Ahrar as-Sám és az Al-Nuszra Front. Mindkettő 2011 végén alakult meg, szalafista muszlim harcosok részvételével, és al-kaidás kapcsolattal bírnak. A szervezetek többé-kevésbé együttműködnek a Szabad Szíriai Hadsereggel a kormány elleni harcban, de saját parancsnokokaik vannak. Az iszlamistákat felelősség terheli a szíriai vallási kisebbségek, főként az alaviták elleni támadások miatt.
Az Al-Nuszra Front vállalta a felelősséget a Szíriában elkövetett öngyilkos és robbantásos merényletek többségéért, valamint egy szíriai újságíró kivégzéséért. A szervezet mindamellett, hogy "szent háborút" hirdetett a szíriai kormány és hadsereg ellen, rendszeresen hajt végre támadásokat az ország vallási kisebbségei ellen, valamint az Amerikai Egyesült Államokat és Izraelt az iszlám ellenségeinek nyilvánította. Mindezek ellenére az SZSZH rendszeresen hajt végre az Al-Nuszra Fronttal közösen hadműveleteket. Az SZSZH egyik parancsnoka egyik nyilatkozatában egyenesen a lázadók elitalakulatának nevezte a csoportot, melynek tagjai – állítása szerint – a legtöbb harci tapasztalattal rendelkeznek a lázadók közül.
A terrortámadásokra hivatkozva az Egyesült Államok kormánya a szervezetet terrorista alakulatnak nyilvánította. A döntés ellen a Muszlim Testvériség szóvivője tiltakozását fejezte ki.
2013 márciusában a szervezet hivatalosan is bejelentette az Al-Káidához fűződő kapcsolatait.
2013 júliusában az Al-Nuszra Front fegyveresei meggyilkolták az SZSZH egyik parancsnokát, Kamal Hamamit.
A 2013-as év folyamán egyre inkább megsokszorozódtak az iszlamista és mérsékeltebb lázadók közti összecsapások. Ennek folyományaként szeptember 25-én 11 iszlamista fegyveres szervezet (élén az Al-Nuszra Fronttal) megtagadta a Szíriai Nemzeti Koalíció fennhatóságának elismerését, kijelentve, hogy annak tagjai "idegenek által mozgatott bábok".
2013. november 22-én hét iszlamista lázadó szervezet (az Ahrar as-Sám, a Dzsájs al-Iszlám, a Szukor as-Sám, a Liva al-Tavhid, a Liva al-Hakk, az Anszar as-Sám és a Kurd Iszlám Front) egy közös Iszlám Frontot hozott létre, a közös célért küzdő szervezetek tevékenységének összehangolására.
A konfliktusban új fejezetet nyitott az Iraki és Levantei Iszlám Állam fellépése, mely 2013 áprilisától kezdve egy gyors előrenyomulás következtében az SZSZH fegyvereseit kiűzve elfoglalta Szíria északi részét, ezzel a legjelentősebb lázadó fegyveres szervezetté válva. A szervezet 2014 nyarára Szíria közel 1/3-át birtokolta, majd ugyanez év nyarán váratlanul gyors előrenyomulásba kezdett Irak északi részén, jelentős területeket hajtva uralma alá. Az elfoglalt területen a szervezet vezetője, Abu Bakr al-Bagdadi kikiáltotta az Iszlám Kalifátust, saját magát téve meg kalifának. Az Iszlám Állam tevékenysége korlátozott méretű amerikai intervenciót vont maga után Irak területén, de az amerikai védelmi minisztérium közlése szerint 2014 júniusában amerikai kommandósok Szíria területén is végrehajtottak egy hadműveletet a szervezet fegyveresei ellen. A hadműveletekre válaszul az iszlamisták kivégeztek egy amerikai túszt, James Foley amerikai újságírót, akit még 2012-ben ejtettek foglyul Északkelet-Szíriában. Néhány héttel később hasonló sorsra jutott Steven Sotloff újságíró is.

### Terrortámadások

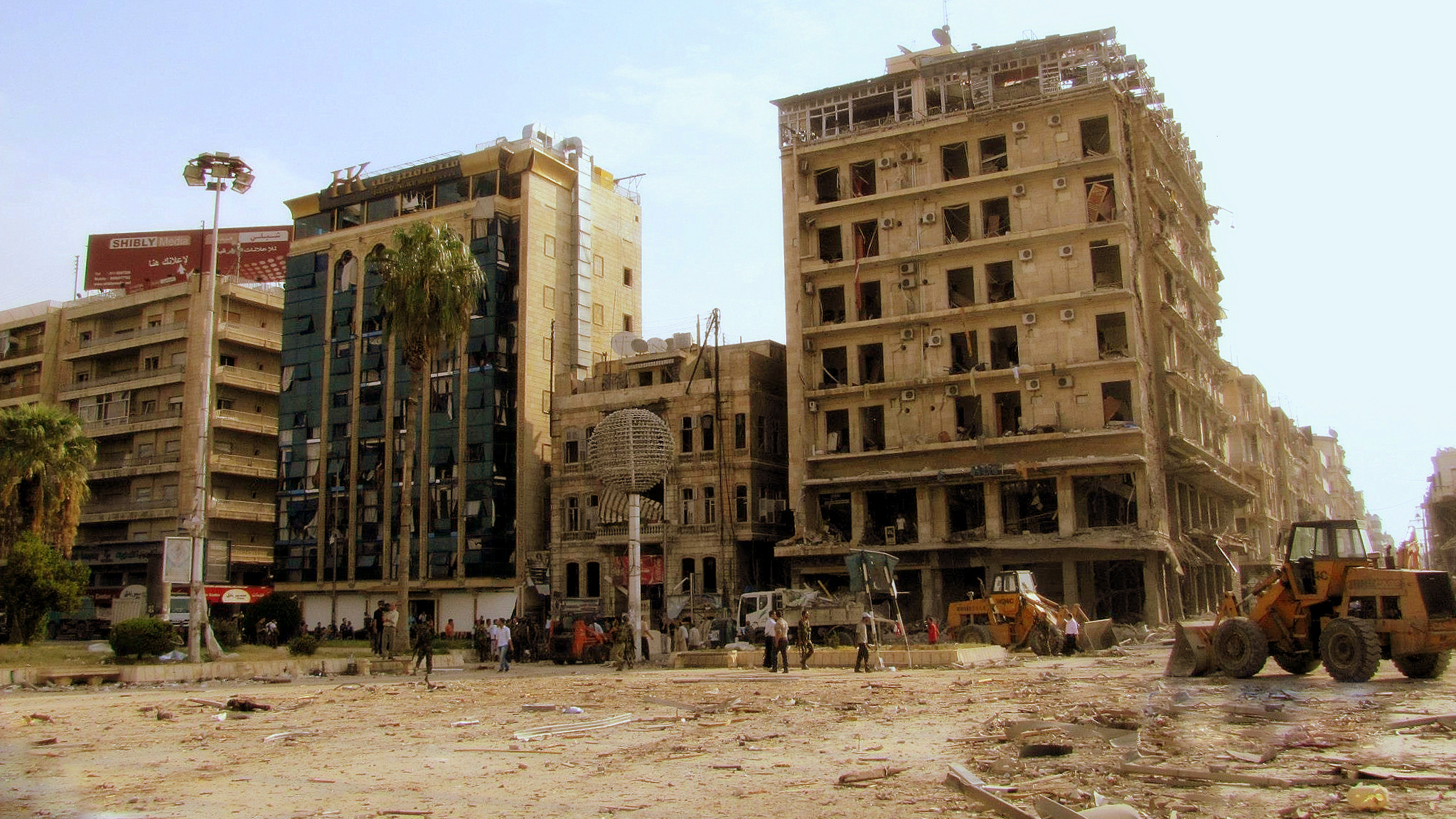
Egy, az Al-Nuszra Front által végrehajtott októberi aleppói támadásban 48 ember vesztette életét

2011. december 23-án két öngyilkos merényletet hajtottak végre Damaszkuszban, egy-egy biztonsági épületet támadva meg. A felkelés kezdete óta ez volt az első ilyen jellegű incidens. A 44 halálos áldozatot követelő támadást végül az Al-Nuszra Front vállalta magára. Pan Gimun ENSZ főtitkár elítélte a történteket, terrorista cselekménynek nevezve a támadást.
2012. január 3-án újabb öngyilkos merényletre került sor Damaszkuszban egy autóbusz ellen, a támadásban több mint egy tucat ember – főként rendőrök – halt meg. Az ellenzék a kormányt vádolta meg a robbantással, mely szerintük így próbálja meg lejáratni őket.
Március 17-én autóba rejtett pokolgépekkel robbantottak fel egy rendőrségi épületet és egy felderítő központot. A detonációban 27-en meghaltak, 97-en megsebesültek. A terrorcselekménnyel a kormány az Al-Káidát vádolta meg. Egy nappal később újabb gépkocsiba rejtett pokolgép robbant fel Aleppóban, a biztonsági szervek helyi központjánál. A robbanásnak halálos áldozatai is voltak.
Április 27-én újabb öngyilkos merénylő robbantotta fel magát Damaszkusz központjában. A robbantásnak 10 halálos áldozta volt és további 20-an megsebesültek. Két nappal később fegyveresek elraboltak két magyar állampolgárságú férfit Dajr ez-Zaur város közelében. A magyar Terrorelhárítási Központ (TEK) munkatársai május 4-én az országba utaztak, a túszok kiszabadítása érdekében, időközben a damaszkuszi nagykövet is a térségbe utazott a terület kormányzójának társaságában.
Május 5-én egy pokolgépes merényletet követtek el Damaszkuszban katonai járművek ellen, míg Aleppóban kettőt: egyet egy autómosó ellen – melynek tulajdonosa a Sabiha milícia tagja – és egyet egy katonákat szállító autóbusz ellen. Az aleppói merényletekben összesen nyolcan vesztették életüket, Damaszkuszban emberéletben nem esett kár, de a pokolgépek detonációi megrongáltak kilenc járművet.
Május 10-én két öngyilkos merénylő robbantotta fel magát Damaszkuszban, egy katonai létesítmény mellett. A robbanásnak 55 halálos áldozata és 372 sebesültje volt, ekkor ez a merénylet járt a legtöbb halálos áldozattal a konfliktus kitörése óta.
Május 19-én az észak-szíriai Dajr ez-Zaurban egy autóba rejtett pokolgép hét embert megölt, megközelítőleg százat megsebesített.
Május 22-én libanoni források szerint szíriai szunnita lázadók elraboltak 12 síita felekezetű libanoni zarándokot, akik Irakból tartottak hazafele. Az SZSZH vezetősége tagadta, hogy ők állnának az emberrablás mögött, ennek ellenére Bejrút síita lakossága tüntetést tartott az SZSZH ellen, autógumikat égetve. Végül, négy nap múlva fogva tartóik elengedték a túszokat, akik épségben hazatérhettek Bejrútba.
Július 18-án egy testőrnek álcázott öngyilkos merénylő robbantotta fel magát Damaszkuszban, a Szíriai Biztonsági Szolgálat vezetőinek ülésén, a támadásban meghalt a korábbi védelmi miniszter és Aszad elnök sógora, Asszef Savkat. Aznap estére estére belehalt sérüléseibe Davúd Radzsa hivatalban lévő és Hasszán Turkmani egykori védelmi miniszter, valamint Hisám Ihtijár, a Nemzetbiztonsági Hivatal vezetője is. A támadást az SZSZH és egy szélsőséges szervezet, a Liva al-Iszlám egyaránt magára vállalta. Pan Gimun ENSZ főtitkár elítélte a támadást, elfogadhatatlannak nevezve azt.
Október 4-én az Al-Nuszra Front újabb öngyilkos merényleteket hajtott végre Aleppóban, a támadásban 48 ember vesztette életét. Ezt követően újabb pokolgépes merényletre került sor Homszban, amelyben 14-en vesztették életüket és legkevesebb 24 fő megsebesült.
2013 januárjában tisztázatlan körülmények között rakétatámadás érte az aleppói egyetemet, melyben 82 személy vesztette életét, több mint százan megsebesültek. A lázadók a légierőt vádolták meg célzott légitámadás végrehajtásával, míg a kormány a lázadókat vádolta meg a támadással, melyre szerintük előre eltervezve az egyetemi vizsgák első napján került sor.
Március 6-án 21 fülöp-szigeteki ENSZ békefenntartót ejtettek foglyul magukat Jarmúk mártírjainak nevező fegyveresek a Golán-fennsík határvidékén. A lázadók saját elmondásuk szerint ezzel a szíriai hadsereg visszavonulását szerették volna elérni egy közeli faluból. Pan Gimun ENSZ-főtitkár, a Fülöp-szigetek kormánya és az ENSZ BT elnöke, Vitalij Csurkin azonban elítélte a történteket és a békefenntartók azonnali szabadon engedését követelte. Szálim Idrisz ezredes, az SZSZH egyik parancsnoka is felszólította a lázadókat a túszok szabadon engedésére. Ez március 9-én meg is történt, a békefenntartók Jordánia területére távozhattak.
Március 21-én Damaszkuszban egy sikeres pokolgépes merényletet követtek el egy kormánypárti szunnita egyházi személyiség ellen. A merényletnek összesen 14 halálos áldozata volt és több mint 40 sebesültje.

## A Szabad Szíriai Hadsereg gerillaharca
A Szabad Szíriai Hadsereg (SZSZH) megalakulását 2011. július 29-én jelentette be a hadseregből dezertált katonatisztek egy csoportja, Rijád el-Aszad korábbi repülős ezredes vezetésével. A szervezet főhadiszállása 2012 szeptemberéig Törökországban, a szír határ mellett fekvő Hatay tartományban volt, a török hadsereg védnöksége alatt. Az SZSZH-t rövidesen az SZNT, az NKBDV és a nyugati államok többsége is elismerte a lázadók fő katonai erejének.

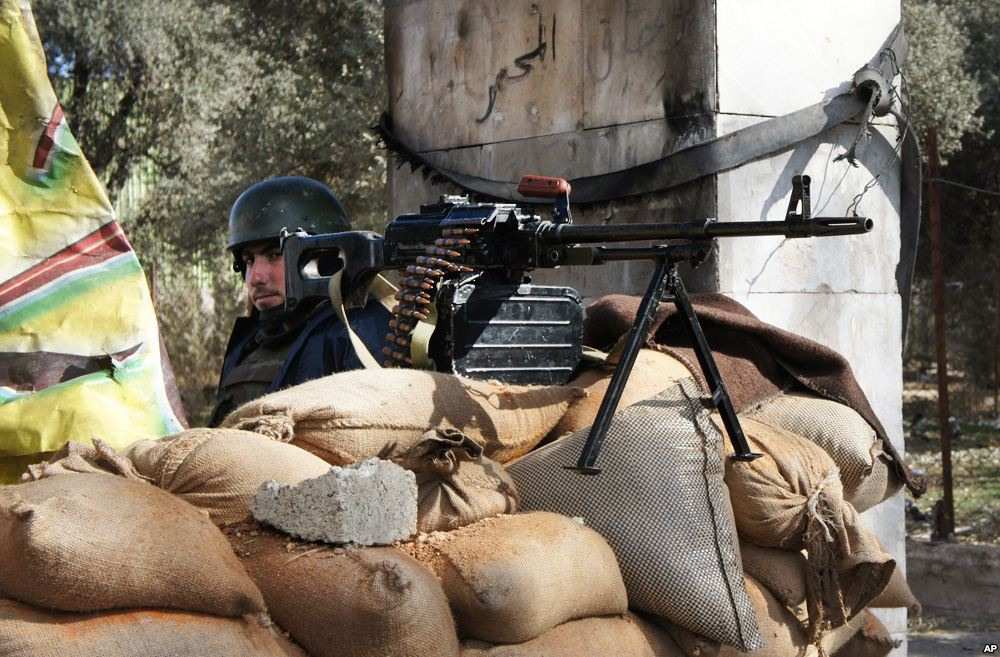
Katonai ellenőrzőpont Damaszkusz határában

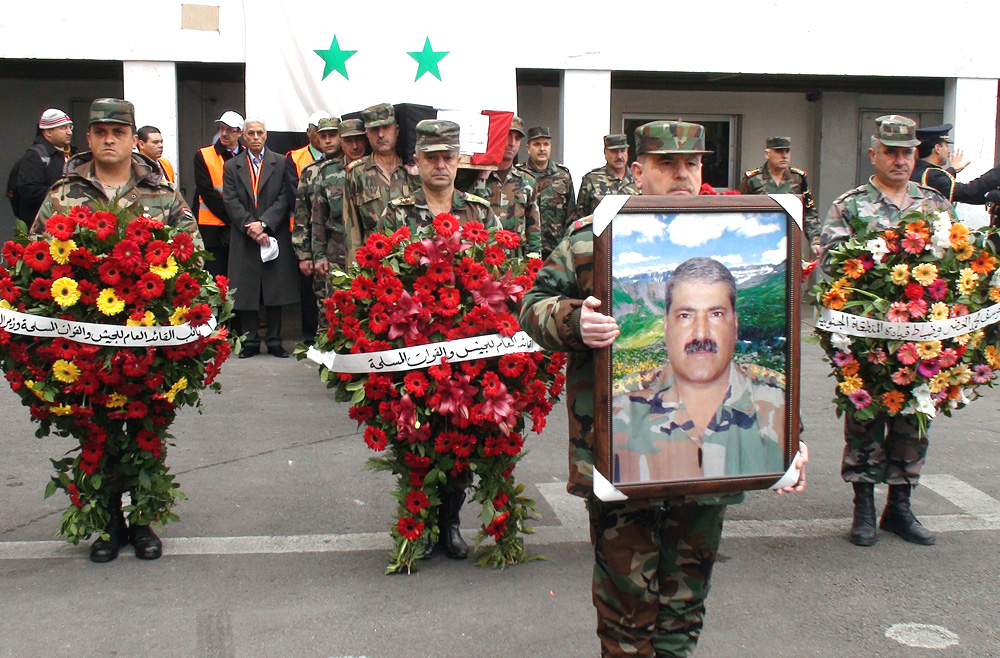
Egy 2012 januárjában Damaszkuszban meggyilkolt ezredes temetése katonai tiszteletadás mellett

Az SZSZH felszerelése a kezdeti időszakban főként Kalasnyikov gépkarabélyokból és RPG–7 kézi páncéltörő gránátvetőkből állt, később azonban a Szaúd-Arábiából és Jordániából érkező fegyverszállítmányok, illetve a feketepiac révén M16, FN FAL és Heckler & Koch G3 gépkarabélyokhoz, illetve PKM géppuskákhoz is jutottak. 2012 februárjában – az SZSZH közleménye és fényképfelvételek alapján – a lázadók zsákmányoltak három tankot, melyeket Homszban vetettek be a kormányerők ellen. Időközben légvédelmi rakétákhoz is jutottak, melyek segítségével 2012 októberében lelőttek egy MiG–23 vadászrepülőgépet Dajr ez-Zaur közelében.
2011. november 14-én az SZSZH végrehajtotta első szervezett támadását a kormányerők ellen a jordániai határ mellett, a rajtaütés azonban döntetlenül végződött. November 16-án hajnalban szintén a lázadó hadsereg katonái gépfegyverekkel és gránátvetőkkel támadtak a Damaszkusz elővárosában levő légierő titkosszolgálatának a székhelyére. Ez idő alatt egy másik alakulat rátámadt a szír hírszerzés épületére is. A lázadók közlése alapján a légierő titkosszolgálatának épülete megsemmisült, a hivatalos állami források azonban a harc hírét sem erősítették meg.
November 20-án hajnalban két rakéta csapódott be a Baasz Párt damaszkuszi irodáiba. Mivel az épület jórészt üres volt, személyi sérülés nem történt. Az SZSZH a támadást állításuk szerint csak üzenetnek szánta a kormány számára.
December folyamán is szinte mindennaposak voltak az összecsapások a dezertőrök és a hadsereg között. December 19-én dezertőr katonák Homsz környékén kilőttek három páncélos járművet, valamint összecsaptak a hadsereggel a Törökországgal szomszédos Idlib kormányzóságban. A harcokban 14 civil és 6 katona halt meg. Ildib tartományban szíriai katonák kíséreltek meg átállni a dezertőrökhöz, de saját társaik fordultak velük szembe, legéppuskázva 60-70 dezertőrt, a lojális katonák közül hárman vesztették életüket.
December 30-án a szervezet bejelentette, hogy az Arab Liga megfigyelőinek szíriai tartózkodásának idejére felfüggeszti tevékenységét, a megfigyelők iránti tiszteletből és annak demonstrálására, hogy nincsenek fegyveres "terrorista bandák" Szíriában.
2012. január 8-án újabb heves összecsapásokra került sor az ország déli részén, Dara kormányzóságban a két fél között. A harcokban legkevesebb 11-en vesztették életüket, a kormányhadsereg további 20 katonája megsebesült. A harcok alatt 9 katona átszökött a dezertőrökhöz. Január 19-én saját katonái Hamában megölték a katonai titkosszolgálat egyik tábornokát, miután megtagadták a tőle kapott tűzparancsot.
A kormánycsapatok ostrom alá vették az ország északi részén lévő Zabadáni települést. A Szabad Szíriai Hadsereg katonái és a lakosság azonban együttes erővel verte vissza a nehéztüzérséget is bevető katonaságot, így a hadsereg végül hat nap ostrom után visszavonult, az ellenállók kezén hagyva a települést. Február elején azonban egy újabb offenzíva során a hadsereg sikeresen visszafoglalta a települést.
Január 27-ére az SZSZH-nak komoly áttörést sikerült elérnie, amikor bevette Damaszkusz elővárosát, Dúmát. A kormányerők gránátvetők és páncélosok bevetésével próbálták visszafoglalni a területet, a felkelők azonban – annak ellenére, hogy csak Kalasnyikov gépkarabélyokat használnak – rendre visszaverték a támadásokat. A felkelő hadsereg időközben Homsz városában is harcolt a kormányerőkkel, akik erőteljes offenzívát indítottak a város ellen. Dezertőr katonák ugyanitt elfogtak hét iráni katonát, akik a Forradalmi Gárda tagjainak vallották magukat. Az eset után az SZSZH vezetői felszólították Iránt, hogy vonja ki csapatait Szíria területéről.
Január 29-én hajnalban a szíriai hadsereg minden eddiginél nagyobb offenzívát indított Damaszkusz külvárosának visszafoglalásáért. Az ellenzék által ellenőrzött területet mintegy 2000 katona ostromolta folyamatosan, legkevesebb 50 tank támogatásával. A támadás következményeként a Szíriai Nemzeti Tanács az ENSZ BT-hez fordult segítségért, a civil lakosság megvédését kérve. Január 30-án végül az SZSZH kénytelen volt visszavonulni Damaszkusz megszállt területeiről, habár saját kijelentésük szerint csak taktikai visszavonulást hajtottak végre. A három napos csatában több mint 200-an vesztették életüket, a terület visszafoglalása után pedig a szíriai hadsereg több tucat helyi lakost letartóztatott és elhurcolt.
Március 2-án a SZSZH feladta Homsz városának védelmét és a civil lakosság védelmére hivatkozva kivonult a városból. Erre válaszul a szíriai ellenzék tüntetést szervezett Damaszkuszban, de a biztonsági erők AK–47 gépfegyverekkel tüzet nyitottak a tömegre.
Március 11-én a hadsereg nagy erejű offenzívát indított Idlib kormányzóság több települése ellen. Velük szemben az SZSZH alakulatai vették fel a harcot, a hadsereg azonban április 14-re visszavonulásra kényszerítette őket a térség legjelentősebb településeiről.
Március 19-én heves tűzharc robbant ki Damaszkusz délnyugati külvárosában, Mazzé negyedben, ahol az ENSZ szíriai irodája és a nagykövetségek többsége is található (többek között a magyar is). A harcokban a kormányerők rakétagránátokat is bevetettek. A sorozatos támadásokra válaszul, a hadsereg március 21-én hajnalban harckocsik és helikopterek támogatásával indítottak támadást Damaszkusz két külvárosa, valamint a Damaszkusz-Aleppó országút mentén levő felkelő állások ellen.

## A rövid életű fegyverszüneti megállapodás
2012. április 12-én, helyi idő szerint reggel hat órakor a Kofi Annan nemzetközi különmegbízott által kidolgozott béketerv értelmében tűzszünet lépett életbe a kormányerők és az SZSZH között (köszönhetően Oroszország és Kína felszólításának, valamint a Nagy-Britannia által kilátásba helyezett megtorló lépéseknek). A kormányhadsereg és a lázadók is kijelentették, hogy habár nem intéznek támadást a másik fél ellen, de továbbra is teljes fokú készültségben maradnak. Ugyanakkor a kormány amnesztiát ajánlott fel mindazok számára, akiknek "nem tapad vér a kezükhöz", valamint felszólították őket, hogy adják le fegyvereiket, cserébe nem indul ellenük eljárás.
Az SZSZH szóvivője bejelentette, hogy a szervezet 100%-ig betartja a fegyverszünetet, de kihangsúlyozta, hogy a fegyverszüneti megállapodás betartását nemzetközi ENSZ megfigyelőknek kellene biztosítaniuk. Ezt a megoldást Franciaország is erőteljesen szorgalmazta.
A tűzszünet életbe lépése ellenére, április 13-án szórványos összecsapásokra került sor az ország több településén, melyek három ember halálát okozták, valamint heves tűzpárbaj bontakozott ki a kormányerők és az SZSZH között a török határ melletti Hirbet al-Dzsoznál. A kormányerők viszont az SZSZH-t vádolták meg azzal, hogy pokolgépet robbantottak Aleppó közelében, egy katona halálát okozva (az SZSZH ezt tagadta, szerintük a kormány csak ürügyet próbált keresni a harcok folytatására). Az ENSZ a helyzet koordinálására kidolgozott egy tervet megfigyelők küldésére az ország területére.
Április 14-én éjjel a kormányerők nehéztüzérséggel ismét lőni kezdték Homsz óvárosát. Susan Rice amerikai ENSZ-nagykövet elítélte a történteket és a fegyverszünet egyértelmű megszegésének minősítette a támadást.
Az ENSZ BT április 15-én egyhangúlag jóváhagyta egy 30 fős, fegyvertelen megfigyelőcsoport Szíriába küldését, azonban hosszú távon egy mintegy 250 katonából álló békefenntartó erőt is küldeni szándékoznak az országba, amennyiben Pan Gimun ENSZ főtitkárnak sikerül erről megállapodnia Aszad elnökkel. A bejelentés szerint a békefenntartó missziónak olyan afrikai, ázsiai és dél-amerikai országok katonái képezik a részét, amelyek jelenléte elfogadható lesz az Aszad-rezsim számára.
Május 7-én megkezdődtek fél évszázad óta az első többpárti parlamenti választások Szíriában, a megalakulandó parlamentnek elvileg Aszad reformjainak végrehajtása lenne a feladata, azonban az ellenzék a voksolás bojkottjára szólította fel a lakosságot. Bassár el-Aszad a választásokra hivatkozva június 8-án Rijád Fárid Hidzsáb korábbi gazdasági minisztert nevezte ki Szíria miniszterelnökévé.
Május 14-én a kormányerők a Homsz tartománybeli Rasztanban elszenvedték legsúlyosabb veszteségüket a konfliktus kitörése óta, itt ugyanis az SZSZH katonái 23 katonával végeztek az aznapi harcok során. Időközben a hadsereg tüzérségi előkészítésbe kezdett Hamá ellen, és megszállta a város környéki falvakat felkészülve egy újabb offenzívára a település ellen.
Május 25-én első ízben támadt a szíriai hadsereg az ország északi, kurdok által lakott részére, helikoptereket is bevetve, a harcokban a biztonsági erők vesztesége négy fő volt. Időközben páncélos alakulatok hatoltak be az eddig békés városnak számító Aleppóba, ahol az utóbbi hetekben jelentős mértékben megnőtt Aszad ellenzékének az aktivitása. Ugyanaznap heves összecsapások történtek Húla városban, melynek 108 civil áldozata volt, köztük 49 gyerek. Az atrocitás hírére az ENSZ megfigyelők a városba utaztak, az eset kivizsgálására.
Az SZSZH katonai tanácsa május 26-án további támadásokra ösztönözte katonáit, valamint felszólították a "baráti országokat", hogy nyújtsanak légi támogatást a lázadó fegyvereseknek. Május 29-én szíriai katonák a libanoni határtérségben rálőttek néhány, a határ libanoni oldalán tartózkodó fegyveresre, egyet megölve, hármat megsebesítve. Mint utólag kiderült, az áldozatok vadászok voltak.
Június 4-én az SZSZH szóvivője bejelentette, hogy a szervezet felmondta a tűzszünetet és az alakulat újabb heves támadásokba kezdett a kormánycsapatok ellen. Ezzel a tűzszüneti megállapodás hivatalosan is kudarcba fulladt.

## Az ENSZ missziója
Az ENSZ BT vonatkozó rendelete értelmében 2012. április 15-én este megérkezett Damaszkuszba az ENSZ megfigyelők első hatfős csoportja. Az elkövetkező napokban további 24 fegyvertelen megfigyelő érkezett a térségbe.
A megfigyelők április 18-i látogatásakor Damaszkusz egyik külvárosában újra harcok robbantak ki az SZSZH fegyveresei és a kormányerők között. A nap folyamán egész Szíria területén összesen 32-en vesztették életüket. Április 21-én a megfigyelők ellátogattak Homszba, amelynek bombázását ennek ellenére a kormányerők továbbra is folytatták. Időközben a hadsereg offenzívát indított Damaszkusz külvárosai ellen is. Időközben az ENSZ BT megszavazta a megfigyelők számának 300 főre való növelését.
Április 23-án a kormánycsapatok tovább folytatták hadműveleteiket Damaszkusz külvárosaiban, valamint Hamában és Homszban. Tankok nyomultak be a török határ melletti Zabadániba is, de a szíriai megfigyelők városba látogatásakor ideiglenesen felhagytak az ostrommal.
Május 9-én Dara városban ismeretlenek felrobbantottak egy katonai teherautót, közvetlenül az ENSZ-megfigyelők átvonulásakor. A megfigyelőknek nem esett baja, de hat szíriai katona megsebesült.
Május 13-ra már 143 ENSZ-megfigyelő tartózkodott az országban.
Május 15-én az ENSZ megfigyelők szeme láttára lőttek egy temetési menetbe a szíriai kormányerők Idlib kormányzóság egyik településén. A támadásban legkevesebb 20-an életüket vesztették. Az incidenst követően az egyik ENSZ gépkocsi mellett egy pokolgép is felrobbant, személyi sérülés nem történt, de még aznap evakuálták őket a településről.
Három nappal később, május 18-án az ENSZ megfigyelők jelenléte mellett több ezer fős kormányellenes tüntetés kezdődött Aleppóban. A kormányerők könnygázzal és figyelmeztető lövésekkel kísérelték meg feloszlatni a tömeget. Robert Mood norvég tábornok, a misszió akkori vezetője kifejezte abbeli kételyeit, hogy az ENSZ megfigyelők jelenléte képes lesz véget vetni az erőszaknak, ugyanakkor kihangsúlyozta, hogy egy esetleges külföldi intervenció sem oldaná meg a helyzetet.
Június 7-én, miután a megfigyelők sikertelenül próbáltak meg bejutni egy 78 halálos áldozattal járó mészárlás helyszínére, szíriai katonák Hamá térségében gépkarabélyokkal támadtak a konvojra, személyi sérülés azonban nem történt.
Június 12-én az ostromlott el-Haffébe tartó ENSZ konvojt egy kis falucska lakói az útra feküdve, élő torlaszként akadályozták meg a kisvárosba való eljutásban. Nem sokkal később kormánypárti tüntetők lőfegyverekkel, fémrudakkal és kövekkel támadtak az ENSZ-gépkocsikra. Június 16-tól kezdve felfüggesztették tevékenységüket az elmúlt időszak támadásaira hivatkozva. Robert Mood tábornok szerint további utasításokig az állomáshelyükön maradnak.
Az UNSMIS május 31-ig összesen 297 katonai megfigyelőt küldött a térségbe, emellett a misszió feladatában 71 külföldi és 14 helyi civil is részt vett. Utóbbiak közül egy személy életét vesztette a misszió során. Július 20-án Mood helyére a szenegáli Babacar Gaye tábornokot nevezték ki az UNSMIS vezetőjének, az ENSZ BT pedig további harminc nappal hosszabbította meg a misszió mandátumát. Augusztus 19-én az UNSMIS megbízatási ideje lejárt és befejezte tevékenységét.

## Folytatódó harcok

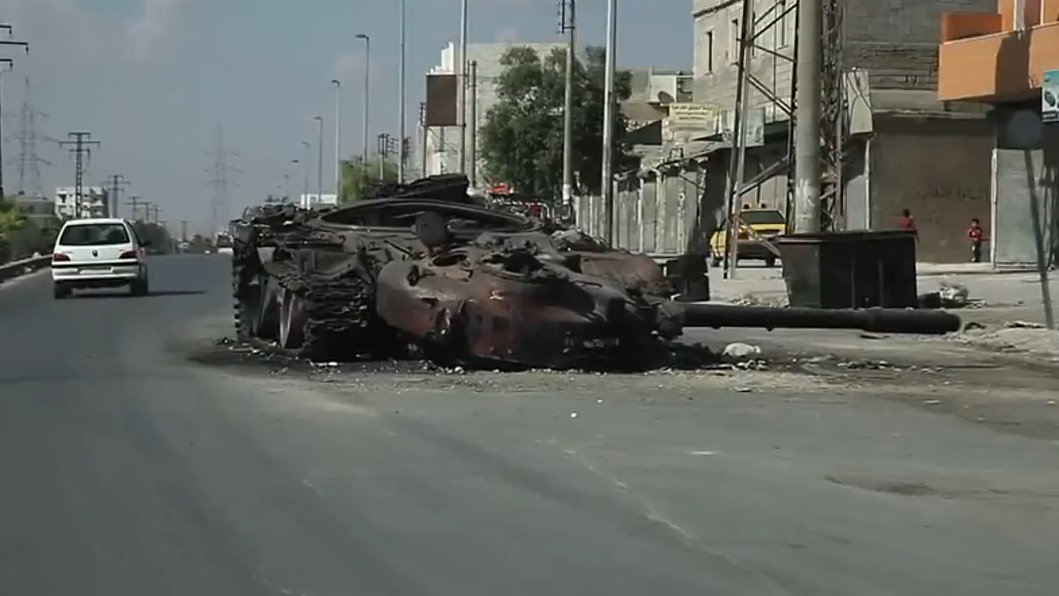
Kilőtt tank Aleppóban

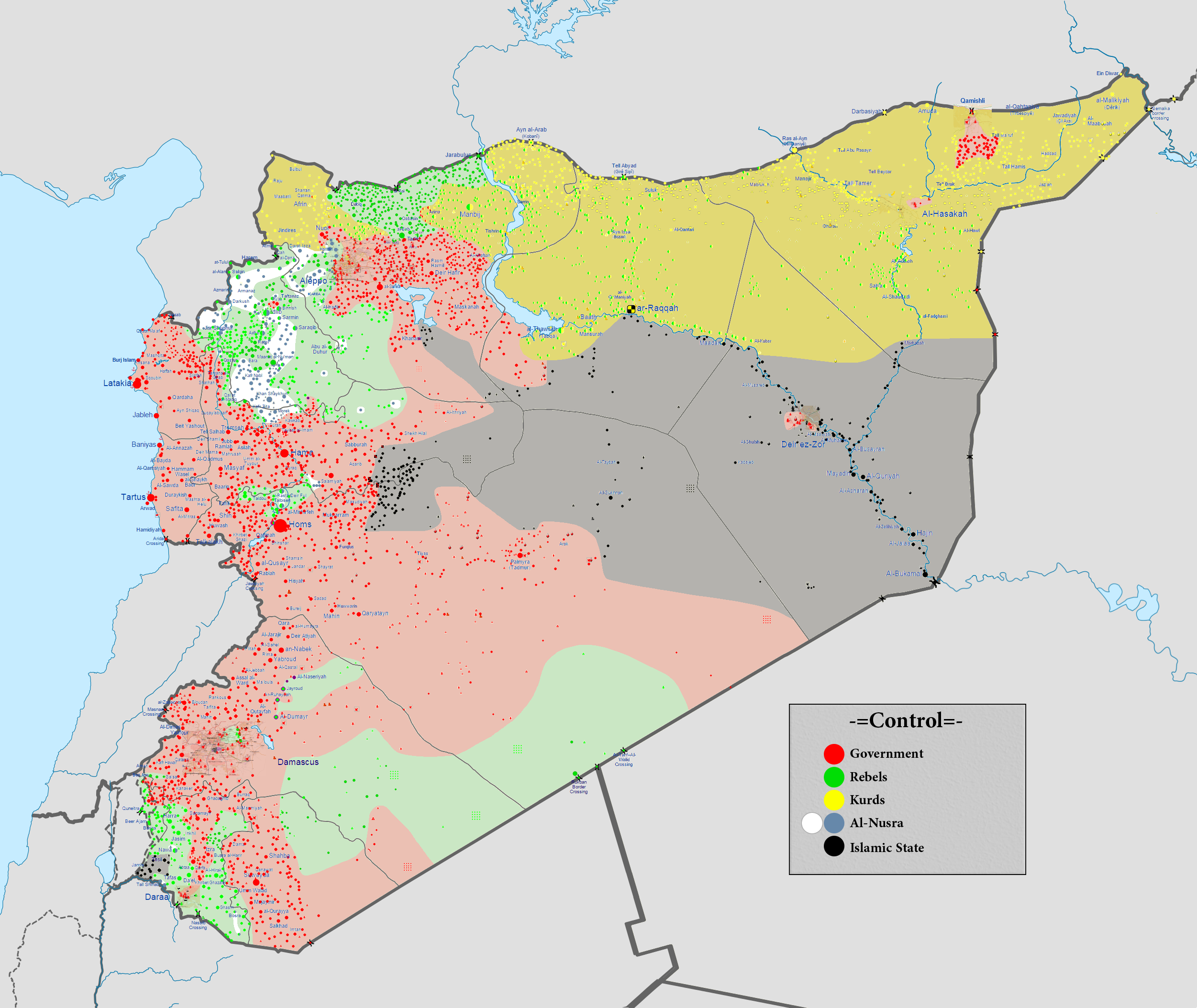
A kormányerők (pirossal), a lázadók (zölddel), az ISIS (szürkével) és a kurdok (drappal) által ellenőrzött területek Szíriában

2012. június 7-én szíriai kormánykatonák lemészárolták Kubair falu 78 lakosát. A mészárlás hírére az ENSZ megfigyelők a faluba készültek, de a hatóságok lezárták előttük az utakat, annak ellenére, hogy a kormány hivatalosan tagadta a mészárlás tényét.
Lázadók június 27-én megrohamozták az egyik állami televízió, az Al-Ibrahíja székházát. Több biztonsági őrt megöltek, az épületben pedig robbanószerkezeteket helyeztek el, ezek egy részét fel is robbantották. Időközben megtámadták a Damaszkusz külvárosában a Szíriai Köztársasági Gárda alakulatait, melyet az elnök testvére, Maher el-Aszad vezet és a főváros fő védőerejeként a szíriai rezsim legfőbb belső támaszát képezi. Egy nappal később szíriai lázadók megrongálták pokolgéppel a damaszkuszi igazságügyi komplexumot, a támadásban legkevesebb három személy megsebesült. Az SZSZH szóvivője szerint a támadást csak figyelmeztetésnek szánták.
Július 7-én két alkalommal is szíriai lövedékek csapódtak be egy észak-libanoni településen, három embert megölve, többeket megsebesítve.
Július 16-ra virradólag az SZSZH nagyszabású offenzívába kezdett a kormánycsapatok ellen, melyet saját elmondásuk szerint végső offenzívának szántak. A lázadók két nap alatt több mint száz katonával végeztek, illetve most első alkalommal benyomultak Damaszkusz központi területeire is. A kormány harckocsikat és helikoptereket vezényelt a lázadók ellen, különösen Kabún és Barza negyedekben zajlottak súlyos harcok, melyeket körülzároltak a hadsereg alakulatai.
Július 19-én az SZSZH szintén nagyszabású hadműveletet indított Aleppó városában, amelyben három nap alatt a város központjában levő katonai főhadiszállásig törtek előre, melyet ostrom alá vettek. Az aleppói offenzíva miatt a kormány visszavonta csapatai jelentős részét a török határ mellől és Aleppóba küldte őket. Időközben Damaszkuszban is tovább zajlottak a harcok, itt azonban a kormányerők értek el sikereket, visszavéve a lázadóktól több, korábban elfoglalt negyedet. Augusztus 4-re az SZSZH visszavonult a város teljes területéről. A győzelmet követően, augusztus 15-én a hadsereg nagyszabású offenzívába kezdett Damaszkusz kormányzóság területén a lázadók kifüstölésére. Ennek során, augusztus 17-én sikeresen visszafoglalták az SZSZH egyik legfontosabb térségbeli bázisát, Al-Tallt is.
A hónap elejére a felkelők aleppói offenzívája is megakadt, annál is inkább, mivel a kormányerők segítségére siettek a kormányhű Al-Barre törzs fegyveresei (akiknek törzsfőnökét, Zino Berrit korábban SZSZH fegyveresek kivégezték). Egy hónapnyi állandósult harcok után, az SZSZH szeptember 27-én újabb offenzívába kezdett, melyet – saját elmondásuk szerint – szintén a háború eldöntő csatájának szántak. Áttörést azonban nem sikerült elérniük. A júliusban aktivizálódott kurd lázadó szervezet, a PYD a város két negyedét vonta ellenőrzése alá. A harcok során – a fennálló formális szövetségi rendszer ellenére – az SZSZH és a kurd fegyveresek közt több összecsapás is történt, elsőként július elején, Afrin városban, majd október folyamán Aleppó kurdok által ellenőrzött negyedeiben. A konfliktust lezárandó, november 5-én az SZSZH és a PYD parancsnoksága szövetséget kötött egymással a hadsereg elleni kooperáció érdekében, ezt valószínűleg nagymértékben befolyásolta a törökországi Kurd Munkáspárt közleménye, melyben megfenyegette a szíriai lázadókat egy esetleges intervencióval a PYD védelmében. Az egyezmény ellenére azonban még november közepén is történtek incidensek a két lázadó szervezet közt.
Szeptember 23-án Rijád el-Aszad tábornok bejelentette, hogy az SZSZH parancsnoksága Törökországból Szíriába, a már "felszabadított" területekre költözik, a tábornok azonban nem közölte, hogy pontosan hova.
Október 8-án az SZSZH és az Al-Nuszra Front alakulatai közösen támadást indítottak Maarrat an-Numán ellen, mely a stratégiai fontosságú Aleppó-Damaszkusz főút mellett fekszik (a főút birtoklása létfontosságú a kormányerők számára, mivel rajta keresztül látják el utánpótlással az Aleppóban harcoló katonai egységeket). A lázadók két nap alatt elfoglalták a város nyugati részét, a hadsereg azonban nagy erejű ellentámadást indított, melynek során vadászgépeket is bevetettek, míg a lázadók legalább egy elfoglalt tankot állítottak harcba. Október végére a felkelők sikeresen bekerítették és ostrom alá vették a Vádi Deif katonai bázist (mely a szíriai hadsereg török határ mellett fekvő legnagyobb bázisa), melyet a hadseregnek még november elejére sem sikerült felmentenie. November 1-jén ismét erős ellentámadás indult a lázadók visszaverésére, ennek során – tíznapos harc után – a város körüli falvak többségét sikeresen visszafoglalták.
Október 25-én a szíriai kormány három napos tűzszünetet hirdetett az Íd al-Adhá muszlim ünnep idejére. A fegyverszünetnek már az első napján ismeretlen tettesek autóba rejtett pokolgépet robbantottak Damaszkusz déli külvárosában. A merénylet öt ember halálát okozta, 32-en megsebesültek. A hadsereg és lázadók közti harcok is tovább zajlottak, a SOHR szerint azonban kisebb intenzitással, és az ünnep ideje alatt a légierő sem hajtott végre támadásokat.

### A lázadók előrenyomulása (2012. november – 2013. március)
November 18-án a lázadók elfoglalták a Dajr ez-Zaur kormányzóság területén levő Hamdán repülőteret, melyet a hadsereg korábban a környékbeli felkelő állások elleni légitámadások kiindulási pontjaként használt. November 25-én egy Damaszkuszhoz közeli légibázis került a felkelők kezére, majd három nappal később a damaszkuszi nemzetközi repülőteret támadták meg, de a hadsereg már másnap nagyszabású ellenoffenzívát indított a lázadók által megszállt kelet-damaszkuszi területek visszavételére. A harcok miatt a repülőtér összes járatát törölték, amelynek szomszédságában heves harc bontakozott ki. A hadsereg azonban vadászrepülők és helikopterek bevetésével visszavetette a lázadókat, a repülőteret pedig ismét megnyitották.
December 12-én – a konfliktus kitörése óta először – a hadsereg Scud kis hatótávolságú ballisztikus rakétákkal támadta a felkelők állásait. Az Egyesült Államok külügyminisztériuma közleményében tiltakozott a rakéták használata ellen.
December 16-án – a konfliktus kitörése óta először – súlyos harcok robbantak ki a Damaszkusz déli részén található Jarmúk palesztin menekülttáborban. A harcok során a tábort elfoglalni próbáló felkelőkkel szemben az NFPF harcosai és a kormányerők próbálták megvédeni azt. A Szíriai Légierő légitámadásokat is végrehajtott a vitatott területen, ennek ellenére a felkelők nagyrészt elfoglalták azt. A hadsereg egy ultimátumának hatására a palesztinok többsége elhagyta a tábor területét, közülük legkevesebb kétezren Libanon területére menekültek.
December 28-án heves harcok után az SZSZH elfoglalta a Dajr ez-Zaur melletti et-Tanak kőolajmezőt, a kormánycsapatok azonban két nap múlva Homszban értek el áttörést, visszafoglalva a város egy negyedét a felkelőktől.
2013. január 6-án Bassár el-Aszad elnök hosszú idő óta először tartott nyilvános beszédet a szíriai állami televízióban. Ebben a beszédében a szíriai ellenzéket a nyugat "szolgáinak", Allah ellenségeinek és terroristáknak nevezte, valamint kifejezte készségét a párbeszédre, de mint fogalmazott, kizárólag csak a lázadók mögött álló hatalmakkal hajlandó tárgyalni, a "gazdákkal", nem a "szolgálókkal". Ugyanakkor felajánlotta saját elképzelését a konfliktus rendezésére, ennek érdekében a Nyugatnak be kéne fejeznie a lázadók felfegyverzését, cserébe a kormányerők is felhagynának hadműveleteikkel, majd a kormány felvenné a kapcsolatot a "megbízhatóbb" ellenzéki csoportokkal, és közösen kidolgoznának egy, az új parlamenti választásokra vonatkozó tervezetet. Aszad beszédét azonban előbb a nemzeti koalíció, majd az Egyesült Királyság, az Egyesült Államok és Törökország is elítélte.
December-január folyamán a lázadók stratégiai okokból elsődlegesen benzinkutakat és repülőtereket támadtak meg és kísértek ellenőrzésük alá vonni vagy megsemmisíteni. Ennek során pokolgépeket is bevetettek, egy január 4-i pokolgépes támadásban Damaszkuszban 9 személy vesztette életét, megközelítőleg 40-en megsebesültek. A hadsereg azonban – elsősorban kizárólagos légifölényének segítségével – igyekezett megakadályozni a lázadó kézre került benzinkutak használatát, egy ilyen akció során Damaszkusz egyik, felkelők kezén levő negyedében található benzinkút elleni légitámadásban legkevesebb 30 civil vesztette életét.
Hosszú harcok eredményeként, 2013. február 12-én a lázadók elfoglaltak egy katonai repülőteret Aleppótól északra, ahol – a konfliktus kitörése óta elsőként – működőképes repülőgépek és helikopterek kerültek a felkelők kezére.
Március 4-én szíriai katonák lépték át az iraki határt Anbár tartománynál a lázadókkal vívott harcok következtében. Az iraki szunnita lázadók fő bázisának számító térségben rövidesen ismeretlen fegyveresek támadtak rájuk és visszaűzték őket a határ szíriai oldalára. A harcokban a katonai egység vesztesége meghaladta a 40 főt.
Ugyanezen a napon a lázadók támadást indítottak a Rakka kormányzóság központjaként funkcionáló Rakka város elfoglalásának céljából. Március 6-ra a felkelők elfoglalták az egész várost, és ezzel az első tartományi székhelyt szerezték meg az Aszad-rezsimtől. A jelentések szerint Rakka lakói ünnepelve fogadták a várost elfoglalókat, leszakították az elnököt ábrázoló posztereket és ledöntötték az előző államfő, Háfez el-Aszad életnagyságú bronzszobrát. Ugyanezen értesülések szerint a lázadók két vezető kormányzati tisztviselőt is elfogtak.
Március 25-én egy pokolgépes merényletben Dajr ez-Zaur mellett súlyosan megsebesült Rijád el-Aszad ezredes, az SZSZH alapítója. A robbanás következtében elvesztette az egyik lábát és életveszélyes állapotban szállították egy törökországi kórházba, ahol stabilizálták az állapotát.

### A kormány hadműveletei (2013. április – július)
2013 áprilisában a kormányerők nagyerejű offenzívát indítottak a Maarrat an-Numán mellett található ostromlott Wadi Deif bázis ellen. A katonai akció sikerrel járt, április 14-én a katonák áttörték a katonai bázist ostromló lázadók gyűrűjét. Ezzel vette kezdetét egy újabb offenzíva a hadsereg részéről, előbb Damaszkusz kormányzóság majd Hamá kormányzóság területén. Az offenzívák a lázadók részleges vereségét hozták magukkal, a hadsereg több települést is visszafoglalt Hamá kormányzóság területén, valamint visszafoglalták Halfaja várost. A Damaszkusz környékén indított offenzíva legjelentősebb eredménye a főváros szomszédjában található, stratégiai fontosságú Jdaidet al-Fadl visszavétele volt a felkelőktől.
Április 24-én a kormányerők visszafoglalták Otaiba városát öt hétnyi harcok után Damaszkusz keleti részén. A város nyolc hónapon át volt a lázadók kezén, szolgálva a fegyverutánpótlást. Eközben az ország északi részén, Aleppóban, a lázadók megkaparintották Mennagh nevű hadireptér egy olyan stratégiailag fontos részét, amellyel elkezdhették a reptér közvetlen ostromát.
Május 2-án a hadsereg elfoglalta Kajsza városát, Damaszkusz mellett. A csapatok emellett visszafoglalták Vádi al-Szajeh nevű negyedet Homszban.
Május 8-án a kormányerők megszerezték a stratégiai fontosságú Hirbet Gazaleh városát, mely a Jordánia felé irányuló autópályán fekszik. Több mint 1000 lázadó vonult ki a városból utánpótlás hiánya miatt. A város visszaszerzésével sikerült újra megnyitni a kormány utánpótlási útvonalát Darába.
Május 11-én a lázadóknak sikerült az elvágni az utánpótlást az aleppói Mennagh repülőtér felé.
Május elejéig a hadsereg kisebb, de stratégiailag fontos területeket szerzett meg. A katonai elemzők szerint így az Aszad-rezsim nagyobb előnyökkel fog rendelkezni bármely esetleges békekonferencián. Kormánypárti, lázadó és független elemzők arra mutattak rá, hogy a kormány előnyei abból származnak, hogy újjáépítik a fegyveres erőiket irreguláris milíciákból amelyeket a Hezbollah és Irán képez ki. A kormány további előnyének számít egyes elemzők szerint, hogy stratégiailag fontos területeket szerez meg és nem próbálja visszahódítani az egész országot.
Május 13-án az Aszad-párti erők elfoglalták Haidarijeh és Es al-Warwar települést, meggátolva a lázadók utánpótlását Al-Kuszeirbe.
A Hamá és Damaszkusz környékén indított offenzívákkal párhuzamosan a hadsereg offenzívát indított a felkelők kezén levő Kuszair ellen is, a libanoni határ mellett, mely stratégiai fontosságú mindkét fél számára, elsősorban annak köszönhetően, hogy a homszi felkelők a városon keresztül jutnak utánpótláshoz. A harcokba bekapcsolódott a szíriai hadsereg oldalán a libanoni Hezbollah is, az SZSZH parancsnokának, Szálim Idrisznek állítása szerint több mint 7000 Hezbollah harcos "özönlötte el" a város környékét. A Hezbollah támadása következtében a harcok időnként átterjednek Libanon határvidékére is.
Május 16-án a lázadók azt állították, hogy visszaszerezték Kajszát-ot, Damaszkusz kormányzóságban, miután egységes ellenoffenzívát indítottak. Május 17-én a lázadók elfoglaltak 4 falut Hamá kormányzóság keleti részén. A falvakat előzőleg elhagyták az ott élők.
Május 19-én a hadsereg elfoglalta Halfajat Hamá kormányzóságban.
Május 29-én a kormányerők elfoglalták az al-Daba nevű katonai bázist Al-Kuszeir északi részén.
Június 5-én a szíriai hadsereg és a Hezbollah közös erővel visszafoglalta a Al-Kuszairt. A város visszahódításával megszűnt a lázadók utolsó nagyobb utánpótlási vonala Homsz irányába.
Június 6-án a lázadók támadást indítottak és részlegesen elfoglalták Kunejtíra határállomást. A hadsereg még aznap erősítést küldött a határátkelő visszaszerzéséért.
Június 7-e és 14-e között a hadsereg, kormánypárti milíciák, és állítólag a Hezbollah katonái offenzívát indítottak Aleppó kormányzóságban. Egy héten át a kormányerők előrenyomultak magában Aleppoban és a város vidékén, visszaverve a lázadókat, 14-én azonban a lázadóknak sikerült megállítani egy katonai konvojt két napig. A harcok során a felkelők szerint sikerült megsemmisíteni egy tankot és megölni 20 katonát. Mielőtt megállították volna a hadoszlopot, a hadsereg megszerzett egy magasan fekvő helyet Maaret al-Arteek környékén, fenyegetve a lázadók állásait. A kormánynak sikerült beljebb nyomulni Aleppó térségének a déli részére, elfoglalva Ajn-Asszan falut. Június 13-án a hadseregnek sikerült beljebb nyomulni a lázadók kezén lévő aleppói Szahúr negyedbe, de hamarosan visszaverték őket.
Június 10-én síta kormánypárti erők Hatlából kiindulva megtámadtak egy lázadó állást Dajr ez-Zaur keleti részén, megölve négy lázadót. A következő napon, megtorlásból, több ezer lázadó rohanta le a falut, megölve 60 helyi lakost. 10 lázadó is meghalt a támadásban.
Június 14-én az Al-Nuszra Front iszlamista milícia elfoglalt több katonai barakkot Idlib közelében, háromnapos harc után.
Június 15-én a szíriai hadsereg elfoglalta Damaszkusz Ahmadijeh nevű negyedét a város repterének közelében.
Június 22-én a kormányerők elfoglalták az egyik lázadó erődítményt, Tallkalah várost. Négy nappal később Al-Kariatain lett visszafoglalva Homsz kormányzóságban.

### További harcok, lázadók belharcai (2013. július – október)
Június 28-án a fegyvereseknek sikerült elfoglalni egy stratégiailag fontos katonai ellenőrzőpontot Darában.
Június 29-én a hadsereg egy nagyobb támadást indított a lázadók kezén lévő térség ellen Homszban. A kormányerők tüzérségi ütegeket és repülőket vetettek be.
Július 12-én iszlamista fegyveresek megölték a Szabad Szíriai Hadsereg egyik parancsnokát, Kamal Hamamit. Öt nappal később, az SZSZH állítólag elfoglalta Nava városának déli részét, miután megszerzett 40 katonai őrhelyet.
Július 18-án A kurd milíciáknak sikerült kiűzni az Al-Nuszra Front harcosait az észak-szíriai Rasz al-Ajnból.
Július 22-én a lázadók sikeresen megszerezték Han al-Asszalt, Aleppó nyugati külvárosát. A település elfoglalása után iszlamista fegyveresek kivégeztek 123 embert, helybéli lakosokat és foglyul ejtett katonákat egyaránt.
3 nappal később a hadsereg biztosította Szuhna városát, kiűzve az Al-Nuszra Front fegyvereseit.
Július 27-én Homszban a kormányerők megszerezték a Hálid ibn al-Válid nevű mecsetet. Két nappal később sikerült elfoglalniuk a teljes Haldije negyedet.
Augusztus 10-én egy lázadó brigád, mintegy 2000 fővel támadást indított a nagyrészt kormány kezén lévő Latakia kormányzóság ellen. A lázadók állítólag elfoglaltak egy tucat falut. Augusztus 5-ig már 20 kilométerre nyomultak előre Kardaha (Háfez el-Aszad szülőfaluja) előtt.
Augusztus 6-án a lázadóknak sikerült elfoglalni Menagh katonai repteret Aleppoban, 10 hónapos ostrom után.
Augusztus 19-ig a hadseregnek sikerült visszafoglalni a latakiai lázadók kezén lévő falvak többségét. Mindössze két falu maradt a fegyveresek kezén.
Augusztus 26-án a lázadók megkaparintották Hanaszir falut Aleppó kormányzóságban. A stratégiai jelentőségű falu elvesztésével a kormányerőknek nincs további utánpótlási vonala a városba, így lényegében körülzárták őket.
Szeptember 8-án az Al-Nuszra Front fegyveresei elfoglalták Maalulát, amely Damaszkusztól 43 km-rel északra található. A hadsereg viszont szeptember 15-én visszafoglalta a települést. A falu lakosai főként keresztényekből állnak és az arámi nyelvet (Jézus anyanyelvét) beszélik.
Szeptember 18-án iszlamista fegyveresek lerohanták az SZSZH által ellenőrzött Azaz városát Észak-Szíriában, megölve öt SZSZH tagot és foglyul ejtve mintegy 100 főt. A két fegyveres szervezet között súlyos harc bontakozott ki, melynek végül egy szeptember 19-én elfogadott fegyverszüneti szerződés vetett véget.
Szeptember közepe táján a hadsereg további sikereket ért el Damaszkusz külvárosaiban, megszerezve Dajr Szalman és Seba városrészeket. További hat falut is elfoglalt Homsztól keletre.
Szeptember 28-án, iszlamista lázadók megszereztek egy fontos határátkelőt Dara kormányzóságban többnapos harc után. 26 katona és legalább 7 külföldi fegyveres halt meg.
Október 3-án a kormányerőknek sikerült visszafoglalni Hanasszer kisvárost Aleppó kormányzóságban, így a hadsereg képes utánpótlást szállítani ismét a városba. A SOHR szerint a harcokban tucatnyian haltak meg mindkét oldalon.
Október 9-én a felkelők sikeresen elfoglalták Hajanar őrállomást Jordánia határán, Dara városának közelében. Ezzel a lázadók egy nagy kiterjedésű földre tették rá a kezüket Dara külvárosától a Golán-fennsíkig. Ugyanezen a napon a Hezbollah fegyveresei és iraki síta harcosok, légi és tüzérségi támogatással, elfoglalták Sejk Omar települést Damaszkusz kormányzóság déli részén. Két nappal később további két települést, al-Tiabijat és Husszeinija-t, foglalták vissza az SZSZH-tól. A három település a Jordániába vezető két legfontosabb autópályánál fekszik, így a kormány megerősítette saját utánpótlási vonalát és még inkább nyomás alatt tartja a lázadókat, amelyek lényegében ostrom alatt vannak Kelet-Gútában és környékén.
Október 11-én a lázadók elfoglalták Reszefa és Sinaa negyedeket Dajr ez-Zaurban, beleértve a város katonai kórházát is.
Október 16-án a hadsereg visszafoglalta a lázadóktól a stratégiai fontosságú Bweida várost Dél-Damaszkuszban.
Október 17-én A szíriai hírszerzés egyik magas rangú tisztjét és a dajr ez-zauri katonai kerület főparancsnokát, Dzsameh Dzsameh tábornokot egy lázadó orvlövész meggyilkolta Dajr ez-Zaurban.
Október 21-én a Dara környékén vívott a harcokban elesett a lázadók egyik befolyásos parancsnoka, Jasszer al-Abúd.

### A kormányerők és a kurdok újabb offenzívái, nyílt háború LIÁ és lázadók közt (2013. október – )
Október elején a hadsereg nagyszabású offenzívát indított a körülzárt Aleppó felmentéséért. A sereg először az Asz-Szafira város szomszédságában lévő falvakat foglalta el, majd magát a települést is november elsejére, így a kormányerők sikeresen biztosították az utánpótlási vonalaikat Aleppóba. A hadsereg több napos kemény harc árán visszafoglalta az aleppói reptér északi részén elfekvő ún. 80-as bázist, amelyet a felkelők 2013. februárjában foglaltak el. Ezután, november 15-én a katonaság bevonult Tall Hasszel faluba is.
Október folyamán az YPG kurd milícia támadást indított az Északkelet-Szíriában aktív Al-Nuszra Front és az Iraki és Levantei Iszlám Állam (ISIS) iszlamista szervezetek ellen. A harcok során, október 24-én, a YPG erői sikeresen elfoglalták a stratégiai fontosságú Jarublja települést az iraki határnál. 4 nappal később az ISIS erői gyakorlatilag összeomlottak a Çil Axa elnevezésű, olajban gazdag térségben, miután a kurdok több települést is elfoglaltak. November folyamán az YPG egységei további területeket szabadítottak fel az iszlamistáktól.
Ezalatt Damaszkusz térségében a hadsereg további területeket foglalt vissza a felkelőktől. Ezek a hadműveletek főként a főváros külvárosi területeit érintették, céljuk a felkelők utánpótlási vonalainak teljes elvágása volt.
November 15-én a hadsereg támadást indított a Damaszkusz-kormányzóság északi részén található Kalamún-hegység térségének felkelő állásai ellen. A stratégiailag fontos térség elvesztésével a lázadók elveszítenék az utánpótlási vonalaikat a főváros általuk megszállt területeire, ugyanakkor a térség feletti uralom megszerzésével a kormány teljesen biztosítani tudná a Damaszkuszt Homsszal összekötő autópályát. November 19-én a hadsereg elfoglalta a hegységben található Kara városát. Ugyanaznap elfoglalták al-Dvajrineh falut, amely Aleppóhoz vezető főútvonaltól nem messze fekszik.
December 2-án az SZSZH egységei ismét bevonultak a keresztény többségű Maalula faluba, Damaszkusztól északra. A harcok után, több forrás szerint, a felkelők 12 helyi apácát elraboltak és helyi erődjükbe, Jabrud városba hurcolták őket.
December 7-én az Iszlám Front erői kisöpörték az SZSZH egységeit az Idlib-kormányzóságbeli Atme városából, melyet egyben főhadiszállásnak is használtak a mérsékelt felkelők. Az ISIS terroristái ezenkívül több fegyverraktárat is megszereztek, amelyek nyugati fegyvereket tartalmaztak. 5 ember halt meg a csetepatéban, nem tisztázott a frakciójuk. Két nappal később
December 9-én a hadsereg ismét megnyitotta a forgalom előtt a Damaszkusz-Homsz autópályát, miután a legnagyobb részét biztosították, habár, a SOHR jelentése szerint, az autópálya nem teljesen biztonságos a lázadók folyamatos támadásai miatt.
December 10-én az Iszlám Front elfoglalta a Bab al-Hava nevű határátkelőt az SZSZH egységeitől.
Ugyanazon a napon hadsereg bevette a stratégiai fontosságú An-Nabk települést Kara közelében. Körülbelül 100 lázadó esett el vagy került fogságba.
Két nappal később az SZSZH legfőbb parancsnoka, Szálim Idrisz tábornok, egyes állítások szerint elmenekült Katarba, miután az Iszlám Front seregei továbbnyomultak a lázadók által ellenőrzött térségekben. Az USA és az Egyesült Királyság felfüggesztette a mérsékelt lázadóknak szánt segélyeket.
December 11-én a hadsereg hozzákezdett a libanoni határ mentén lévő utolsó lázadó erődítmény, Jabrud városának ostromához.
December 12-én az Al-Nuszra Front fegyveresei lerohanták Adra városát, Damaszkusztól északkeletre, és lemészároltak kb. 40 civilt, többségükben alavitákat. December 13-án a kormányerők ostrom alá vették a várost.
2014 januárjában a mérsékelt és iszlamista lázadók egymással szövetkezve megtámadták a Levantei Iszlám Állam erőit országszerte. Kezdetben a lázadók sikeresen kiszorították a LIÁ erőit Aleppoból, és ostrom alá vették Ar-Rakka városát. Több, mint 24 kisvárosban szerezték meg a LIÁ bázisait szerte Szíriában. A hónap közepére viszont úgy tűnik, hogy fordult a kocka. A LIÁ erői megtartották Ar-Rakka városát és elfoglalták Manbij-ot többnapnyi harc után. Január 24-én a LIÁ elfoglalta Darkush-t Idlib tartományban. Heves harcok folynak a török határnál található Azaz városában is.
Eközben a kormányerők tovább folytatják hadműveleteiket Aleppóban, előrenyomulva a város ipari részlegében. Ha a területet biztosítaná a hadsereg, a lázadók utánpótlási útvonalát elvághatná Törökországból. Január 14-én a kormányerők további erőfeszítéseket tettek az aleppói hőerőmű megszerzésére, elfoglalva Tell Alamt és Huwejnat, a várostól keletre levő területen. Január 25-én az elnökhöz hű erők megszerezték Karam Al Qasr nevű negyedet Aleppo keleti részén, háromnapnyi harc után.

### Szövetséges légitámadások Észak-Szíriában

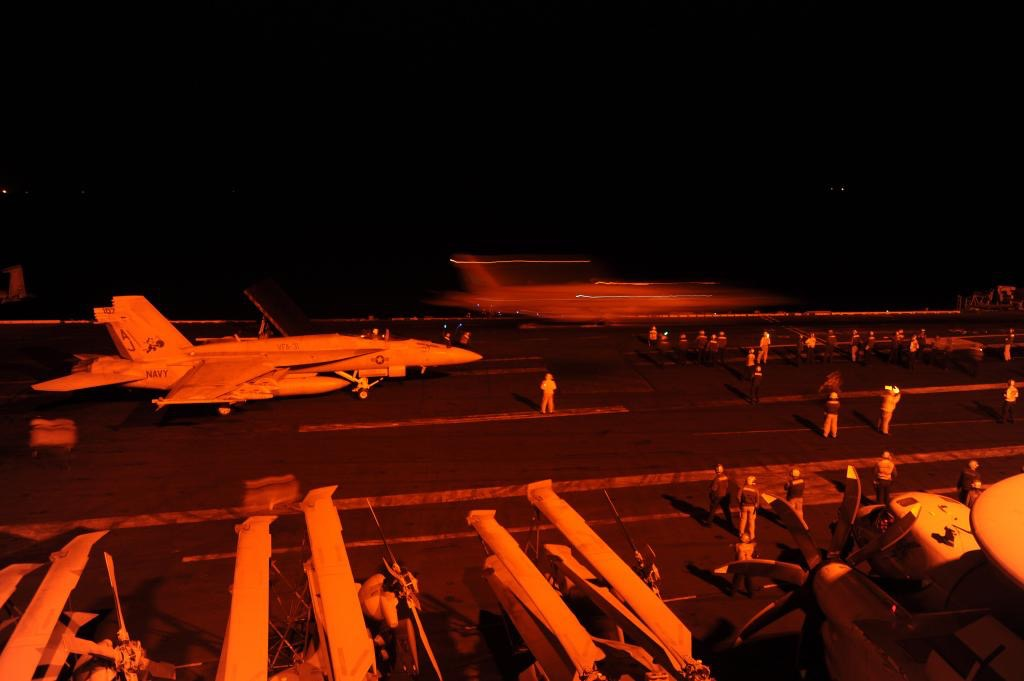
F/A–18 Hornetek bevetésre indulnak a USS George H. W. Bush anyahajó fedélzetéről.

2014. szeptember 22-én – az észak-iraki hadműveletekkel párhuzamosan – az Amerikai Egyesült Államok, Jordánia, Bahrein, Katar, Szaúd-Arábia és az Egyesült Arab Emírségek légiereje légitámadásokat kezdett az Iszlám Állam állásai ellen Észak-Szíriában is. A légitámadások többek között az ISIS központját, Rakkát is sújtották. A hadműveletekhez később több más ország légiereje is csatlakozott.
Az Iszlám Állam mellett az Al-Káidához kötődő Horászán iszlamista tervezetet is sújtották a légicsapások. A koalíciós intervenció eredményeinek javítása érdekében az Amerikai Egyesült Államok megkezdte a mérsékeltnek tekintett szíriai lázadók felfegyverzését, ezt a lépést azonban komoly kritikák érték, mivel a támogatott fegyveres csoportok között valószínűleg iszlamista szervezetek is fegyverhez jutnak.
Októberben az amerikai légierő légi úton juttatott fegyvereket az ISIS által ostromolt Kobane kurd védőinek, ezek egy része azonban az Iszlám Állam lázadóinak kezére került. Erre azért volt szükség, mert Törökország mereven elzárkózott attól, hogy területéről fegyverszállítmányt küldjenek a kurdoknak. Törökország egyébként is sokkal inkább csupán névleg harcol az Iszlám állam ellen – az iszlám fanatikusok ellen harcoló kurdokat sokkal inkább ellenségnek tekinti, rendszeresen támadja őket.

### Vegyi fegyverek veszélye és állítólagos bevetése
A térségben Szíria rendelkezik a legnagyobb vegyifegyver-készlettel és a környező államok illetve a nyugati országok egyaránt tartottak attól, hogy a kormány a felkelés leverése érdekében be is veti ezeket, illetve, hogy ezek a fegyverek terroristák kezébe kerülhetnek. Sajtóhírek szerint több ország (így pl. Izrael) is titkosszolgálati és titkos katonai akciókat indított Szíria területén, hogy a vegyi fegyverraktárak helyét meghatározza és azokat ellenőrzése alá vonja. A NATO és Izrael is kilátásba helyezte azonnali katonai beavatkozását, arra az esetre, ha a konfliktus során a kormány a vegyi fegyvereket beveti, más félnek átadja, vagy ezekre készül.
2013 januárjában olyan sajtóértesülések láttak napvilágot a francia Le Monde napilapban, hogy 2012 decemberében, az Aszad-rezsim Homsz városánál végül vegyi fegyvereket vetett be a felkelők ellen, ezek azonban – mint a Le Monde fogalmazott – nem voltak halálosak. A szíriai kormány mindazonáltal ismételten tagadta a vegyi fegyverek bevetésének eshetőségét.
Március 19-én meg nem erősített értesülések szerint egy Aleppó melletti településen vegyi fegyvertámadás történt, mely több ember halálát okozta. A kormány a lázadókat vádolta meg a támadással, míg a lázadók szerint a kormány áll a történtek mögött. Az ENSZ az eset kivizsgálására egy szakértői csoportot tervez az országba küldeni.

A 2013-as gútai vegyitámadás térképen

Április 23-án az izraeli katonai hírszerzés (Aman) egy közleményt adott ki, melyben kijelentették, hogy tudomásuk szerint a szíriai hadsereg a konfliktus folyamán több ízben is vetett be vegyi fegyvereket a lázadók ellen. A szíriai kormány azonban a közleményre reagálva ismételten tagadta a vegyi fegyverek használatát. Április 25-én Chuck Hagel amerikai védelmi miniszter is kijelentette, hogy az amerikai hírszerző ügynökségek elemzése szerint Szíriában több alkalommal vetettek be szaringázt. Bejelentette azt is, hogy tanulva a korábbiakból (az iraki háború 2003-as megindítását hasonló hírszerzési forrásokra alapozták, ám utóbb kiderült, hogy azok tévesek voltak) a hírszerzők még további bizonyítékokat gyűjtenek. Ugyanaznap a brit külügyminisztérium bejelentette, hogy Szíriából kicsempészett földmintákban szaringáz nyomait mutatták ki. Május 6-án azonban az ENSZ szóvivője, Carla Del Ponte kijelentette, hogy a szervezet bizonyítékokkal rendelkezik arról, hogy a felkelők szaringázt vetettek be a kormányerőkkel vívott harcok során, ugyanakkor nem zárta ki annak lehetőségét sem, hogy a kormányerők is használták a vegyi fegyvert.
2013. augusztus 21-én meg nem erősített információk szerint a szíriai hadsereg szaringáz támadást hajtott végre a Damaszkusz kormányzóság területén fekvő Gútában. A támadásnak a SOHR szerint legkevesebb 322, ellenzéki források szerint legtöbb 1729 halálos áldozata volt. A támadás helyszínére ENSZ vizsgálóbizottság érkezett, azonban már a vizsgálatok befejezése előtt az Egyesült Államok légitámadással fenyegette meg Szíriát, ehhez Franciaország is támogatását fejezte ki. Kezdetben David Cameron brit miniszterelnök is támogatásáról biztosította az Egyesült Államokat egy esetleges katonai intervenció során, a miniszterelnök kezdeményezését azonban az Egyesült Királyság parlamentje leszavazta. A későbbiekben a NATO 28 tagállamából legkevesebb 12 kizárta részvételét egy esetleges Szíria elleni hadműveletben.
Obama elnök az amerikai kongresszushoz fordult felhatalmazásért a légitámadáshoz, szavazásra azonban már nem került sor, mivel időközben egy orosz – amerikai megállapodás született, Szíria vegyifegyver-készleteinek nemzetközi ellenőrzés alá vonásáról, esetleg megsemmisítéséről, melyhez a szíriai kormány is támogatását fejezte ki (kihangsúlyozva azonban, hogy nem az amerikai fenyegetés hatására, hanem az orosz elnök kérésére teszi). Időközben az Associated Press hírügynökség értesülése szerint a Gúta környéki lázadók beismerték a vegyifegyver használatát, melyet – az értesülés szerint – Szaúd-Arábiából kaptak.
Hosszas egyeztetés után a szíriai kormány beleegyezett az ország vegyifegyver-készletének az ENSZ szakértői által történő megsemmisítésébe. A fegyverkészlet és a gyártóközpontok megsemmisítése 2013. október 6-án kezdődött meg, a fegyvereket a norvég és a dán flotta egységei szállítják Olaszországba, ahonnan az amerikai és brit flotta veszi át a szállítmányt a megsemmisítés végett.

### A kurd felkelés

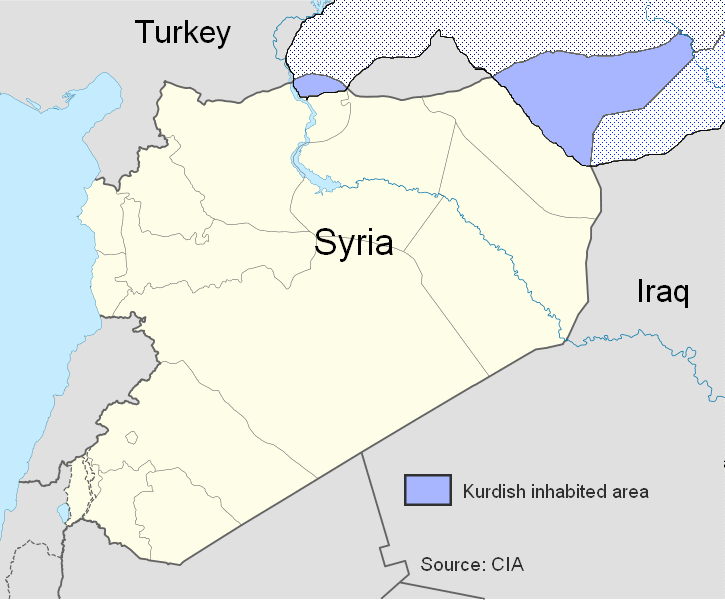
Kurdok által lakott területek Szíriában

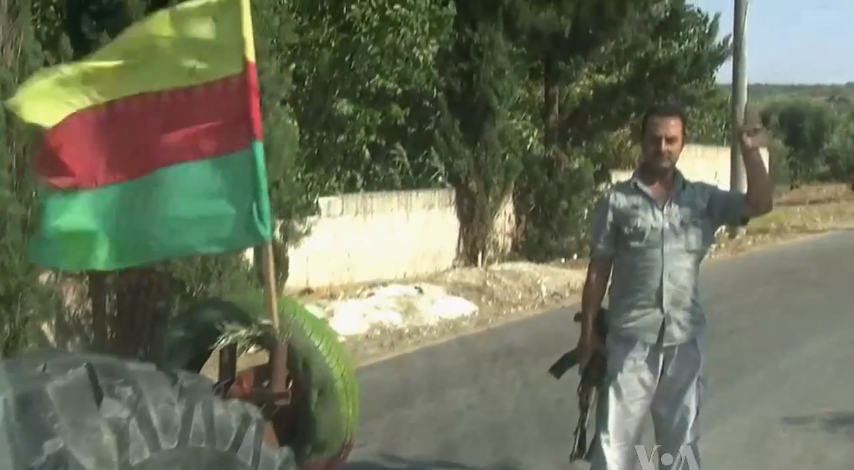
PYD ellenőrzőpont Afrin városában

A rendszerellenes felkelés kezdeti fázisában a szíriai kurdok csak nagyon kis számban vettek részt, dacára Háfez- és Bassár el-Aszad diszkriminatív intézkedéseinek, mellyel a kurd lakosságot sújtották. Ennek legfőbb okaiként a rezsim "megelőző" fellépését (a kurd aktivisták többségét letartóztatták), valamint a szíriai ellenzék Törökország felé való orientálódását lehet tekinteni. A kurd lakosság a hagyományos török-kurd ellentét miatt Törökországban a nép érdekeinek legfőbb veszélyeztetőjét látja, így – mint Száleh Kado kurd aktivista megfogalmazta – nem bíznak sem a török kormányban, sem az általa képviselt politikai irányvonalban.
A kurdok kezdeti semlegességének azonban Mohammed Száleh Muszlim, a PYD vezetőjének szerint taktikai okai is voltak. Míg a szíriai hadsereg a rendszerellenes tüntetők és később felkelők elleni harccal volt elfoglalva, Szíriai Kurdisztánt elkerülték a harcok, a kurd ellenzéki szervezetek pedig zavartalanul készülhettek a hatalom átvételére a rezsim összeomlásának esetén. A PYD ezen álláspontjának megfelelően a hozzá közelálló Kurd Munkáspárt megfenyegette a török kormányt, hogy amennyiben beavatkozik a felkelők oldalán a konfliktusba, a szíriai kormányt segítve Törökország keleti részét "háborús övezetté változtatja".
A kurd álláspont azonban gyökeresen megváltozott, mikor ismeretlen fegyveresek 2011. október 7-én otthonában meggyilkolták Mesál Tamo kurd aktivistát. A gyilkossággal a kormányt vádolták meg, Tamo temetése pedig rendszerellenes tüntetésbe torkollott, melyen a rendfenntartók a tömegbe lőttek, öt embert megölve.
Október folyamán a kurd politikai szervezetek aktivizálódtak, október 26-án Észak-Irakban létrejött a Kurd Nemzeti Tanács, mely a Szíriai Nemzeti Tanácshoz csatlakozott. Az új szervezetnek a PYD-hez fűződő kezdeti rossz viszonyának egy, a Masszúd Barzáni észak-iraki kurd vezetőnek közvetítésével, 2012. június 11-én Erbílben megkötött egyezmény vetett véget, melynek értelmében a két párt megalapította a Kurd Legfelsőbb Bizottságot, és felállították a Kurd Népvédelmi Egységek (YPG), a bizottság fegyveres szárnyát.
A fegyveres felkelés 2012. július 19-én kezdődött, mikor az YPG megtámadta és elfoglalta Ajn al-Arab (kurdul: Kobanê) várost. Másnap a kurdok kezére került Amuda (Amûdê) és Afrin (Efrîn) is. A kurdok gyors előnyomulása annak volt köszönhető, hogy a hadsereg nem tanúsított számottevő ellenállást, inkább kivonultak a városokból. Július végére az YPG elfoglalta Malikíja (Dêrika Hemko), Rasz al-Ajn (Serê Kaniyê), Darbászija (Dirbêsî) és Mabada (Girkê Legê) településeket, viszont sikertelenül ostromolta Kamisli (Qamişlo) várost. Augusztus 2-án a PYD egy közleményben tudatta, hogy az északkelet-szíriai városok – Kamisli kivételével – mind a kurd ellenzék igazgatása alá kerültek.
Szeptember elejére 365 település került kurd fennhatóság alá, valamint Aleppó két negyede: Aszrafije és Sejk Masszúd.
A kurd előrenyomulás következtében az YPG és az SZSZH között is összecsapások robbantak ki. Legelőször július 29-én törtek ki harcok a két fél között, Afrin városban. Az összecsapás két arab és egy kurd lázadó halálát okozta. Az incidensek többsége azonban Aleppó kurdok által ellenőrzött negyedeiben zajlott le, melyeket az SZSZH és a Tavhíd Brigád október végén többször is megkísérelt ellenőrzése alá vonni. Október 26-án a lázadók támadást indítottak a Sejk Masszúd negyed ellen, de az YPG visszaverte a támadást. A harcokban 19 lázadó halt meg, míg a kurdok legkevesebb három főt vesztettek. Válaszul az SZSZH fegyveresei egy aleppói kurd kormányellenes tüntetésen a tömegbe lőttek, 8 ember halálát okozva. A harcok következményeként az YPG 20 lázadót ejtett fogságba, válaszul a felkelők 180 kurd civilt raboltak el. Közülük egyet október 29-én halálra kínoztak, válaszul az YPG előző napi akciójára, melynek keretében megölték a lázadók egyik vezetőjét, Abú Ibrahimot (aki korábban 11 libanoni síita zarándok elrablásával vált ismertté). A lázadóparancsnok embereivel egy kis észak-szíriai kurd várost kísérelt meg ellenőrzése alá vonni, mikor kurd fegyveresek lelőtték.
November 5-én az SZSZH és az YPG egy megállapodást kötött, melyben vállalták foglyaik kölcsönös szabadon engedését és egy szövetségi rendszer kialakítását az Aszad-rezsim ellen. Ennek eredményeképp november 8-án heves harcok kezdődtek Rasz al-Ajn városért, ahol az SZSZH és a helyi kurd lakosság egymással szövetségben vette fel a harcot a hadsereggel. A lázadók támadása sikeres volt, a kormányerők kivonultak a városból. Ezzel párhuzamosan az YPG teljes egészében birtokba vette Malikija várost.
Az együttműködés azonban rövid ideig tartott, mivel november 19-én Rász al-Ajnban az SZSZH megtámadott egy YPG ellenőrzőpontot, egy lázadó orvlövész pedig meggyilkolta Abed Halilt, a helyi PYD tanács elnökét. Az összecsapásokban 29 lázadó (az SZSZH és az Al-Nuszra Front tagjai) illetve 5 kurd harcos halt meg. Három nap harc után végül a két fél meghatározatlan időre fegyverszünetet kötött egymással.
Rijád el-Aszad a Kurd Nemzeti Tanáccsal közösen elítélte a két lázadó szervezet közti összecsapásokat és kijelentette, hogy a rasz al-ajni lázadók többsége a Guraba as-Sám iszlamista szervezet tagja, melynek – állítása szerint – semmi köze az SZSZH-hoz. Az SZSZH főparancsnoka egyúttal elítélt minden kísérletet, mely az arab és kurd lakosság közti kapcsolatok megrontását próbálja kieszközölni, az iszlamista lázadók Rász al-Ajnban való tartózkodását pedig értelmetlennek nevezte.
2013. január 17-én mintegy 300 szíriai lázadó indított támadást a kurdok állásai ellen Rász al-Ajnban. A harcban három – korábban zsákmányolt – tankot is bevetettek, ebből kettőt a kurd lázadók sikerrel elfoglaltak. A heves harcok következtében január végére 73 személy vesztette életét, többségében dzsihádista harcosok.
Július 30-án pokolgépes merényletben életét vesztette Isza Huszo kurd parancsnok, az észak-szíriai Kamisli-ben. Habár a merényletért senki nem vállalta a felelősséget, a PYD egyértelműen az iszlamista lázadókat tette felelőssé a történtekért és válaszul az YPG harcra szólította fel fegyvereseit az iszlamisták ellen. Az iszlamisták és kurdok között kibontakozó harcokra válaszul Masszúd Barzáni, az autonóm Iraki Kurdisztán vezetője kijelentette, hogy amennyiben az iszlamista "terroristák" fenyegetik a szíriai kurd lakosság életét, az iraki kurdok fegyveresen fognak fellépni a szíriai kurdok védelmében.
November 13-án a PYD vezetői elhatározták, hogy létrehoznak egy átmeneti, autonóm kormányt, mely 82 főből állna, a képviselőket pedig a kurd lakosságú kormányzóságokból választanák. A döntés ellen a Szíriai Nemzeti Koalícióhoz közelálló Kurd Nemzeti Tanács és Törökország is tiltakozását fejezte ki, de a PYD angliai szóvivője leszögezte, hogy a szervezet nem törekszik a Szíriai Kurdisztán függetlenítésére, ez csak egy ideiglenes lépés és nem jelent veszélyt a térség stabilitására.

### Szíriai-török határkonfliktus

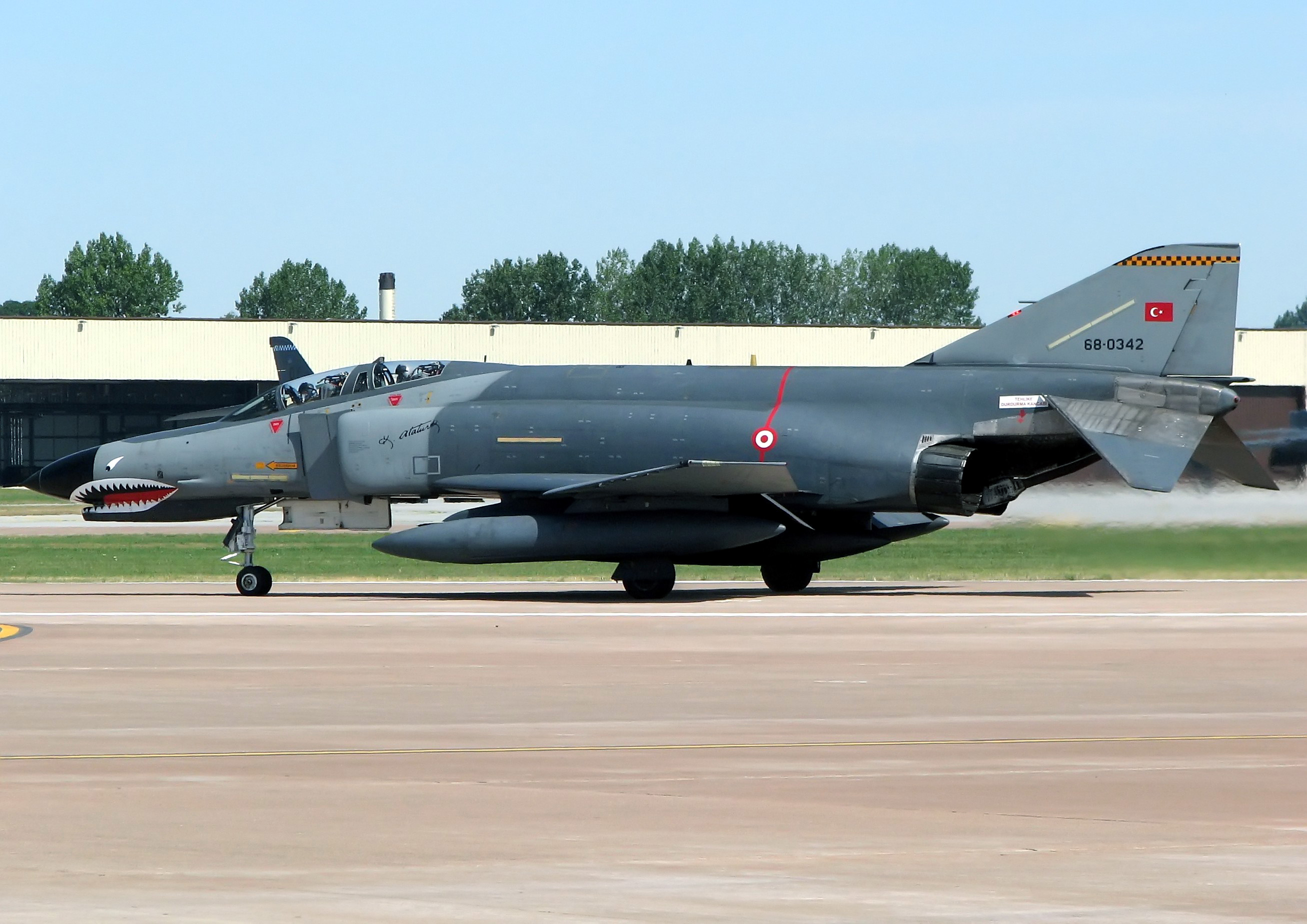
Egy, a Török Légierő birtokában levő F-4 Phantom II vadászgép.

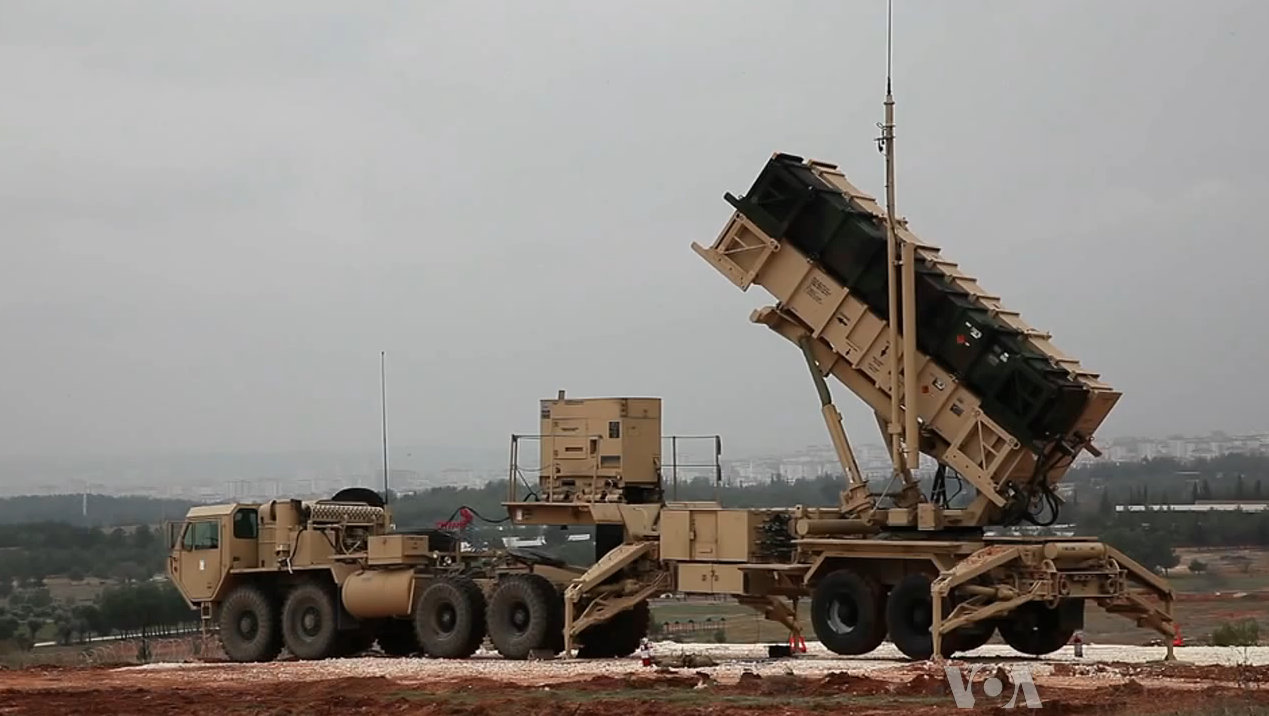
Patriot rakétavédelmi rendszer Gaziantep mellett.

A szíriai-török kapcsolatok a felkelés kitörését követően súlyosan megromlottak, mivel a török kormány az elsők között karolta fel az ellenzéket. Az ország védelmet nyújtott a Szíriai Nemzeti Tanács tagjainak, valamint török védnökség alatt alakult meg az SZSZH, mely Hatay tartományból kiindulva indította meg gerilla akcióit a szíriai hadsereg ellen. A török kormány mindemellett fegyverekkel és katonai felszereléssel is ellátta a lázadókat.
A két ország közti feszültség azt követően érte el a mélypontot, hogy 2012. június 22-én a szíriai légvédelem lelőtt egy, az ország felségterületének számító tengerrész felett repülő F–4 Phantom II török vadászrepülőt, mely valószínűleg felderítést hajtott végre a kormányellenes erők számára. A kétfős személyzet katapultált, de eltűnt, a török és szíriai parti őrség csak július 4-én talált rá a pilóták holttesteire. Az esetet követően a török kormány Ankarában válságtanácskozást hívott össze, majd Recep Tayyip Erdoğan török miniszterelnök a NATO gyűlésén kijelentette, hogy a török gép lelövésére válaszul bármely szíriai katonai elemet, amely megközelíti a török határt fenyegetésnek fognak tekinteni és katonai célpontként fogják kezelni. A bejelentést követően Törökország azonnal megkezdte rakétavetők és légvédelmi rendszerek telepítését a szíriai határ vidékére, annak ellenére, hogy Bassár el-Aszad elnök személyesen fejezte ki sajnálatát az incidens miatt.
Október 4-én a szíriai nehéztüzérségi lövedékek a törökországi Akçakale városban csapódtak be, a támadásban öt személy, két nő és három gyermek vesztette életét, 13 személy – köztük rendőrök is – megsebesült. Válaszul a török légierő felderítő repülést hajtott végre szíriai felségterületen, melynek során felmérték a szíriai hadsereg határmenti állásainak pontos koordinátáit, majd az adatokat a török hadvezetéssel ismertették, mely parancsot adott az Akçakale körüli egységeknek ezen állások bombázására. A T-155 Firtina önjáró lövegekkel végrehajtott támadás három szíriai katona halálát okozta.
Recep Tayyip Erdoğan miniszterelnök rendkívüli kormányülést hívott össze Ankarában, ahol engedélyezték egy esetleges katonai akció indítását Szíria területére, mindazonáltal a török miniszterelnök közölte, hogy erre csak "végső esetben" kerülhet sor.
Október 6-án egy szíriai tüzérségi lövedék ismét török területre csapódott be, erre válaszul a török tüzérség ismét szíriai célpontokat vett tűz alá. A támadás – török közlés alapján – 12 szíriai katona halálát okozta. Október 13-án Törökország megtiltotta a szíriai polgári repülőgépeknek a belépést az ország légterébe, erre válaszul másnap Szíria megismételte a lépést, a török polgári repülőgépekkel szemben.
Néhány kisebb incidenst követően október 29-én két légvédelmi tüzérségi lövedék csapódott be Hatay tartomány egy kis határ menti falujában. Válaszul a török tüzérség szíriai célpontokat vett tűz alá, de egyik oldalon sem történtek személyi sérülések.
November 12-én a török határ melletti Rasz al-Ajn város környékén vívott csata alatt egy szíriai repülő lázadó állásokat bombázott le. A légitámadás a határ török oldalán fekvő Ceylanpınar várost is sújtotta, néhány épület megrongálódott és egy katona valamint két civil megsebesült. Török válaszcsapásra azonban ezúttal nem került sor.
December 4-én a NATO hozzájárult egy, a török-szíriai határra telepítendő MIM–104 Patriot rakétavédelmi rendszer létrehozásához, melynek a szervezet szerint fő célja a határ védelme lesz. Ezt a fegyverrendszert a tervek szerint 360 holland katona fogja működtetni. Habár Anders Fogh Rasmussen NATO főtitkár kihangsúlyozta, hogy a fegyverrendszer kizárólag védelmi célokra lesz alkalmazva, Vlagyimir Putyin orosz elnök tiltakozását fejezte ki miatta.
2014 januárjában egy török vadászrepülő az Iszlám Állam egyik konvojára mért csapást Észak-Szíriában, válaszul egy merényletre, melyet a szervezet hajtott végre Törökország területén.
2014. március 23-án török F-16-os vadászgépek lelőttek egy szíriai vadászrepülőt a szíriai – török határ térségében, mely állításuk szerint belépett a török légtérbe. Később a török hadsereg tankokkal és tüzérségi fegyverekkel vette tűz alá a szíriai hadsereg állásait Kasab város térségében, ahol a hadsereg a lázadókkal harcol az egyik szíriai – török határátkelő birtoklásáért. A Szíriai Külügyminisztérium példátlan agressziónak minősítette a történteket, követelve Törökországtól, hogy azonnal szüntesse be támadásait a szíriai állások ellen.

### Szíriai-izraeli határkonfliktus

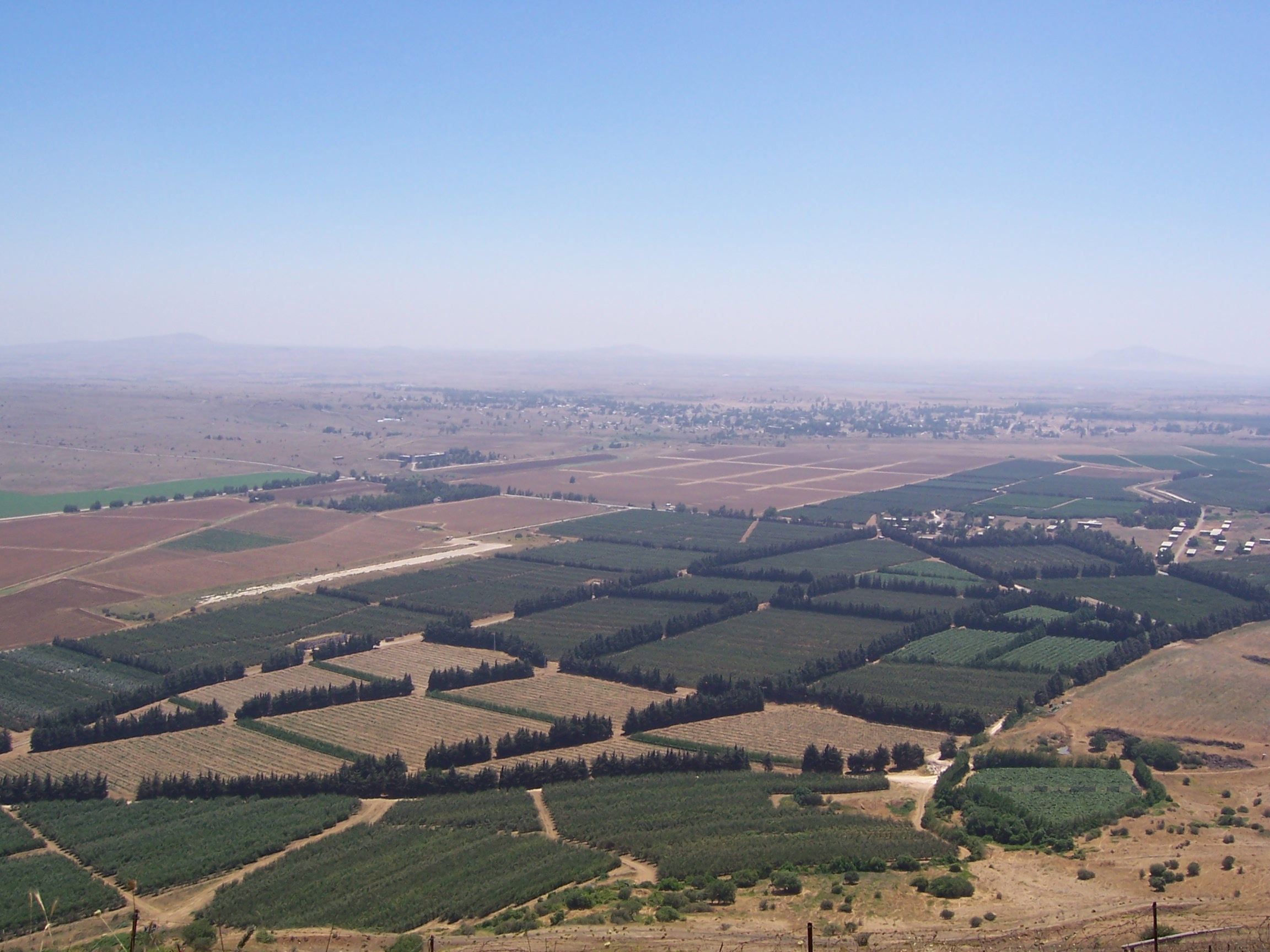
A Golán-fennsík izraeli megszállás alatt levő és Szíria által ellenőrzött területei közötti határtérség.

2012. november 3-án három szíriai tank és két csapatszállító jármű hatolt be az Izrael fennhatósága alatt álló Golán-fennsík demilitarizált övezetébe, az izraeli hadsereg azonban nem lépett fel erőszakosan, csupán a térségben állomásozó ENSZ békefenntartóknál tettek panaszt. November 5-én Szíriából érkező lövedékek egy izraeli katonai járművet találtak el, majd november 8-án három (valószínűleg eltévedt) aknagránát csapódott be a Golán-fennsík egyik településére.
Az ismétlődő támadások miatt, Móse Jaalon izraeli miniszterelnök-helyettes november 9-én egy nyilatkozatában figyelmeztette Aszad elnököt, hogy országa megvédi szuverenitását, ha a harcok a Golán-fennsíkra is átterjednek. Mikor november 12-én újabb lövedékek hulltak le izraeli területre, az izraeli tankok viszonozták a tüzet, szíriai tüzérségi állásokat támadva, személyi sérülésről azonban nem érkeztek hírek. Másnap ismét szíriai aknagránátok csapódtak be a Golán-fennsík területén, az izraeli tüzérség pedig ismét visszalőtt, legkevesebb két szíriai katonát megsebesítve.
November 17-én szíriai lövedékek ismét a Golán-fennsíkon csapódtak be, megrongálva egy AIL Storm katonai terepjárót. Az izraeli tüzérség válaszul rálőtt a hadsereg állásaira, mire szíriai katonák aknavetőkkel intéztek választámadást. Az izraeli tüzérség egy célzott csapással megsemmisítette az aknavetőt. Az izraeli hadvezetőség állítása szerint elképzelhető, hogy a támadásban szíriai katonák is haltak meg. November 25-én egy, a hadsereg és az SZSZH között zajló harc alatt eltévedt golyók csapódtak be a határ izraeli oldalán egy katonai terepjáró mellett. Személyi sérülés nem történt, így izraeli válaszcsapásra sem került sor.
A határincidensekre válaszul az SZSZH egy közleményt bocsátott ki, melyben óva intette Izraelt egy esetleges szíriai katonai beavatkozástól, valamint megvádolta az izraeli hadvezetést, hogy a szíriai területre leadott lövéseivel is "Aszad gyilkos rezsimjét" támogatta.
2013. január 6-án Benjámín Netanjáhú miniszterelnök bejelentette, hogy mivel a szíriai hadsereg kénytelen volt feladni Kunejtíra kormányzóság területét, mely így a felkelők kezére került, Izrael a "dzsihádisták" ellen védekezésképpen egy védelmi falat fog kiépíteni a határterületen.
Január 31-én éjjel izraeli repülőgépek légitámadást hajtottak végre Szíria területén. A támadás célpontja nem tisztázott – az izraeli kormány hallgatása miatt. Egyes források szerint a támadás egy katonai konvojt ért, mely fegyvereket szállított Szíriából Libanonba, valószínűleg a Hezbollah számára. A kormány hivatalos közleménye szerint azonban a repülőgépek egy Damaszkusz egyik külvárosában, Dzsamrajában található gyárat rongáltak meg, két dolgozót megölve, ötöt megsebesítve. A légitámadás tényét a libanoni kormány is megerősítette, közölve, hogy a libanoni légvédelmi egységek észlelték az izraeli gépeket, melyek Libanon területén keresztül hatoltak be a szíriai légtérbe. A légitámadást mind Oroszország, mind Irán határozottan elítélte. Oroszország szerint Izrael a légitámadással megsértette a nemzetközi jogot. Bassár el-Aszad elnök Izraelt megvádolta, hogy a légitámadással Szíria destabilizálását szeretné elérni. Ehúd Bárák izraeli védelmi miniszter február 3-án egy sajtótájékoztatón első ízben beszélt az incidensről, elismerve az izraeli támadás tényét, kijelentve, hogy a támadással azt próbálták megakadályozni, hogy Szíriából fegyverek juthassanak el Libanonba. Az izraeli hadsereg ez irányú politikáját látszik megerősíteni, hogy február 13-án az iráni Forradalmi Gárda egyik ezredese, Hasszán Shateri ismeretlen körülmények között életét vesztette a szíriai-libanoni határ térségében. Meggyilkolásának körülményei nem tisztázottak, de a szíriai lázadók és a kormány is egyértelműen Izraelt vádolta meg a gyilkosság végrehajtásával. Az izraeli kormány nem nyilatkozott az ügyben.
Március elején felkelők hatoltak be a Golán-fennsík Izrael által megszállt területeire. Válaszul az izraeli hadsereg teljes harckészültségbe helyezte a térségben állomásozó csapatait. Március 24-én egy géppuska szíriai területről izraeli állásokat vett tűz alá a Golán-fennsíkon. Az izraeli katonák válaszul rakétát lőttek ki a támadóállásra, megsemmisítve azt. Az incidensnek izraeli részről nem volt áldozata.
Május 4-én izraeli repülőgépek Szíria és Libanon határtérségében megsemmisítettek egy fegyvereket szállító konvojt. Habár az izraeli hadvezetőség nem kommentálta a történteket, Michel Szulejmán libanoni elnök megerősítette a támadás tényét, kijelentve, hogy a libanoni radarok érzékelték az izraeli repülőgépeket. Az elnök egyúttal tiltakozását is fejezte ki Izrael akciója ellen, kijelentve, hogy az ország ezáltal megsértette a nemzetközi jogot. Egy nappal később izraeli részről támadás ért egy fegyver-előállító üzemet Damaszkusz egyik külvárosában. A szíriai kormány élesen elítélte a támadást, megvádolva Izraelt, hogy légicsapásaival a lázadók útját egyengeti a győzelemhez.
Május folyamán több határincidensre is sor került a Golán-fennsík térségében Izrael és a szíriai hadsereg között. Május 21-én szíriai támadás ért egy izraeli katonai járművet, melyre válaszul izraeli katonák szíriai célpontokat vettek tűz alá. Áldozatokról nincsenek adatok, a szíriai hadsereg szóvivője kijelentette, hogy megsemmisítettek egy izraeli terepjárót, mely átlépte a két ország közötti demarkációs vonalat, az izraeli hadsereg azonban mindkét állítást tagadta.
2014. márciusában újabb incidensre került sor, amikor egy szíriai felségterületről érkező tüzérségi lövedék megsebesített négy izraeli katonát a Golán-fennsík határtérségében. Az izraeli hadsereg válaszul szíriai katonai célpontok ellen hajtott végre légitámadást Kunejtíra térségében. A támadásban egy szíriai katona meghalt, hét megsebesült.
2014. június 22-én egy szíriai felségterületről érkező tüzérségi lövedék eltalált egy civil gépjárművet, az egyik utas meghalt, négyen súlyosan megsebesültek. Az izraeli tüzérség válaszul ismét szíriai katonai célpontokat vett tűz alá.

### Oroszország hadba lépése
2015. szeptember 30-án Putyin elnök felhatalmazást kért az Oroszországi Föderáció Szövetségi Tanácsától az orosz fegyveres erők szíriai bevetésére. A Szövetségi Tanács a felhatalmazást egyhangú döntéssel megadta. Ugyanaznap Aszad elnök hivatalosan is kérte az orosz fegyveres beavatkozást, így Putyin, mint a fegyveres erők főparancsnoka, utasítást adott a légierőnek az Aszaddal szembenálló erők állásainak bombázására.

### A második kunajtirai offenzíva
A második kunajtirai offenzívát a szíriai felkelők indították 2015 októberében, hogy elfoglalják a kormánynak a kormányzóságban meglévő erődítményeit. Október 4-én két napnyi harc után a Szabad Szíriai Hadsereg felkelői elfoglalták Tall Ahmart, és október 10-én az ENSZ-hegy is a kezükre került. Október 24-re azonban mindazt, amit a felkelők a harcok alatt szereztek és rövid időre birtokoltak, a kormány visszaszerzett, és győzelmével ért véget az offenzíva.

### A visszaszoruló Iszlám Állam
2017 tavaszától orosz és amerikai támogatással a szír kormányerők és a kurd csapatok folyamatosan szorították vissza az Iszlám Állam harcosait az iraki határ felé. Az év végére Szíria egész területén sikerült felszabadítani a megszállt területeket.

### Patthelyzet
2019-től a polgárháború intenzitása egyre inkább visszahúzódott, ugyanakkor ezalatt Törökország több offenzívát indított el hogy a kurd területeket ellenőrzés alá vonja. 2022-ben a Szíriai Demokratikus Erők vezetője, Mazloum Abdi kijelentette, hogy a kurd erők hajlandóak együttműködni a szíriai kormányerőkkel a Törökország elleni védekezésben, és kijelentette, hogy „Damaszkusznak a légvédelmi rendszereit a török repülőgépek ellen kellene használnia”. Abdi elmondta, hogy a kurd csoportok képesek lesznek együttműködni a szíriai kormánnyal, és továbbra is megőrizhetik autonómiájukat. 2022 júliusában az SDF és a szíriai hadsereg terveket kovácsolt az aktív együttműködésre, hogy védelmi terveket hozzanak létre Törökország inváziója ellen. Az SDF azt mondta, hogy úgy érzik, hogy a kurd csoportok számára a legfőbb fenyegetést Törökország inváziója jelenti.
2023-ra a szíriai kormány és a lázadó csoportok közötti konfliktusban zajló aktív harcok többnyire alábbhagytak, de Északnyugat-Szíriában időnként fellángoltak. 2023 elején a jelentések azt mutatták, hogy az Iszlám Állam szíriai erőit többnyire legyőzték, és csak néhány sejt maradt különböző távoli helyeken.
2023-tól Törökország továbbra is támogatta a Szírián belüli különféle milíciákat, amelyek főként az SNA-ból álltak, és amely időszakonként megkísérelt bizonyos műveleteket indítani kurd csoportok, például a YPG/YPJ ellen. Erdoğan török elnök közleménye szerint az egyik kinyilvánított cél az volt, hogy Törökország szíriai határa mentén "biztonsági zónákat" hozzanak létre. A hadműveletek általában az Eufrátesztől nyugatra fekvő Tal Rifaat és Manbij régiókra, valamint más keletebbre fekvő területekre irányultak. Erdoğan elnök 2022 közepén Moszkvával folytatott tárgyalásain nyíltan kijelentette, hogy támogatja a műveleteket.

### Az ellenzék offenzívája
2024. november 27-én a Hay'at Tahrir al-Sham, és a többi ellenzéki csoport offenzívát indított a kormány erői ellen. Az offenzíva alatt elfoglalták Aleppó, Hamá és Homsz városát, a szintén ellenzéki Déli Front 2024. december 8-án elfoglalta Damaszkuszt, majd ezt követően bejelentették az Aszad-rezsimjének összeomlását. A rezsim bukása ellenére a harcok még nem értek véget, ugyanis a törökök által támogatott ellenzéki csoportok és a kurdok között folyamatosak az összecsapások, Izrael pedig 2024. december 8.-án megtámadta az országot.

## Atrocitások a civil lakosság ellen

### A kormányerők atrocitásai
A felkelés kitörését követően a kormányerők brutális eszközök bevetésével léptek fel a fegyvertelen rendszerellenes tüntetőkkel szemben is, majd a Szabad Szíriai Hadsereggel kialakult konfliktus során sem kímélték a civil lakosságot. Homsz ostroma során a civil lakosságra való tekintet nélkül bombázták a város lakónegyedeit, melynek köszönhetően 2012 áprilisáig az ostromlott városban 4464 fegyveres felkelő és civil vesztette életét A bombázásokban hunyt el Gilles Jacquier és Rémi Ochlik francia, illetve Marie Colvin amerikai újságíró is.
2012. március 9-én 30 tank hatolt be Homsz Karm al-Zejtún negyedébe, majd az azokat kísérő szíriai katonák (egyes források szerint a Sabiha kormánypárti paramilitáris alakulat tagjai) lemészároltak 47 nőt és gyermekeket, áldozataiknak elvágva a torkukat. A szíriai kormány nem tagadta a mészárlás tényét, de elkövetését a "fegyveres, terrorista bandákra hárította".
A legnagyobb nemzetközi felhördülést a 2012. május 25-i húlai mészárlás okozta. Ennek során a Sabiha milícia tagjai 108 fegyvertelen civilt mészároltak le, 25 férfit, 34 nőt és 49 gyermeket. további 300 személyt pedig megsebesítettek. Az országban tartózkodó ENSZ misszió tagjai másnap a városba látogattak, ahol részt vettek az áldozatok temetésén. Az esetet követően több ország megszakította diplomáciai kapcsolatait Szíriával, és a mészárlás nagymértékben hozzájárult ahhoz, hogy az SZSZH felmondja az akkorra már amúgy is csak papíron létező fegyverszünetet.
Június 6-án a Sabiha és a hadsereg közös akció keretében lemészárolta Kubair falu 55 – 78 lakosát. Az ENSZ megfigyelők azonnal megkíséreltek eljutni a helyszínre, egy szomszéd falu kormánypárti lakosai azonban meggátolták őket ebben, majd a visszaforduló ENSZ konvojra lőfegyverekkel támadtak rá. Mire végül sikerült eljutniuk a helyszínre, a legyilkolt lakosok hulláit eltüntették. Augusztus 17-én Al Tall városban – miután visszafoglalták a lázadóktól – 58 helyi lakost végeztek ki a katonák az SZSZH támogatásának vádjával.
November 26-án a Szíriai Légierő lázadó állásokat támadott Damaszkusztól keletre, ennek során egy vadászrepülő – a nemzetközileg betiltott – kazettás bombát dobott egy falura. A támadásban tíz gyermek életét vesztette, a damaszkuszi kormány azonban tagadta a vádakat, miszerint egyáltalán kazettás lőszerek lennének a hadsereg birtokában.
2013 januárjában egy Homsz melletti faluban, Haszvijában 106 személyt mészároltak le szíriai katonák. Néhányukat élve megégették, másoknak a torkukat késsel elvágták.
Májusban heves harcokat követően szíriai katonák elfoglaltak egy Banijasz melletti szunnita falut, ahol ellenzéki aktivisták jelentései szerint 51 – 100 civilt végeztek ki, majd május 3-án Banijasz szunniták által lakott negyedét rohamozták meg és itt is legyilkoltak 62 – 77 civilt.

### Atrocitások a felkelők részéről
A kormánycsapatok mellett a Human Rights Watch valamint az orosz kormány az SZSZH tagjait is megvádolta atrocitásokkal, melyek főként a kormánypártiak rovására történő gyilkosságokban, részben a vallási kisebbségek elleni atrocitásokban merülnek ki. A szíriai kormány jelentése szerint június 22-én az Aleppóhoz közeli Daret Izza faluban 26 kormánypárti személyt lőttek agyon felkelők.
Az aleppói csata idején számos esetben előfordult, hogy szíriai lázadók hadifoglyokat és Aszad-párti személyeket végeztek ki, tetteikről pedig amatőr videó felvételeket készítettek, melyeket videómegosztó portálokra töltöttek fel. A Human Rights Watch elítélte a történteket, háborús bűntettnek nevezve azt.
A The Sunday Times értesülései szerint az aleppói harcok alatt a lázadók élő pajzsként használták a civileket. Kisebb-nagyobb atrocitások azonban Aleppón kívül is előfordultak az ellenzéki fegyveresek részéről. 2012. augusztus 7-én felkelők egy Homsz melletti vendégházban 16 fegyvertelen civilt gyilkoltak le. Az áldozatok többsége keresztény és síita felekezetű volt, de szunniták is voltak köztük.
A fegyveres felkelés kitörését követően rendszeresen érik atrocitások a keresztény lakosságot a szélsőségesebb lázadók részéről. Homszban, a városért vívott csata idején fegyveresek többször támadtak keresztényekre, illetve rongáltak meg templomokat. Az ismétlődő támadások hatására a város teljes keresztény lakossága elmenekült, a Homsz melletti Kuszairban pedig június folyamán több helybéli keresztényt meggyilkoltak, a többieket pedig menekülésre kényszerítették.
2013 február 17-én a frissen elfoglalt al-Saddadi településen legkevesebb 10 helybéli munkást végeztek ki az Al-Nuszra Front lázadói.
Nagy felháborodást okozott egy május 14-én közzétett videófelvétel, melyen egy homszi lázadócsoport parancsnoka, Abu Sakkar (akit a Human Rights Watch már régóta háborús bűnök elkövetésével vádol) kivágta egy halott szíriai katona szívét, majd beleharapott, utána megfenyegetve az Aszad elnökhöz lojális katonákat, hogy hasonló sorsra fognak jutni. Abu Szakkar tettét több ország is hivatalosan elítélte, az ellenzéki koalíció pedig kijelentette, hogy ezért elszámoltatás vár a lázadóparancsnokra.
Június 10-én iszlamista felkelők nyilvánosan kivégeztek egy 15 éves fiút Aleppóban, aki állítólag ateistának mondta magát.
Június 12-én a kelet-szíriai Hatla faluban iszlamista felkelők 60 alavita felekezetű személlyel végeztek, akik állításuk szerint egy nappal korábban fegyveresen támadtak a lázadók állásaira.
Szeptemberben a keresztények által lakott Maalula faluban zajló harcok idején iszlamista fegyveresek egy helybéli keresztényt meggyilkoltak, egy másikat pedig erőszakkal áttérítettek az iszlámra.
A Human Rights Watch jelentése szerint 2013 augusztusában a lázadók egy offenzíva során atrocitásokat hajtottak végre Latakia kormányzóság több alaviták által lakott falujában. A jelentés szerint lázadó fegyveresek 190 alavita felekezetű személlyel végeztek, jelentős részüket szabályosan kivégezték, valamint mintegy 200 személyt túszul ejtettek és magukkal hurcoltak, miután a kormányerők ellentámadása következtében ki kellett üríteniük a megszállt területet. A mészárlás elkövetői elsősorban az iszlamista szervezetek voltak, az SZSZH részvételére vonatkozóan nem kerültek elő bizonyítékok. A HRW fegyverembargó életbe léptetését javasolta az ENSZ-nek a mészárlásban részt vevő szervezetek ellen.

### A Sabiha milícia
A Sabiha (nevének jelentése: szellem) szervezetet az 1980-as években alapította Namír el-Aszad, Háfez elnök unokatestvére. Háfez el-Aszad uralma alatt a milícia a szíriai rezsim egyik alappillérévé nőtte ki magát, Bassár el-Aszad uralmának kezdetén azonban – az elnök által elkezdett politikai reformok idején – jórészt feloszlatták őket. A tüntetések, majd a fegyveres felkelés kitörésekor azonban ismét felállították a Sabihát és főként rendvédelmi feladatokra alkalmazták őket.
A konfliktus alatt a szervezetet többször is megvádolták az ellenzéki tüntetők és civil lakosság elleni erőszakos cselekményekkel. Legelőször 2011 márciusában, Latakiában tűnt fel a Sabiha, amikor a milíciához tartozó géppuskások és mesterlövészek 21 tüntetővel végeztek. Alig egy hónappal később a Homsz elleni invázióban is szerepeltek, itt – ellenzéki állítások szerint – további 21 főt gyilkoltak meg. Júniusban szíriai menekültek azzal vádolták meg a Sabihát, hogy a hadsereggel együttműködve a felperzselt föld taktikáját alkalmazza a török határ menti térségben.
A szervezet nemzetközi hírnévre a húlai mészárlást követően tett szert, mikor a 108 halálos áldozattal járó gyilkossággal a Sabihát vádolták meg (a túlélők vallomásaira alapozva). A szíriai kormány azonban tagadta a szervezet vagy a hadsereg érintettségét.
2012. június 6-án a 78 halálos áldozattal járó kubairi mészárlást követően is a Sabiha felelőssége merült fel.
December 12-én vitatott körülmények között életét vesztette megközelítőleg 150 alavita személy a Hamá melletti Akrab faluban. Az SZSZH és a Human Rights Watch állítása szerint a faluban Sabiha milicisták sáncolták el magukat, akik az SZSZH támadását követően élő pajzsként használták a civileket. A tűzharc során a légierő is támadást hajtott végre több épület ellen, ezzel civilek halálát is okozva. Az eset körülményei azonban egyelőre nem tisztázódtak, Alex Thomson brit újságíró szemtanúkra hivatkozva a lázadókat vádolta meg a mészárlás elkövetésével.

## A vallási kisebbségek állásfoglalása

### A keresztények

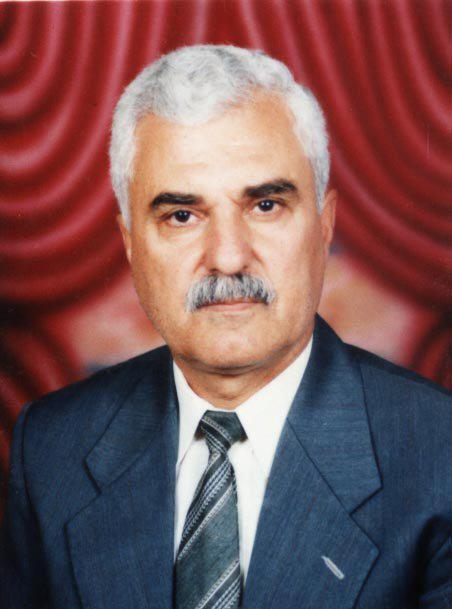
George Szabra, az SZNT harmadik elnöke

A szíriai keresztények – az alaviták mellett – az ország legnagyobb vallási kisebbségének számítanak. A számuk becslések szerint eléri a 2,5 milliót, ezzel a lakosság mintegy 10%-át teszik ki, legnagyobb számban Aleppó vidékén és Damaszkusz egyes negyedeiben élnek. Háfez és Bassár el-Aszad uralma alatt az általános vallási toleranciának köszönhetően teljeskörű vallásszabadságnak örvendtek. Ebben az időszakban több szíriai keresztény is ért el jelentős állami és társadalmi pozíciót, így például a 2012 júliusában öngyilkos merényletben meggyilkolt Davúd Radzsa, aki 2011 augusztusától haláláig az ország honvédelmi minisztere volt.
Ennek ellenére a felkelés kezdeti szakaszában a keresztények egy része is csatlakozott az ellenzékhez, csakhamar azonban visszakoztak egyes szélsőséges megnyilvánulások hatására. A konfliktus kezdeti szakaszában több szélsőséges szunnita tüntető olyan jelszavakat skandált, mint "a keresztényeket Bejrútba, az alavitákat koporsókba", valamint egy ellenzéki harcos kezében kettétört kereszttel, papi stólában fotózkodott. A keresztény lakosság így inkább megmaradt a kiszámíthatóbb Aszad-kormányzat oldalán.
A fegyveres felkelés kitörését követően azonban rendszerint érik atrocitások a keresztény lakosságot a szélsőségesebb lázadók részéről. Homszban, a városért vívott csata idején a lázadók többször támadtak keresztényekre, illetve rongáltak meg templomokat. Az ismétlődő támadások hatására a város teljes keresztény lakossága elmenekült. A konfliktus alatt többször történtek pokolgépes merényletek Damaszkusz és Aleppó keresztény negyedeiben is, a Homsz melletti Kuszairban pedig június folyamán több helybéli keresztényt meggyilkoltak, a többieket pedig menekülésre kényszerítették. A támadásokra válaszul Aleppó keresztény férfilakossága a lázadók előrenyomulásának hírére fegyverkezésbe kezdett. Szeptemberben, mikor az SZSZH megkísérelte a keresztények által lakott negyedek birtokbavételét, a helybeli örmény és ortodox lakosság a szíriai hadsereg védelmére sietett és súlyos harcok árán visszaverték a támadást.
A konfliktus eszkalálódását követően keresztények százezrei választották a menekülést az országból, jelentős részük nem is számol a visszatérés lehetőségével. A menekültek – elmondásuk szerint – attól félnek, hogy a rezsim bukása esetén hittársaik az iszlamisták támadásainak célpontjaivá válnak, akárcsak az iraki keresztények Szaddám Huszein rendszerének bukását követően. Az SZNT azonban a keresztény lakosság félelmeinek csökkentése és az ellenzék oldalára való állítása érdekében, 2012. november 9-én Dohában egy keresztényt választott meg a szervezet elnökévé, George Szabra személyében.
Ennek ellenére a keresztény lakosság zaklatása továbbra is folytatódott. December végén egy lázadó csoportosulás lerohanással fenyegette meg Hamá kormányzóság két, többségében keresztények által lakott települését, amennyiben a lakosok nem kelnek fel fegyveresen a kormánycsapatok ellen. Április 23-án Aleppó mellett iszlamista fegyveresek elrabolták az Asszír és a Görög Ortodox Egyházak püspökeit. Júniusban Francois Mourad ferences szerzetest lőtték agyon az Al-Nuszra Front fegyveresei, azzal az indokkal, hogy megtalálták nála a szíriai kormány néhány tisztségviselőjének az elérhetőségét.
2013 októberében a szíriai görögkatolikus pátriárcha azt nyilatkozta a BBC-nek, hogy az országban élő keresztény lakosság mintegy negyede, hozzávetőlegesen 450 000 ember menekült el addigi lakóhelyéről.

### Az alaviták és drúzok
A keresztények mellett Szíria legjelentősebb vallási kisebbségei a közel 2,6 millió főt kitevő alaviták és a 700 000 főt kitevő drúzok Az alaviták hagyományosan csak az ország nyugati, Földközi-tengerrel határos részén éltek, de az (ebbe a közösségbe tartozó) Aszad-család hatalomra kerülését követően jelentős méretű alavita közösségek alakultak ki Hamá és Homsz városokban, de kisebb-nagyobb számban Szíria más nagyvárosaiban is élnek, így Damaszkuszban is. Becslések szerint a konfliktus kitörésekor megközelítőleg az ország lakosságának 12%-a tartozott ehhez a felekezethez.
A szíriai alaviták többsége a konfliktus kitörését követően leginkább a fennálló politikai hatalom oldalán sorakozott fel. Többségük úgy gondolja, hogy Aszad támogatásával a "nemzeti egységet" tartja fenn, míg a lázadók súlyos veszélyt jelentenek az ország vallási kisebbségeire nézve. Ezt az álláspontot alátámasztani látszik, hogy már a tüntetések kezdeti szakaszában egyes ellenzékiek a "keresztényeket Bejrútba, alavitákat a koporsóba" jelmondatot skandálták, a későbbi fegyveres harcok során pedig egyes szélsőséges lázadók atrocitásokat hajtottak végre alaviták ellen. Egyes alavita politikai körök a rezsim bukása esetére egy tervet is kidolgoztak az 1920 – 1936 között francia fennhatóság alatt létezett alavita állam újbóli felállítására, mely Latakia és Tartúsz kormányzóságokat foglalná magába (mindkét közigazgatási egység lakosságnak többsége ehhez a felekezethez tartozik).
2012 októberében Háfez el-Aszad szülőfalujában, Kardahában az alavita otmán klán és Bassár el-Aszad nagybátyja, Mohamed el-Aszad Sabiha-parancsnok között konfliktus robbant ki, melynek kiváltó oka a klán vezetőjének Aszad elnököt elítélő nyilatkozata volt. A két fél közt fegyveres összecsapásra került sor, melynek során Mohammed el-Aszad súlyosan megsebesült. A szíriai kormány katonákat küldött a faluba az otmán klán fegyvereseinek megfékezésére.
Szíria drúz lakossága nem foglalt egyöntetűen állást egyik oldalon sem. A főként Dzsebel al-Drúznak nevezett térségben (az ország déli részén, Szuvajdá kormányzóságban) élő vallási kisebbség igyekszik kimaradni a konfliktusból, ennek köszönhető, hogy a régió maradt Szíria legbékésebb térsége. Habár néhány, az ellenzék oldalán agitáló drúz aktivista megkísérelte a kormányellenes tüntetések szervezését, a lakosság csak kis része vett részt benne.
Az Idlib kormányzóság területén, mintegy 15 településen élő drúz lakosság azonban jobbára az ellenzéket támogatja. Habár fegyveresen nem vesznek részt a harcokban, falvaikban kórházakat működtetnek, ahol a harcok során megsebesült lázadókat részesítik orvosi ellátásban.
A polgárháború megosztotta az Izrael által 1967 óta megszállva tartott, de a nemzetközi közösség által de iure Szíria részének tekintett Golán-fennsík mintegy 20 000 fős drúz lakosságát is (a megosztottság előidézésében fontos szerepet játszottak a Szíriából ideérkező menekültek). Míg egyesek Aszad mellett foglalnak állást, akit a Golán-fennsík "jövendőbeli felszabadítójának" tekintenek, mások az elnökben az erőszak kezdeményezőjét látják. A megosztottság időnként heves összeütközésekbe torkollott, mikor 2012 júliusában lázadópárti tüntetők vonultak fel, Aszad lemondását követelve. A drúz közösség vezetői megtiltották a nyílt állásfoglalást, száműzetést helyezve kilátásba a "felforgatók" ellen. Augusztus folyamán Mazsdal Samsz faluból két személyt ki is tiltottak.
A polgárháború kitörése óta több tucat drúz lakos folyamodott izraeli állampolgárságért, melyet korábban – Szíriához való hűségük jeleként – nem voltak hajlandóak felvenni. Az állampolgárságért folyamodó drúzok többsége abbeli aggályait fejezte ki, hogy Aszad félreállítása intoleranciát fog szülni a szíriai vallási kisebbségekkel, így a drúzokkal szemben is.

## Külföldi állampolgárságú civil áldozatok

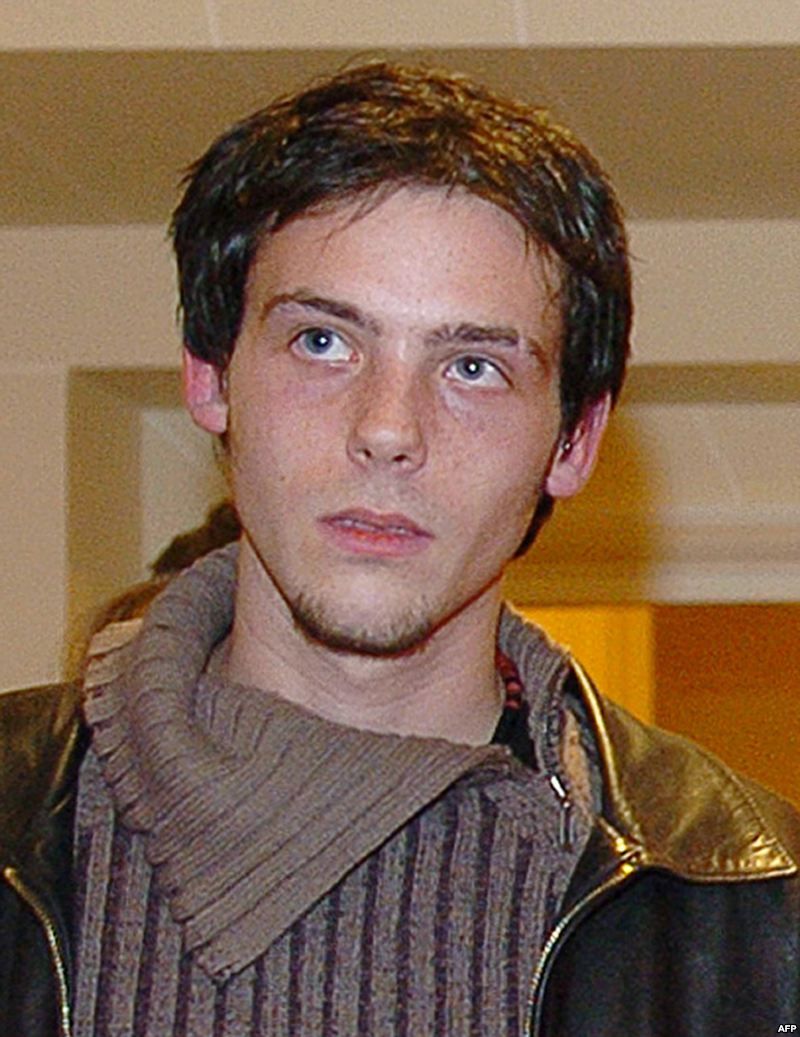
Rémi Ochlik

A konfliktus kitörése óta 642 – 1548 külföldi állampolgárságú személy vesztette életét. Ezeknek többsége az országban levő menekülttáborokban élő palesztinok közül kerül ki. A táborok ellen – mindkét fél részéről – végrehajtott támadásoknak megközelítőleg 700 civil áldozata volt a PFSZ szerint, ezeknek többsége a Damaszkusz melletti Jarmúk menekülttáborban halt meg. Szíria területén további 21 iraki civil halt meg (köztük két újságíró), akik az országban dolgoztak. Szeptemberben a Dajr ez-Zaur kormányzóságban zajló harcok során egy eltévedt lövedék egy iraki határvárosban csapódott be, egy négyéves kislány életét vesztette, négy másik személy pedig megsebesült.
A szíriai harcok különösen gyakran kiterjedtek Libanon területére, melynek határvidékét a mindkét fél gyakran felvonulási területként használta. A harcok és határincidensek során legkevesebb 24 libanoni halt meg. Egy síita zarándok egy busz elleni aknagránát támadásban halt meg a szíriai határon (négy szíriai határőrrel együtt), májusban pedig egy, a határ térségében tartózkodó vadászt lőttek le szíriai katonák. 2012. júliusában SZSZH lázadók lépték át a libanoni határt, az őket üldöző katonai alakulatok aknavetőkkel intéztek támadást néhány észak-libanoni falu ellen. Az incidensben 5 személy vesztette életét. Néhány nappal később a hadsereg egy újabb bombázásában három fő vesztette életét. Az ismétlődő támadásokra hivatkozva, libanoni ellenzéki csoportok kéréssel fordultak az ENSZ-hez, hogy az ország déli részén állomásozó békefenntartók egy részét telepítsék át a szíriai határra, ezt azonban a Szíria-barát kormány határozottan ellenezte.
A harcok folyamán 16 török állampolgárságú civil vesztette életét, öt fő egy határincidensben, három egy robbanásban a szíriai határ mellett a többiek a Szíria területén zajló harcokban.
A konfliktus alatt több külföldi újságíró is életét vesztette, köztük a japán állampolgárságú Mika Jamamoto Aleppóban, a francia állampolgárságú Gilles Jacquier és Rémi Ochlik Homszban, az amerikai állampolgárságú Marie Colvin szintén Homszban, valamint két brit újságíró egy török határ melletti faluban. 2013. január 18-án Yves Debay belga-francia kettős állampolgárságú újságíróval végzett egy mesterlövész Aleppóban.
2013. decemberében egy brit állampolgárságú sebész – akit Damaszkuszban tartottak börtönben – ismeretlen körülmények között életét vesztette.
A halálos áldozatok száma országonként:
| Ország                    | halálos áldozatok száma |
| ------------------------- | ----------------------- |
| Palesztina                | 2365                    |
| Törökország               | 74                      |
| Irak                      | 47                      |
| Libanon                   | 42                      |
| Jordánia                  | 27                      |
| Szaúd-Arábia              | 23                      |
| Szomália                  | 15                      |
| Egyiptom                  | 12                      |
| Líbia                     | 9                       |
| Tunézia                   | 9                       |
| Egyesült Királyság        | 6                       |
| Amerikai Egyesült Államok | 5                       |
| Franciaország             | 4                       |
| Szudán                    | 4                       |
| Afganisztán               | 3                       |
| Japán                     | 3                       |
| Ausztrália                | 2                       |
| Kuvait                    | 2                       |
| Azerbajdzsán              | 1                       |
| Belgium                   | 1                       |
| Görögország               | 1                       |
| Olaszország               | 1                       |
| Oroszország               | 1                       |
| Izrael                    | 1                       |
| Jemen                     | 1                       |
| Hollandia                 | 1                       |

A lista kizárólag a civil áldozatokat tartalmazza, a lázadók közt harcoló külföldi harcosokat nem.

## Menekültek

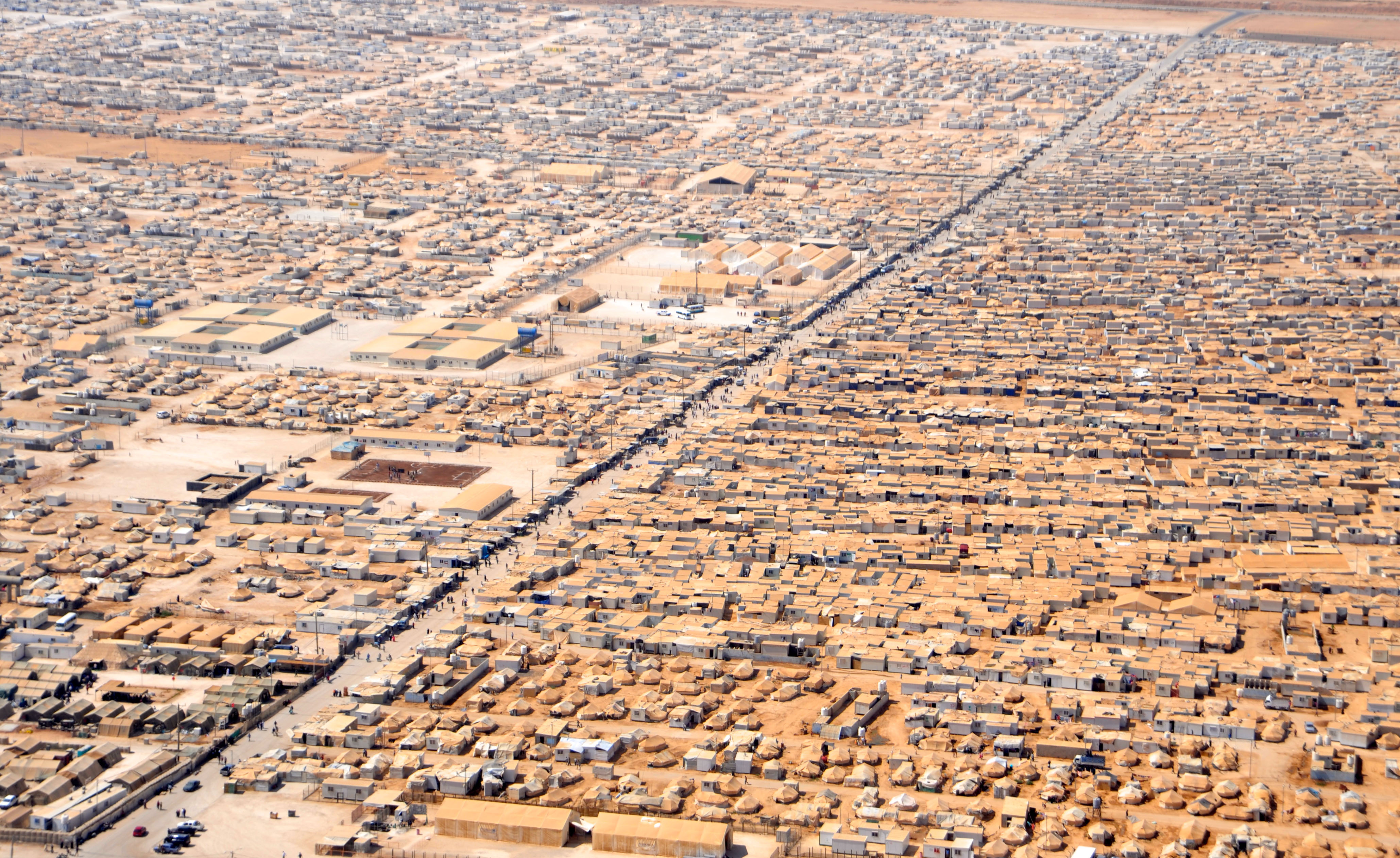
Menekülttábor Jordániában, 2013 júliusában

Az egyre súlyosbodó konfliktus elől több százezer szíriai menekült külföldre, 2012 októberében számukat már legkevesebb 470 000 főre becsülték. A menekülők elsődleges célpontja Törökország, ahol legkevesebb 120 000 szíriai lelt menedékre. A török kormány az őket befogadó menekülttáborokat Hatay tartományban, a szíriai határ mellett hozta létre. További mintegy 185 000 ember menekült Jordánia területére, Libanonba pedig mintegy 90 000. Mintegy 35 000 szíriai kurd menekült Észak-Irakba, az autonóm Kurdisztán régióba.
Ehúd Bárák izraeli védelmi miniszter kijelentette, hogy országa nem hajlandó fogadni egy menekültáradatot az Izrael által megszállt Golán-fennsíkon, viszont hozzájárult néhány – főként alavita és drúz – menekült ideiglenes letelepedéséhez. Emellett izraeli karitatív csoportok segítenek Jordániában a menekültek letelepítésében és ellátásában.

## Dezertálások
Már a kezdeti tüntetések során elkövetett erőszakos cselekmények, esetleg a tüntetőkhöz fűződő kapcsolat arra késztetett több befolyásos közéleti személyiséget, politikust és katonát, hogy az elnök támogatóinak táborát otthagyja és átálljon az ellenzékhez. Az al-Dzsazíra által 2012. november 25-én közzétett lista alapján, eddig a dátumig 73 magas rangú politikus és katonatiszt dezertált, köztük a kormány három minisztere, négy parlamenti képviselő, 13 diplomata és 53 katona főtiszt. Az Aszad-rezsimet legsúlyosabban Rijád el-Aszad ezredes dezertálása érintette, aki a már átállt katonatisztekkel együtt megalapította a Szabad Szíriai Hadsereget. Ennek az alakulatnak elsőként szintén a hadseregből szökött katonák lettek a tagjai.
Neves dezertálók voltak még Manaf Tlassz, a Szíriai Köztársasági Gárda korábbi dandártábornoka, Navaf al-Fáresz, Szíria iraki nagykövete, illetve a legmagasabb rangú politikus, aki átállt az ellenzékhez, Rijád Fárid Hidzsáb volt, aki 2012. június 23. – augusztus 6. között az ország miniszterelnökének a tisztségét töltötte be. December elején a külügyminisztérium szóvivője, Dzsihád Makdiszi is elhagyta az országot, előbb Bejrútba, majd Londonba menekülve. December 26-án a katonai rendőrség főparancsnoka, Abdel-Azíz Dzsászim as-Salal hagyta el a kormány támogatóinak táborát és hitet tett a felkelők mellett.

## Nemzetközi reakciók

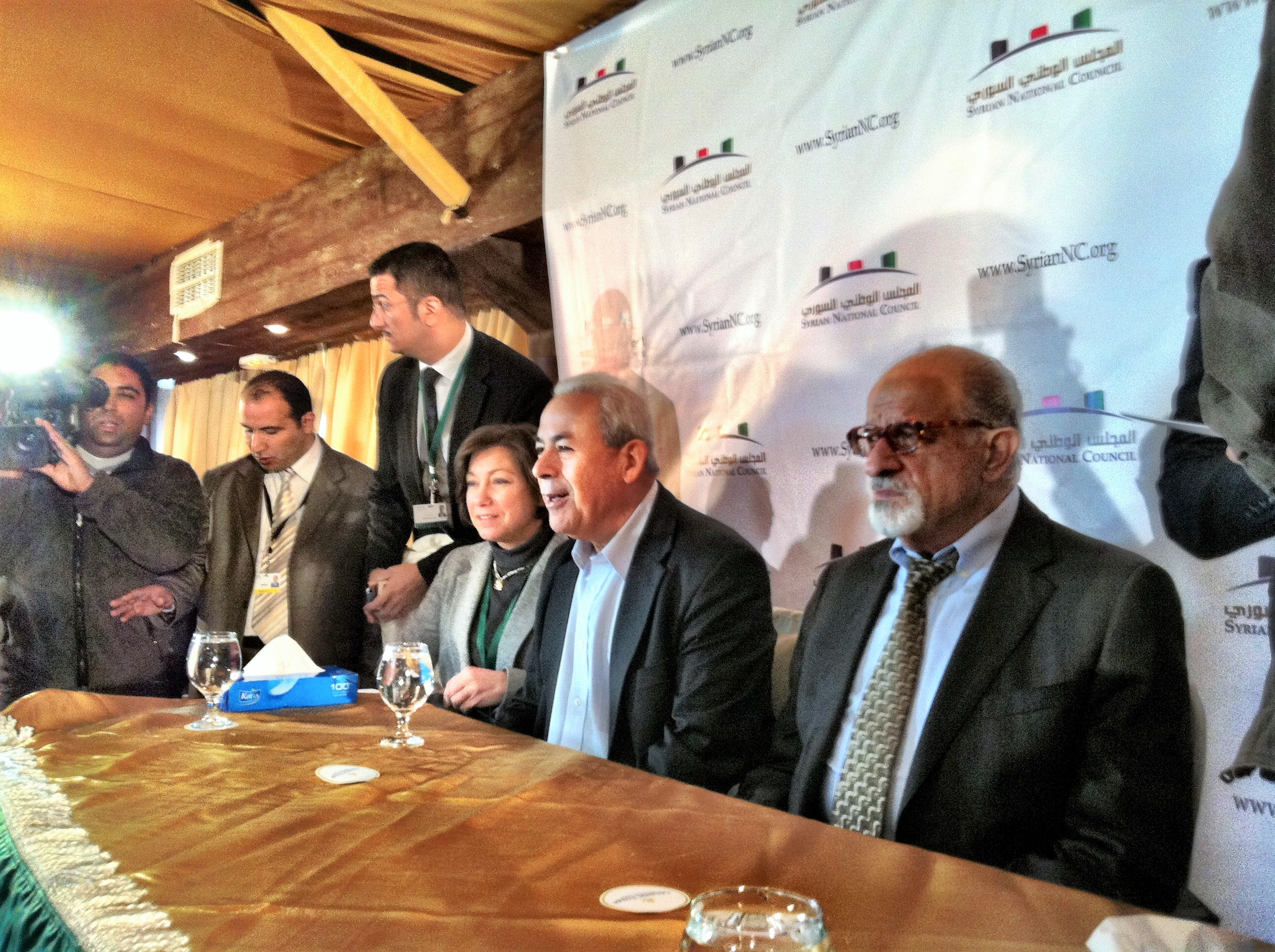
Az SZNT három tagja egy tuniszi értekezleten, 2011. december 19-én

A szíriai tüntetők elleni erőszakot az ENSZ, az EU és több ország is elítélte. Venezuela elnöke, Hugo Chávez megjövendölte, hogy az Egyesült Államok Líbiához hasonlóan Szíriában is be fog avatkozni a zavargásokba. Az USA külügyminisztere, Hillary Clinton azonban kijelentette, hogy habár elítélik az erőszak alkalmazását, az ország nem tervez katonai beavatkozást. 2012. szeptemberében Hillary Clinton felvetette a szíriai légtér részleges lezárásának ötletét.
Az április 25-i eseményeket, mikor a szíriai hadsereg tankokat is bevetett a darai tüntetők ellen, a világ több országa elítélte. Olaszország és Franciaország felszólította az ENSZt szankciók bevezetésére Szíria ellen, Nagy Britannia és az Egyesült Államok közölte, hogy mérlegeli a lehetséges lépéseket. A szíriai vezetés erőszakos fellépését Pan Gimun ENSZ főtitkár is elfogadhatatlannak nevezte.
Az ENSZ BT április 28-án egy elítélő nyilatkozatot szeretett volna közzétenni, amelyet Nagy-Britannia, Németország, Franciaország és Portugália közösen nyújtott be, de ez azonban Oroszország, Kína és Libanon tiltakozása miatt meghiúsult. Az orosz ENSZ nagykövet-helyettes, Alekszandr Pankin az ország ellenkezését azzal magyarázta, hogy még a szíriai események nem jelentenek fenyegetést a nemzetközi biztonságra, de egy esetleges ENSZ beavatkozás polgárháborúvá mélyíthetné a konfliktust.
Augusztus 23-án az ENSZ szankciókkal sújtott öt szíriai tábornokot, a teljes szíriai katonai- és polgári hírszerzést, valamint az iráni Forradalmi Gárda Al-Kudsz (Jeruzsálem) nevű különleges egységét is, mert az a vádak szerint a zavargások kitörése óta technikai segítséget nyújt a szír biztonsági erőknek a mozgalom elfojtásához.
November 12-én az Arab Liga 18 támogató és 3 ellenző (Libanon, Jemen és Szíria) szavazattal kizárta az országot tagjai közül. Szíriával szemben szankciókat is bevezettek és visszahívták nagyköveteiket az országból, illetve meghívták az ellenzéki mozgalom vezetőit egy tárgyalás megkezdésére a békés átmenetről. A kizárásra válaszul másnap kormánypárti tüntetők támadtak Katar, Törökország és Szaúd-Arábia nagykövetségeire Damaszkuszban. Válaszul Katar és Törökország visszahívta nagyköveteit az országból.
II. Abdullah jordán király az arab országok vezetői közül elsőként felszólította Aszad elnököt a lemondásra. Ugyanakkor kijelentette, hogy az elnöknek kötelessége gondoskodni egy békés átmenetről.
November 15-én a Szíriai Nemzeti Tanács ismét elutasította egy esetleges külföldi katonai beavatkozás lehetőségét és Oroszországot kérte fel az elnök lemondásának elérésére. Az orosz külügyminisztérium ígéretet tett az Arab Ligával való együttműködésre, de az ellenzéki tanács elismerése fel sem merült. Moszkva tárgyalásra szólította fel a feleket és az erőszak beszüntetésére.
2011. november 19-én az al-Dzsazíra cikke felteszi a kérdést, miszerint "Szíriában vajon polgárháború van-e". Megállapítja, hogy "a szíriai felkelés vezetői mindig is békés tüntetéseket akartak, de a katonaságból átállók ellenállnak és harcolnak." Elgondolkodik továbbá azon, hogy mi lesz Szíria sorsa és a megosztott nemzetközi közösség vajon mit fog tenni az ügyben.
Miután november 22-én egy szaúdi állampolgárt is meggyilkoltak a biztonsági erők, a Perzsa-öböl menti országok felszólították állampolgáraikat az ország elhagyására.
Február 4-én, a szíriai hadsereg előző napi brutalitása ellen tiltakozva (melynek 260 civil esett áldozatul), tüntetések zajlottak Szíria londoni, berlini és washingtoni nagykövetségénél, valamint tüntetők megrongálták Szíria kuvaiti nagykövetségét és megostromolták, valamint felgyújtották a kairói nagykövetséget. Később hasonló támadás érte a canberrai és varsói nagykövetségeket is.
Szintén február 4-én az ENSZ BT megkísérelt egy – az Aszad-rezsimet nemzetközi nyomás alá helyező – dokumentumot elfogadtatni a tanács tagjaival, a tervezetet a 15 tagból 13-an támogatták, de Kína és Oroszország megvétózta. Susan Rice amerikai ENSZ nagykövet az esetet követően kijelentette, hogy az orosz és kínai vétó szégyenletes és azt mutatja, hogy a két ország célja a szíriai népet "felkínálni egy zsarnoknak".
Február 18-án az NBC News az amerikai védelmi minisztérium munkatársaira hivatkozva beszámolt arról, hogy amerikai drónok (pilóta nélküli repülőgépek) figyelik a szíriai hadsereg mozgását, műveleteit, valamint lehallgatják a kormány és a hadsereg parancsnoksága közötti üzenetváltásokat. Az NBC forrásai azonban leszögezték: a felderítések nem tekinthetőek egy esetleges amerikai katonai beavatkozás előkészítésének Bassár el-Aszad elnök rezsimje ellen. A szíriai kormány erre válaszul "terrorista cselekedettel" vádolta meg az Egyesült Államokat, felszólítva az ENSZ-et, hogy lépjen fel a szíriai belügyekbe való beavatkozás ellen.
Február 24-én Tunézia fővárosában, Tuniszban nemzetközi konferenciára került sor a szíriai válság rendezése kapcsán, az Arab Liga, az EU, Törökország és a szíriai ellenzék képviselőinek jelenlététben, a konferencián azonban Kína és Oroszország tiltakozásként nem vett részt. A mintegy 70 ország külügyminisztereinek tanácskozásán számos lehetséges megoldás felmerült a válság kezelésére, így az EU részéről bevezetendő embargó és a szíriai lázadók felfegyverzése is szóba került a lehetséges megoldások között (ez utóbbit főként Franciaország és Szaúd-Arábia képviselői támogatták), sőt a tunéziai elnök, Monszef Marzúki felajánlotta lehetséges megoldásnak, hogy a szíriai elnök Ali Abdullah Száleh jemeni elnök példájára vonuljon önkéntes száműzetésbe Oroszország területére, a javaslat azonban nem nyerte el a szíriai ellenzék tetszését, akik háborús bűnösként tekintenek Aszadra, és bíróság elé szeretnék állítani. A konferencia zárónyilatkozatában végül ismételten felszólították Damaszkuszt, hogy hagyjon fel az erőszak minden formájával és tegye lehetővé a nemzetközi segélyszervezetek bejutását az országba. Egy konkrét lépés kidolgozásának a hiánya miatt azonban Szaúd-Arábia külügyminisztere Szaúd al-Fejszál tiltakozásként elhagyta a konferenciát még annak befejezése előtt.
Szíria hivatalos közleményében ellenséges lépésnek nevezte a tuniszi konferenciát és kijelentette, hogy ellenségeinek tekinti annak résztvevőit, a szóvivő szerint a gyűlés a "szíriai terrorizmus" támogatására szolgált.
A Szíriai Nemzeti Tanács március 12-én az ENSZ BT sürgős összehívását kérte, miután a szíriai hadsereg az SZSZH által kiszivárogtatott információk szerint 47 nőt és gyermeket lemészárolt Homszban. A felkelők videófelvétellel is alátámasztották állításukat. A szíriai állami televízió azonban a "fegyveres terrorista bandákat" vádolta meg a mészárlással.
A Human Rights Watch március végén nyilatkozatot tett közzé, melyben a biztonsági erők tagjai és Aszad támogatói elleni atrocitásokkal vádolta meg a felkelőket is, ugyanakkor kijelentette, hogy ezek nem a Szíriai Nemzeti Tanács utasításaira történnek, viszont az SZNT feladata felszólalni a kínzások és kivégzések ellen.
Április 1-jén több mint 70 ország képviselői Isztambulban újabb konferenciát tartottak, melynek végén Hillary Clinton amerikai külügyminiszter ismételten felszólította Bassár el-Aszad elnököt a vérontás befejezésére. William Hague brit külügyminiszter ezt nyomatékosítva kijelentette, hogy országa jelentős mértékben megnöveli a továbbiakban a szíriai ellenzéknek nyújtott pénzügyi támogatás mértékét.
Április 5-én az ENSZ BT egyhangú nyilatkozatban felszólította a szíriai kormányt, hogy öt napon belül vonja ki katonáit a lázongó városokból. A szíriai kormány közleményében kijelentette, hogy elfogadják a Kofi Annan megbízott által kidolgozott tűzszünetről szóló javaslatot, amennyiben a felkelők írásban garantálják annak betartását. Rijád el-Aszad, az SZSZH elnöke azonban leszögezte, hogy a szervezet hajlandó elfogadni a tűzszünetet, de nem hajlandó ezt írásban garantálni a kormány irányába, mivel nem ismeri el azt az állam hivatalos képviselőjének. Később azonban, április 12-én a tűzszünet az írásos garancia nélkül is életbe lépett.
Nagy nemzetközi felháborodást okozott a május 25-i húlai mészárlás, melynek során a szíriai hadsereg és/vagy a Sabiha milícia 108 fegyvertelen civilt mészárolt le Húla városban. Az eseményre válaszul, Franciaország kiutasította a szíriai nagykövetet az országból, valamint Ausztrália is távozásra szólított fel két szíriai diplomatát, egyúttal buzdítva más országokat is, hogy hasonlóképpen cselekedjenek. Néhány nap múlva az Egyesült Államok is kiutasította a szíriai diplomácia képviselőit az országból, majd május 31-én Panama is hasonlóan cselekedett. Válaszul a szíriai kormány "nemkívánatos" személyekké nyilvánította több ország diplomatáit.
Június 12-én Hervé Ladsous, az ENSZ békefenntartó misszióinak főfelelőse kijelentette, hogy a szíriai felkelést már "nyugodt szívvel" lehet polgárháborúnak tekinteni, mert a harcok intenzitása akkora, hogy ezt a fokot tulajdonképpen el is érte. A lázadó erők már nagy területeket is az ellenőrzésük alatt tartanak, melyekért a szíriai hadsereg szabályos, nyílt csatákat vív.
December elején az EU közölte, hogy minimálisra csökkenti a jelenlétét a szír fővárosban, egy korábbi fegyveres támadásra hivatkozva, melyben két osztrák ENSZ megfigyelő megsebesült. Ezt követően biztonsági okokra hivatkozva Magyarország is felfüggesztette diplomáciai tevékenységét a fővárosban.

### A kormány támogatói

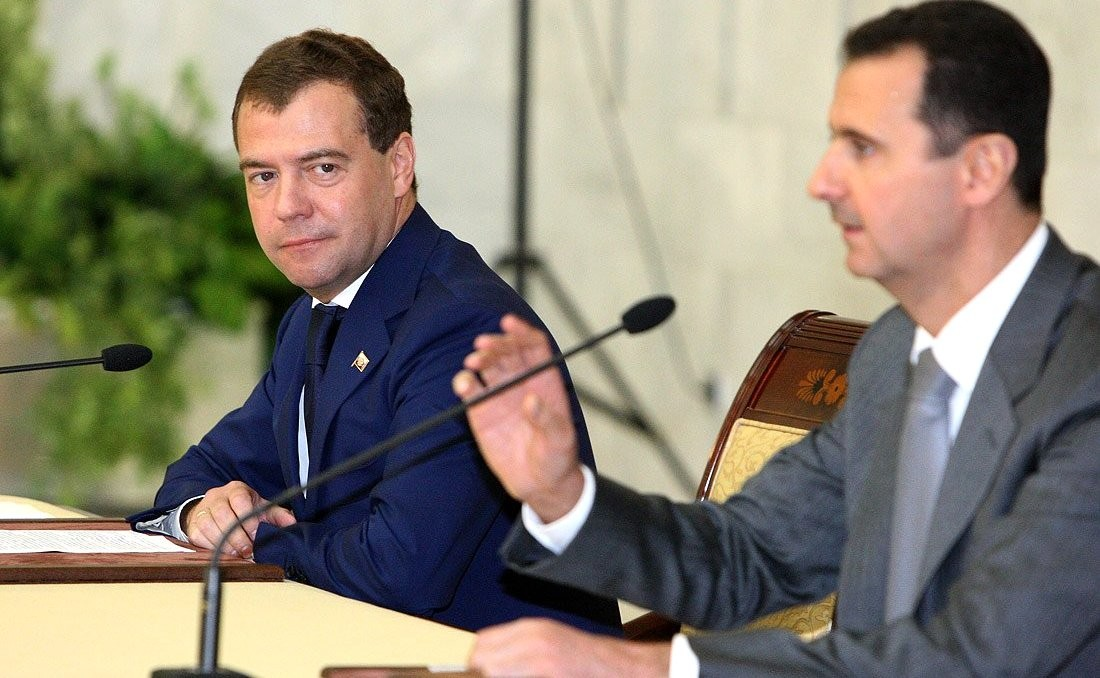
Bassár el-Aszad Dmitrij Medvegyev társaságában egy sajtókonferencián

A szíriai kormány legjelentősebb támogatóinak Oroszország és Irán számítanak. Oroszország támogatása elsősorban a – már hidegháború idején kialakult – hagyományos orosz – szíriai gazdasági és politikai szövetségnek köszönhető, melynek "jelképeként" Tartúszban orosz haditengerészeti kikötő működik. Oroszországnak így érdeke fenntartani az Aszad-rezsimet, egyrészt mivel bukása esetén az összes orosz – szíriai szerződés és orosz befektetés semmissé válhatna, másrészt presztízs okokból is, mivel a tartúszi katonai támaszpont az egyetlen olyan orosz katonai bázis, mely a néhai Szovjetunió határain kívül található.
Az orosz politikai vezetés ennek megfelelően a konfliktus során fegyvereket és katonai kiképzőket küldött a szíriai hadsereg számára. Január 13-án Tartúsz kikötőjében egy orosz hadihajó kötött ki, 30-60 tonna lőszerrel, megsértve ezzel az ENSZ által Szíria ellen elrendelt fegyverembargót. A hajó két nappal azelőtt a tomboló vihar elől Ciprus Limassol nevű kikötőjében keresett menedéket, ahonnan a hatóságok csak azt követően engedték el, hogy a kapitány megígérte az útvonal módosítását. A kikötő elhagyása után azonban kikapcsolták a jármű nyomkövetését célzó berendezéseket és a török haditengerészet információi szerint megérkezett eredeti rendeltetési helyére. Pár nappal később Moszkva 36 darab Jak–130-as harci repülőgépet adott el Szíriának. A Human Rights Watch szervezet "erkölcstelennek" nevezte, hogy Oroszország támogatja a szíriai rezsimet. A fegyverszállítmányok miatt előbb a Human Rights Watch, majd az Amnesty International is tiltakozását fejezte ki.
Március végén Oroszország bejelentette, hogy leállították az SZ–300-as rakétarendszer szállítását Szíriának, az erőteljes nyugati nyomás hatására. A védelmi minisztérium azonban közölte, hogy továbbra is folytatja a Buk-M-2 és Pancyr légvédelmi rakéták szállítását. Ennek ellenére, 2012 júniusában Vlagyimir Putyin orosz elnök cáfolta a vádakat, miszerint az ország állást foglalna a polgárháborúban.
2012 decembere és 2013 januárja között az orosz hadvezetés több hadihajót – fedélzetén hadianyaggal és katonákkal – a Földközi-tenger Tartúsz környéki részére vezényelt, az orosz védelmi minisztérium hivatalos közlése szerint csak azért, hogy szükség esetén kimenekíthessék az országban tartózkodó orosz állampolgárokat. 2013 májusában pedig Oroszország Yakhont hajó-elleni rakétákat küldött a szíriai hadvezetés számára, melyet feltételezések szerint egy esetleges külföldi intervenció esetén vetne be a szíriai hadsereg.
A fegyveres támogatás mellett azonban Oroszország és Kína rendre megvétózta az összes ENSZ BT elé kerülő javaslatot, mely a szíriai kormány ellen irányult. A kínai külügyminiszter szerint erre országa részéről azért került sor, mert Kína Szíriában egy békés átmenetet szeretne biztosítani és nem a fennálló rezsim támogatása volt a cél.
A kormány másik nagy támogatója, Irán, nemcsak passzívan, hanem aktívan is részt vett a konfliktusban. Az iráni országvezetés a Forradalmi Gárda 15 000 elit katonáját küldte Szíriába, Aszad megsegítésére. Az ország emellett rendszeresen küldött fegyvert, üzemanyagot és technikai eszközöket a szíriai hadseregnek. A lázadók drónok bevetésével is megvádolták az iráni hadsereget.
2012 márciusban szíriai ellenzéki szervezetek Bassár el-Aszad egy bennfentesének köszönhetően feltörték az elnök és felesége e-mail postafiókját, melynek révén kiderült, hogy az elnök a felkelés kitörése óta mintegy 3000 üzenetet kapott az iráni országvezetéstől, melyek az ellenzéki mozgalmak vérbefojtására vonatkozó tanácsokat tartalmaztak. Július 25-én a Forradalmi Gárda egyik tisztje országa nevében kijelentette, hogy Irán soha, semmilyen körülmények között nem fog hozzájárulni egy szíriai rezsimváltáshoz.
Oroszországon és Iránon kívül a kormány aktív fegyveres támogatásban részesült a libanoni (síita) Hezbollah részéről is. A szervezet harcosai főként a Damaszkuszért és Zabadániért vívott összecsapásokban vettek részt, az egyik incidens során a Hezbollah egyik parancsnoka és alapítója, Ali Husszein Nasszif is életét vesztette.
A szíriai konfliktus megosztotta a teljes iraki közvéleményt és politikusi réteget is. Az ország többségében síita lakossága és a szintén főként síitákból álló kormány Aszad rezsimjével szimpatizál. Núri el-Máliki miniszterelnök szerint ennek főként stratégiai okai vannak, ugyanis egy szunnita kormány hatalomra kerülése Damaszkuszban az Irak nyugati részén lakó szunnita lakosság megerősödését vonná maga után, mely Szaddám Huszein és az iraki Baasz Párt bukása óta "szent háborút" vív az ország síita lakossága ellen. Az iraki kormány ennek megfelelően tüntetőleg távol maradt az Arab Liga azon üléséről, melynek keretében megfosztották Szíriát tagságától, valamint hozzájárult az iráni Forradalmi Gárda alakulatainak átkeléséhez az ország területén, az iráni fegyverszállítmányok célba jutása ellen sem emelt akadályt. Mindemellett az iraki kormány rendszeresen szállít üzemanyagot a szíriai hadsereg számára, az országból pedig önkéntes síita harcosok érkeztek Szíriába, a kormány támogatására. Velük szemben az iraki szunnita mudzsáhidek rendszeres fegyveres támogatásban részesítik a szíriai felkelőket, illetve sokan közülük nagy számban vesznek részt az SZSZH vagy az iszlamista szervezetek katonáiként a polgárháború harcaiban.
Egy londoni újság értesülése szerint 2013-ban több mint 200 jemeni síita (húti) harcos érkezett Szíriába, ahol a Hezbollahhal szorosan együttműködve vesznek részt a harcokban.
A felsoroltakon kívül a szíriai kormány még kisebb mértékű támogatásban részesült Venezuela részéről, mely legkevesebb három hajónyi üzemanyagot küldött Szíriába. Az ország elnöke, Hugo Chávez nyíltan is kifejezte támogatását Aszad elnök irányába.
Az ENSZ Észak-Koreát is megvádolta fegyverek küldésével a szíriai hadsereg számára. 2012. szeptember 21-én az iraki hatóságok megtagadták az ország légterébe való belépést egy, valószínűleg fegyvert szállító észak-koreai repülőgép számára, mely Szíriába tartott.

### Az ellenzék támogatói

Közel-keleti országok viszonyulása a polgárháborúban harcoló felekhez. A sötétzöld színnel jelölt országok fegyver és katonai felszerelés-szállítmányokkal támogatják a felkelőket; a sötétkékkel jelölt országok a kormányt részesítik fegyveres támogatásban. A sárgával jelölt Irak egyaránt rendelkezik a felkelőket és a kormányt támogató csoportokkal; a világoskékkel jelölt Libanon hivatalosan nem támogatja egyik felet sem, az országban tevékenykedő Hezbollah azonban részt vesz a kormány oldalán a harcokban.

A szíriai harcok során a felkelők ügyét már a kezdetektől felkarolta több ázsiai és európai ország is. A nyugati nagyhatalmak közül Franciaország és az Egyesült Királyság bizonyult a legaktívabbnak a lázadók támogatását illetően. A Reuters értesülései szerint 2012 júniusában brit SAS kommandósok felderítő akciókat hajtottak végre a szíriai-török határ vidékén az SZSZH számára. A Brit Fegyveres Erők ugyanakkor ciprusi bázisairól nyiltan logisztikai támogatásban részesíti az Aszad-rezsim ellen harcoló lázadókat. A brit alakulatok mellett a német BND-t is megvádolták a felkelők számára való kémkedéssel. 2013 márciusában William Hague külügyminiszter bejelentette, hogy a brit kormány a konfliktus kitörése óta első ízben katonai járműveket szándékozik küldeni a felkelőknek.
Az Egyesült Államok, Franciaország és Nagy-Britannia emellett katonai felszereléssel is ellátta az ellenzéki fegyvereseket, mindenekelőtt kommunikációs eszközökkel és orvosi felszereléssel. Az Amerikai Egyesült Államok – habár igyekszik óvatosnak mutatkozni a szíriai ellenzék támogatását illetően – 2012 nyaráig 15 millió dollárt utalt át a Szíriai Nemzeti Tanács részére. Ugyanakkor egyes információk szerint a szíriai-török határon CIA-ügynökök tevékenykednek, akiknek feladata a Törökország felől érkező külföldi fegyveresek szelekciója lenne (így próbálva megakadályozni az Al-Káidához közel álló fegyveresek bejutását az országba). 2013. szeptemberétől az amerikai kormány kézifegyver szállítmányokkal is segíti a felkelőket.
A lázadók legfőbb támogatói azonban a Szíriát körülvevő szunnita országok, elsősorban Katar, Szaúd-Arábia és Törökország. 2012 tavaszától az érvényben levő fegyverembargó ellenére Katar és Szaúd-Arábia nyíltan megkezdte a felkelők felfegyverzését és pénzelését. A támogatásból Törökország is aktívan kivette a részét, megalakulásától kezdve 2012 nyaráig az ország területén, Hatay tartományban rendezték be az SZSZH főhadiszállását, a török hadsereg tisztjei pedig katonai kiképzésben is részesítették a szervezet tagjait. Legkésőbb 2012 májusától a török kormány fegyverekkel is segíti a felkelőket. Az ellenzéknek nyújtott támogatás nagyon megrontotta az ország viszonyát Szíriával, ez egy, a szíriai légteret megsértő török vadászrepülőgép lelövésében, majd ezt követően 2012 októberében határincidensekben csúcsosodott ki.
A szíriai lázadók támogatásban részesülnek az arab világ több másik országa részéről is. Mindenekelőtt a nyugat-iraki Anbár kormányzóság területének szunnita lakossága támogatja aktívan a lázadókat, fegyverekkel és harcosokkal egyaránt. 2012 folyamán szunnita önkéntesekből megalakult a Szabad Iraki Hadsereg, mely az SZSZH-t támogatva vesz részt a kormány elleni harcokban.
Az Aszad elleni szunnita együttműködésre, illetve az Aszad melletti síita támogatásra hivatkozva több külpolitikai ellenző is megalapozottnak tartja azt az álláspontot, hogy a szíriai polgárháború esetében tulajdonképpen egy indirekt háború (proxy war) zajlik a szunnita és síita országok között.
A szíriai lázadók Líbia részéről is aktív támogatásban részesültek. Az észak-afrikai ország 2011. októberében elsőként ismerte el az SZNT-t Szíria egyedüli hivatalos képviselőjének, majd 2012 áprilisában megalakult a Liva al-Umma katonai szervezet a líbiai polgárháborús veterán, Mahdi al-Harat vezetésével, amely főként líbiai, egyiptomi, palesztinai és szudáni harcosokat foglalt magába, illetve a későbbiek során szíriaiakat is. A Liva al-Umma befolyásos támogatóinak köszönhetően a szíriai lázadók legjobban felszerelt alakulatának számít.
Líbia mindemellett fegyverszállítmányokkal is segíti az SZSZH-t. 2012 áprilisában a libanoni hatóságok feltartóztattak egy Sierra Leone-i papírokkal ellátott szállítóhajót, amely – mint hamarosan kiderült – líbiai fegyvereket csempészett volna Szíriába.
A szíriai ellenzéket kisebb mértékben más országok is részesítik fegyveres támogatásban. 2012 április 27-én a libanoni hatóságok egy, az egyiptomi Alexandriából induló hajót tartóztattak fel, mely Szíria felé tartott, fedélzetén nagy mennyiségű fegyverrel és lőszerrel. A hatóságok elkobozták a fegyvereket, a legénységet pedig letartóztatták.
2014. március 8-án Abdullah szaúdi király hivatalosan terrorista szervezetté nyilvánította az ISIS-t, az Al-Nuszra Frontot és a Muszlim Testvériséget, egyúttal felszólítva a külföldön (elsősorban Szíriában) harcoló szaúdi állampolgárokat, hogy térjenek haza, ellenkező esetben büntetőjogi lépéseket foganatosítanak ellenük. Elemzők szerint a szaúdi király eme váratlan nyilatkozata annak köszönhető, hogy a szaúdi uralkodói dinasztia az egyre radikálisabb iszlamista lázadókat veszélyforrásnak tekinti a saját hatalmára.

### Külföldi kísérletek a harcok beszüntetésére

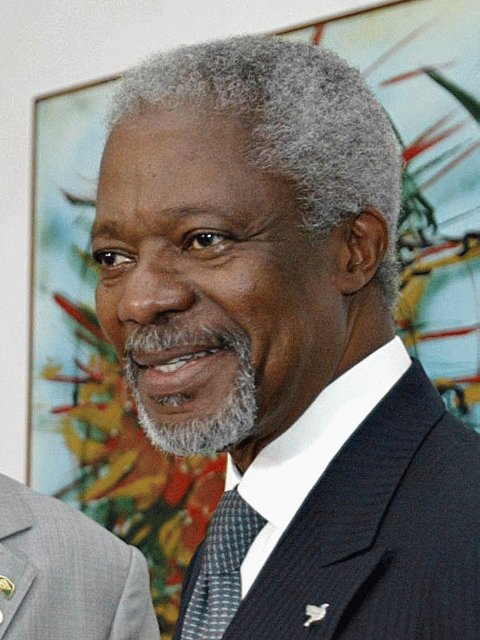
Kofi Annan

A konfliktus eszkalálódását követően mind az ENSZ, mind az Arab Liga megkísérelte a két fél közti harcok beszüntetésének elérését, azonban egyelőre még egyik tervezet sem járt sikerrel.
Először az Arab Liga megbízottjai dolgoztak ki egy fegyverszüneti tervet a harcok beszüntetésére. A tervezet értelmében a kormány vállalta, hogy visszavonja csapatait a megszállt városokból, szabadon bocsátja a politikai foglyokat és tárgyalásokba kezd az ellenzékkel. Az ígéretek betartatása végett az Arab Liga megfigyelőket küldött Szíriába, Mohamed Ahmed Musztafa al-Dabi szudáni tábornok vezetésével. A megfigyelők szíriai jelenléte azonban egyik fél körében sem aratott osztatlan lelkesedét, sőt a Human Rights Watch is erősen kritizálta az Arab Ligát, amiért egy olyan személyt nevezett ki a misszió élére, akit a dárfúri konfliktusban betöltött szerepe miatt köröz a Nemzetközi Büntetőbíróság.
A megfigyelők 2011. december 26-án érkeztek meg az országba. Mivel azonban jelenlétük sem szüntette meg az erőszakot, 2012. január 22-én Szaúd-Arábia visszavonta megfigyelőit. Január 28-án az Arab Liga teljesen felfüggesztette a missziót.
2012. február 23-án az ENSZ és az Arab Liga közösen Kofi Annan volt ENSZ főtitkárt bízta meg a szíriai válság rendezésének előkészítésével. Március elejére Annan ki is dolgozott egy javaslatot a konfliktus rendezésére. Ez hat pontból tevődött össze, melyekben felszólította a szíriai kormányt a harcok azonnali beszüntetésére és a nehéztüzérség, valamint a tankok azonnali kivonására a városokból, az országba küldendő ENSZ-békefenntartókkal való együttműködésre, a humanitárius segítségnyújtás lehetővé tételére, a politikai foglyok szabadon bocsátására, a külföldi újságírók szabad mozgásterének tiszteletben tartására és a gyülekezési és békés tüntetési jog tiszteletben tartására. Az ENSZ BT tagországainak elnökei közös nyilatkozatban fejezték ki támogatásukat az Annan-terv irányában, de Oroszország külügyminisztere, Szergej Viktorovics Lavrov leszögezte, hogy Annan javaslatait nem szabad ultimátumnak tekinteni.
Az Annan-tervet ideiglenesen mind a két fél elfogadta, betartatására az ENSZ 300 fegyvertelen katonai megfigyelőt küldött az országba. Az első megfigyelők április 15-én érkeztek az országba, de nem sikerült a tűzszünetet betartatniuk. A szerződést mind a két fél sorozatosan megsértette, majd június 4-én az SZSZH hivatalosan is felmondta a fegyverszüneti egyezményt. Az ENSZ megfigyelői június 16-ig teljesítették szolgálatukat, de miután ismételten támadásokat hajtottak végre ellenük, visszavonultak állomáshelyeikre. Július 25-re már a megfigyelők felét hazaküldték Augusztus 19-én az ENSZ-megfigyelők mandátuma hivatalosan is lejárt.
Tervezete sikertelenségét látva Annan augusztus 2-án lemondott megbízatásáról. Az ENSZ augusztus 17-én Lahdár Brahimi algériai politikust nevezte ki a helyére.

### Összecsapások Libanonban

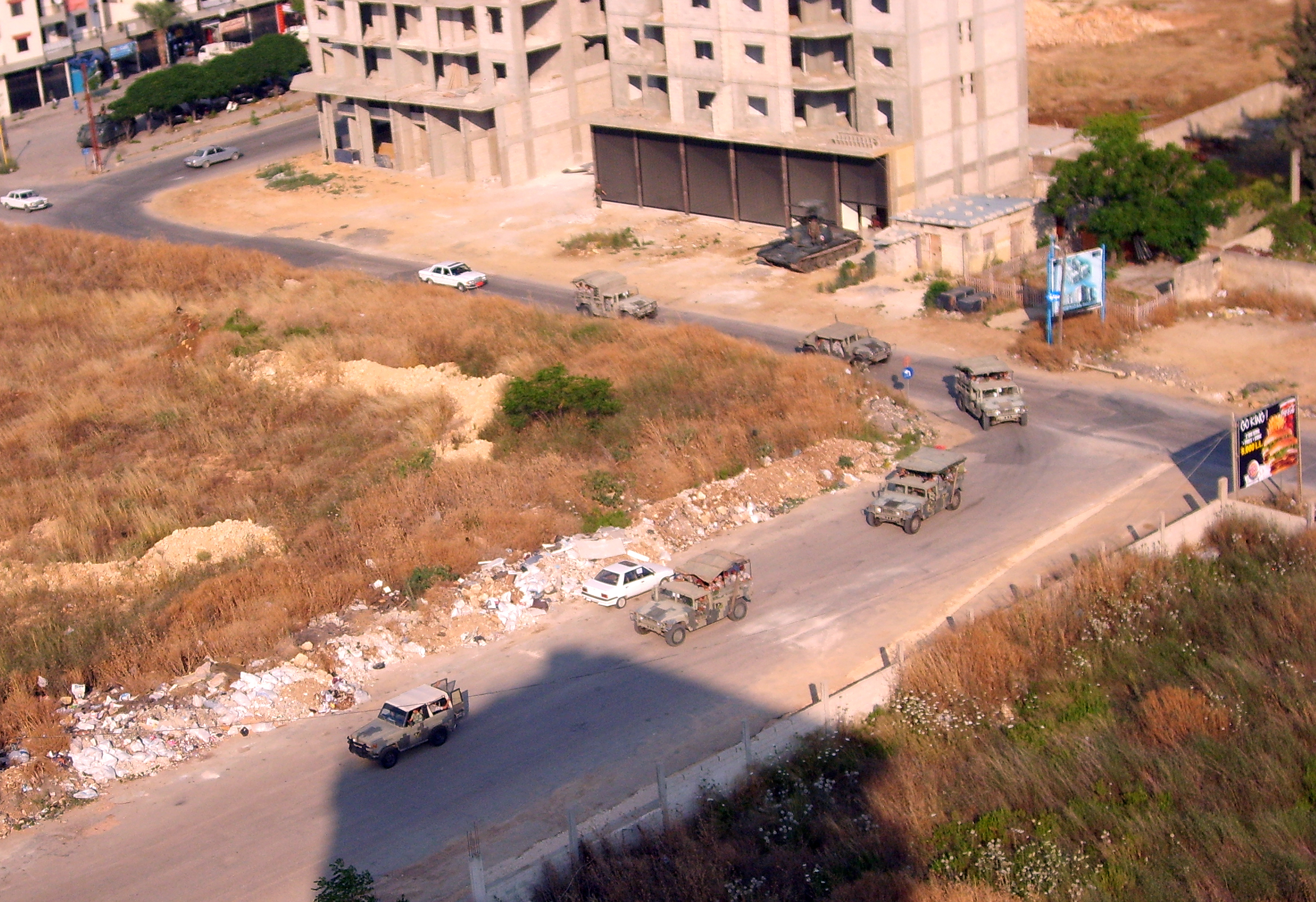
Katonai járművek járőröznek a libanoni Tripoliban a 2011. júniusi összecsapások után.

A szíriai krízis jelentős befolyással bírt libanoni belpolitikai helyzetre is. Ennek legfőbb oka, hogy Libanon fennállása során mintegy ütközőzónát képezett Izrael és Szíria között, így Szíria erős befolyása alá vonta a térséget, hosszú ideig katonákat is állomásoztatott az országban. Libanon megosztottságát még jobban elősegíti, hogy az ország legjelentősebb politikai csoportosulása, a síta Hezbollah a szintén síta (alavita) szíriai rezsim feltétlen támogatója, ellenben a lakosság jelentős része (27%) szunnita és a közülük kikerülő ellenzéki politikusok az Egyesült Államok bizalmát élvezik.
A szíriai konfliktus kipattanása főként az ország északi részén levő Tripoli kikötővárosban éreztette hatását. Tripoli a libanoni szunniták történelmi központja, a lakosság mintegy 80%-a ehhez a felekezethez tartozik, de a városban jelentős alavita kisebbség is él, ők a lakosság mintegy 8-12%-át teszik ki és főként a város Dzsabal Mohszen negyedében laknak. A két felekezet között már régóta ellenségeskedés zajlik, a legelső véres összecsapásokra a libanoni polgárháború kitörését követően, 1976-ban került sor és azóta is rendszeresen történnek összecsapások a Babb al-Tabaneh és Dzsabal Mohszen negyedek területén, melyek megfékezésére a libanoni hadsereg nagy erőkkel felügyeli a térséget.
2011-ben a tripoli alaviták nyíltan kinyilvánították támogatásukat a szíriai rezsim iránt, a szunniták viszont elítélték a rezsimet és az ottani ellenzéki tüntetők támogatásra június 17-én egy szimpátiatüntetést tartottak, a felvonuló demonstrálókra azonban alavita fegyveresek tüzet nyitottak, mire ők is fegyverrel védekeztek. A kialakuló tűzpárbajnak végül a hadsereg vetett véget, az összecsapásnak hét halálos áldozata volt, köztük egy katona is.
2012. február 10-én újabb fegyveres összecsapások robbantak ki a városban, mely három halálos áldozattal járt. A hadsereg közbelépett és hat sebesült katona árán másnapra helyreállította a rendet a városban.
A május 13-ra virradó éjszaka ismét alaviták és szunniták támadtak egymásra gépfegyverekkel és rakétagránátokkal. Az összecsapásokban egy fegyveres és egy katona meghalt.
Május 20-án libanoni katonák lelőttek Bejrútban egy, a szíriai ellenzéket nyíltan támogató szunnita vallási vezetőt, aki kocsijával megállás nélkül akart áthajtani egy katonai ellenőrzőponton. Válaszul a városban az éjszaka folyamán összecsaptak a szíriai ellenzéket támogató helyi szunniták és az Aszad-párti síiták, akiknek megfékezésére a katonaság is beavatkozott. Az összecsapások két halálos áldozatot követeltek, további 18-an megsebesültek.
Június 2-án Tripoliban ismét alaviták és szunniták csaptak össze, a konfliktusnak 8 halálos áldozata volt és 21 sebesültje. A krízis súlyosbodásának megakadályozására a libanoni hadsereg megszállta a Babb al-Tabaneh és Dzsabal Mohszen negyedeket.
Szeptember 22-én az SZSZH katonái támadást hajtottak végre egy libanoni határőrállomás ellen. Az incidensre válaszul a libanoni hadsereg erősítést küldött a térségbe.
Október 19-én egy bombamerényletben meggyilkolták a libanoni belső hírszerzés főnökét, Visszám al-Hasszán tábornokot. A szunnita lakosság jelentős része a szíriai kormányt vádolta meg a támadással, mivel Hasszán ismert volt az Aszad-rezsimhez fűződő rossz viszonyáról. A tábornok temetése október 21-én politikai tüntetésbe torkollott, a tüntetők a "Szíria bérenc"nek titulált Nadzsíb Míkáti lemondását követelték, majd megtámadták a miniszterelnök hivatalát, de a rendőrség könnygázzal szétoszlatta a tömeget. Nem sokkal később azonban a város déli részén rövid tűzharc zajlott le a biztonsági erők és civil fegyveresek közt.
Időközben Tripoliban ismét összecsaptak a síita és szunnita fegyveresek, a tűzharcban három személy vesztette életét, köztük egy kilencéves kislány.
A síita Hezbollah részvétele a szíriai konfliktusban tovább mérgesítette a libanoni helyzetet, 2013-ra szinte napi rendszerességűvé váltak a fegyveres összecsapások síita és szunnita fegyveresek között. Egy ízben két rakéta csapódott be Bejrút déli, Hezbollah által ellenörzött részén, a támadást valószínűleg szunnita fegyveresek hajtották végre.

## Kapacsolódó szócikkek
- Északnyugat-szíriai offenzíva (2019. december – 2020. március)